# Griechenland
Griechenland (griechisch Ελλάδαⓘ Elláda [ɛˈlaða], formell Ελλάς Ellás „Hellas“; amtliche Vollform Ελληνική Δημοκρατία Ellinikí Dimokratía „Hellenische Republik“; alle Namensformen (f. sg.)) ist ein Staat in Südosteuropa und ein Mittelmeeranrainerstaat. Das griechische Staatsgebiet grenzt an Albanien, Nordmazedonien, Bulgarien und die Türkei. Griechenland ist eine parlamentarische Republik mit präsidialen Elementen. Die Hauptstadt des Landes ist Athen. Weitere bedeutende große Städte sind Thessaloniki, Patras, Iraklio und Piräus.
Das antike Griechenland ist als frühe europäische Hochkultur bekannt, die wichtige Errungenschaften wie die attische Demokratie und Philosophie, frühe Naturwissenschaften und die klassische griechische Architektur und Literatur (Epik, Poesie, Dramatik) hervorbrachte, die in den folgenden Epochen bis in die Neuzeit hinein als vorbildlich galten. Nach dem Aufgehen in verschiedenen Großreichen wie dem Römischen Reich in der Antike, dem christlich-griechisch geprägten Byzantinischen Reich und dem muslimisch-türkisch dominierten Vielvölkerstaat des Osmanischen Reiches konnte erst im 19. Jahrhundert im Zuge der griechischen Revolution und der folgenden Unabhängigkeit von den Osmanen wieder ein griechischer Staat gebildet werden. Die heutige parlamentarische Präsidialdemokratie geht zurück auf das Referendum im Dezember 1974 zur Abschaffung der Monarchie und für die Einführung der Republik.
Griechenland ist ein Mitglied der Vereinten Nationen, der OECD, der NATO, der OSZE und des Europarates. 1981 wurde Griechenland in die Europäische Gemeinschaft aufgenommen. Am 1. Januar 2001 trat Griechenland der Eurozone bei.
Das Entwicklungsprogramm der Vereinten Nationen zählt Griechenland zu den Ländern mit sehr hoher menschlicher Entwicklung. Wirtschaftlich bedeutend sind insbesondere die Branchen Tourismus und Handel. Das verarbeitende Gewerbe hat (Stand 2015) im Vergleich zu anderen hochentwickelten Staaten geringe Bedeutung. Einen wesentlichen Anteil im Industriesektor haben das Ernährungsgewerbe und die Metallverarbeitung. Nach einer langen Rezession oder Stagnation seit 2008 erholte sich die Wirtschaft von 2017 bis zur COVID-19-Pandemie 2020 wieder. Aktuell ist die Arbeitslosenquote Griechenlands nach Spanien und Finnland die dritthöchste in der Europäischen Union.

## Landesname
Die Griechen der Neuzeit nennen sich selbst Hellenen (griechisch Έλληνες, Ellines), jedoch hatten sie im Laufe der Geschichte zahlreiche unterschiedliche Bezeichnungen. Homer (8. Jahrhundert v. Chr.) verwendete den Begriff „Hellene“ nicht in seinen Epen. Auch in der klassischen Antike legten die Hellenen kaum Wert darauf, sich als eine einheitliche Nation darzustellen. Die eigene Heimat, sei es eine Polis oder ein Königreich, stand stattdessen bis auf nur wenige Ausnahmen im Vordergrund. So wurden z. B. die bei den Thermopylen gefallenen Soldaten Hellenen genannt. Auch wurden die Teilnehmer an den Olympischen Spielen als Hellenen zusammengefasst. Vielleicht deshalb war gerade diese Bezeichnung später in den ersten Jahrhunderten des Christentums ein Synonym für Heidentum. Von der Spätantike bis zum Ende des Mittelalters (1453) nannten die Griechen sich Rhōmaioi (altgriechisch Ῥωμαῖοι ‚Römer‘). Unterschiedlichste geschichtliche Entwicklungen beeinflussten ihre Selbstbezeichnung. Diese variierenden Namen waren entweder völlig neu oder bereits früher benutzt worden und in Vergessenheit geraten. Sie waren zu jeweils ihrer Zeit signifikant und können heute als austauschbar betrachtet werden, was bedeutet, dass für das Volk der Griechen die Vielnamigkeit gilt.
In den meisten europäischen Sprachen und jenen Sprachen, die deren Bezeichnungen übernommen haben, beginnt der Name für Griechenland mit den Buchstaben GR (Greece, Grèce, Grecia, Griekenland etc.); der Ursprung all dieser Bezeichnungen liegt im lateinischen Begriff Graecus, der seinerseits im griechischen Graikos (Γραικός) seinen Ursprung hat, dem Namen eines böotischen Stammes, der sich im 8. Jahrhundert v. Chr. in Italien ansiedelte und unter dessen Namen die Hellenen im Westen bekannt wurden. Homer erwähnt in der Ilias die böotische Stadt Graia (Γραῖα); Pausanias zufolge war dies der alte Name von Tanagra. Kyme, eine Stadt südlich von Rom und nordwestlich von Neapel, wurde von Griechen aus den Städten Chalkis und Graia gegründet. Durch den Kontakt letzterer mit den Römern könnte der Begriff Graeci als Sammelbezeichnung für alle Hellenen entstanden sein.
Hingegen gehen die persische und türkische Bezeichnung der Griechen Yunan ebenso wie die der meisten anderen nahöstlichen Sprachen ursprünglich auf altpersisches Yauna zurück, welches wiederum dem griechischen Íōnes (Ἴωνες) entlehnt ist. Namensgeber war hier der griechische Stamm der Ionier, deren Städte im sechsten Jahrhundert v. Chr. von den Persern erobert wurden und deren Name, ähnlich wie der Name der Graeci im Westen, auf die Gesamtheit der Hellenen bezogen wurde.

## Geographie
Griechenland liegt am östlichen Mittelmeer in Südeuropa und setzt sich geographisch aus dem griechischen Festland am südlichen Ende des Balkans, der Halbinsel Peloponnes, die jedoch durch den Bau des Kanals von Korinth (eingeweiht 1893) vom Festland getrennt wurde, sowie zahlreichen Inseln zusammen, die hauptsächlich in der Ägäis, im Ionischen, aber auch im Libyschen Meer liegen. Die politische Grenze nach Norden bilden die Staaten Albanien (300 km), Nordmazedonien (234 oder 246 km) und Bulgarien (475 km) sowie im Osten die Türkei (192 km). Eine natürliche Grenze bildet das Ionische Meer im Westen des Landes mit der Italienischen Halbinsel und Sizilien sowie das Libysche Meer im äußersten Süden mit dem afrikanischen Kontinent. Die Insel Gavdos im Libyschen Meer ist der südlichste Punkt des Landes und gilt zudem geographisch als südlichster Punkt Europas.

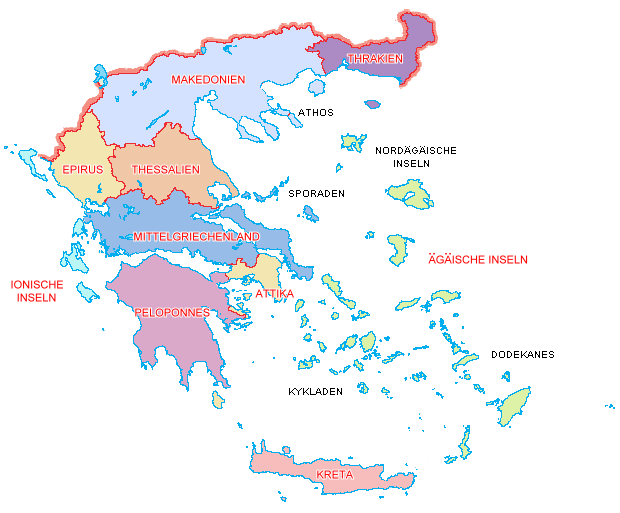
Regionale Gliederung Griechenlands

Das Land hat eine Gesamtfläche von 131.957 km²: 106.915 km² entfallen auf das Festland, 25.042 km² (knapp 19 %) verteilen sich auf 3.054 Inseln, von denen 87 bewohnt sind. Auf Grund des Inselreichtums erzielt Griechenland eine bemerkenswerte Küstenlänge von 13.676 km, wovon etwa 4.000 km auf das griechische Festland entfallen. Die zum Teil recht großen Distanzen innerhalb des Landes stellen im Verhältnis zu seiner relativ kleinen Gesamtfläche ein weiteres geographisches Merkmal dar. So beträgt die Luftlinie zwischen der Insel Othoni bei Korfu und der Insel Kastelorizo im äußersten Südosten Griechenlands 983 km. Die kleinste geographische Ausdehnung – mit unter 550 km Luftlinie – besitzt das Land in ostwestlicher Richtung.

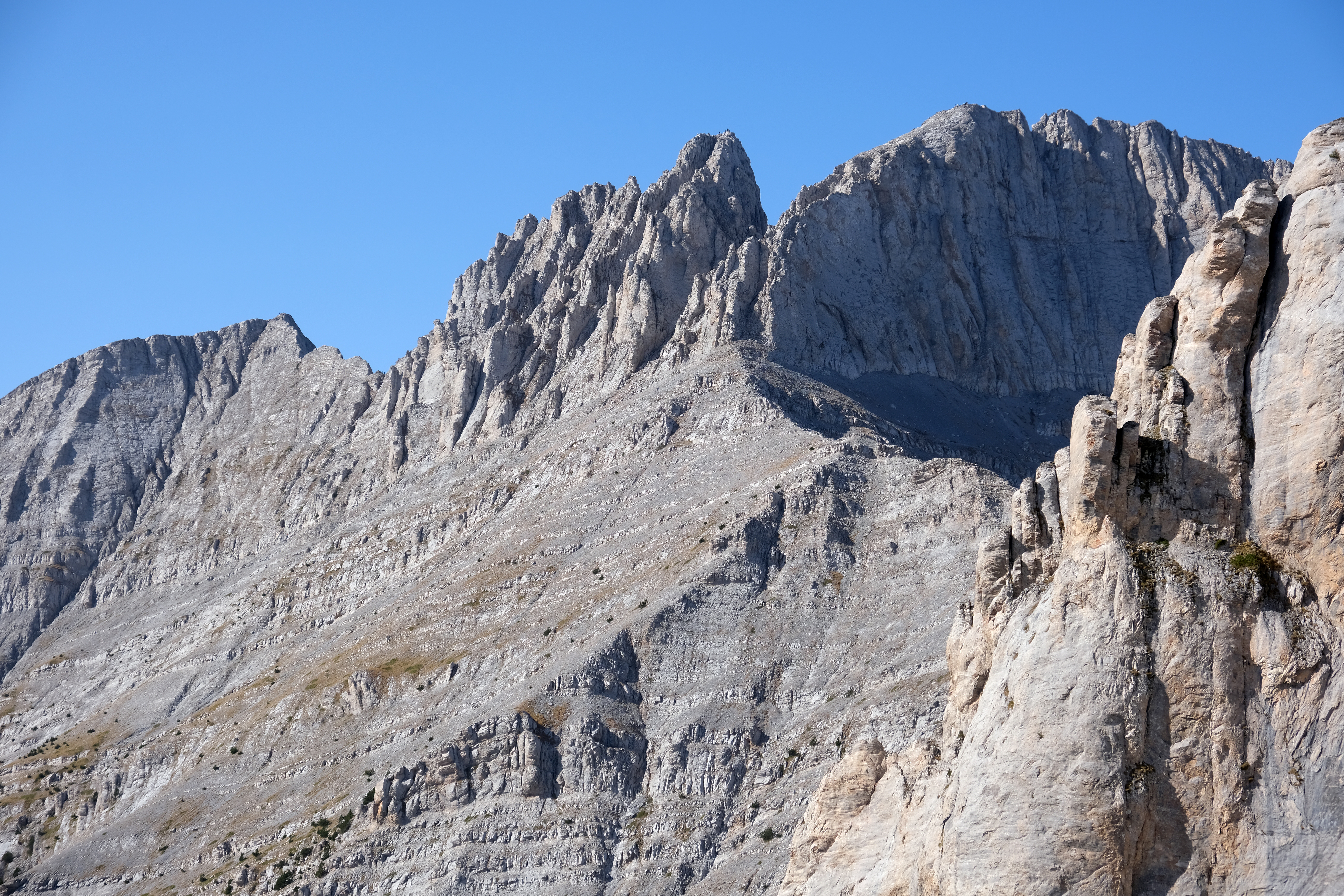
Der Olymp

Griechenland hat trotz seines stark maritimen Charakters einen Gebirgsanteil von 77,9 % und wird daher als Gebirgsland eingestuft. Zentrale Gebirge und Gebirgszüge des Landes sind das Pindos-Gebirge, der Olymp-Ossa-Pilion-Gebirgszug sowie das Rhodope-Gebirge auf dem griechischen Festland, das Taygetos-Gebirge auf der Halbinsel von Peloponnes und darüber hinaus das Ida- bzw. Psiloritis-Gebirge auf der Insel Kreta. Höchste Erhebung des Landes ist der Mytikas (2917 m) im Gebirgsstock des Olymp. Größere wirtschaftlich verwertbare Ebenen sind nur spärlich vorhanden und befinden sich hauptsächlich in den Regionen Thessalien, Makedonien und Thrakien.

### Gewässer

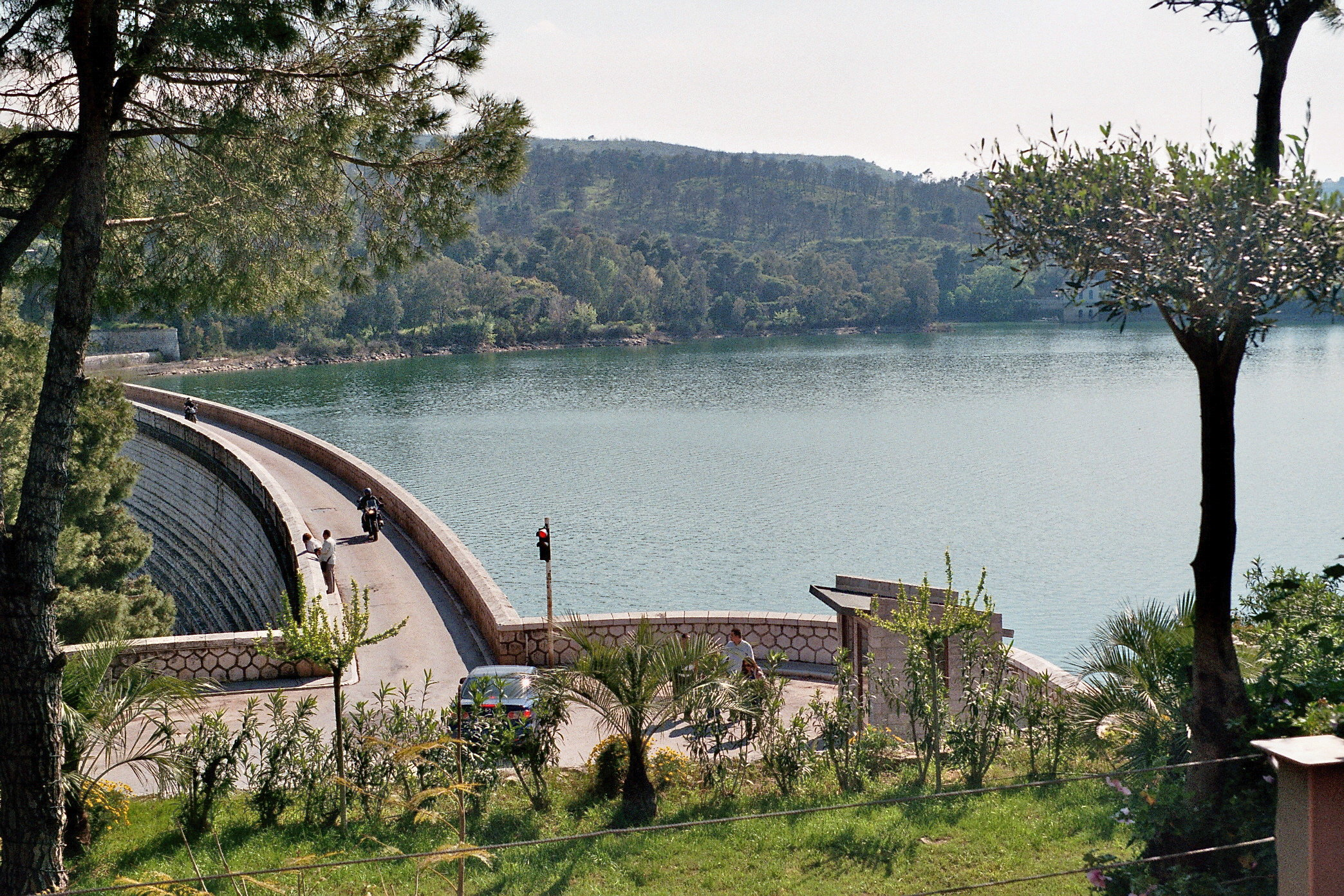
Der Marathon-See mit der 1926 errichteten Staumauer

Größere Flüsse, die ganzjährig Wasser führen, gibt es überwiegend im Norden des griechischen Festlandes, die dort zur Bewässerung der fruchtbaren Täler und zu einem geringen Anteil für die Energiegewinnung genutzt werden. Darunter der Pinios, Axios, Strymonas, Nestos und Evros. Im Süden Griechenlands führen die meisten Flüsse nur saisonal Wasser, können sich aber in der Regenzeit zu reißenden Strömen verwandeln. Durch Attika fließt der Kifisos. Für die Binnenschifffahrt wurde einst der heutige Grenzfluss Evros genutzt. Der Norden Griechenlands liegt im Blauen Herzen Europas.
Die griechische Seenlandschaft ist wenig bekannt und besteht etwa zur Hälfte aus natürlichen Seen und aus Stauseen jüngerer Zeit. Der Trichonida-See in Ätolien-Akarnanien hat eine Oberfläche von 96 km² und eine Tiefe von 57 m und ist somit einer der drei größten natürlichen Seen in Griechenland. Die umgebenden Eukalyptus- und Olivenhaine sind Lebensraum für über 140 Vogelarten, der See selbst für einige seltene Fischarten. Ebenfalls in Ätolien-Akarnanien befindet sich der 92 km² große Kremasta-Stausee, der hauptsächlich vom Acheloos gespeist wird.

### Klima

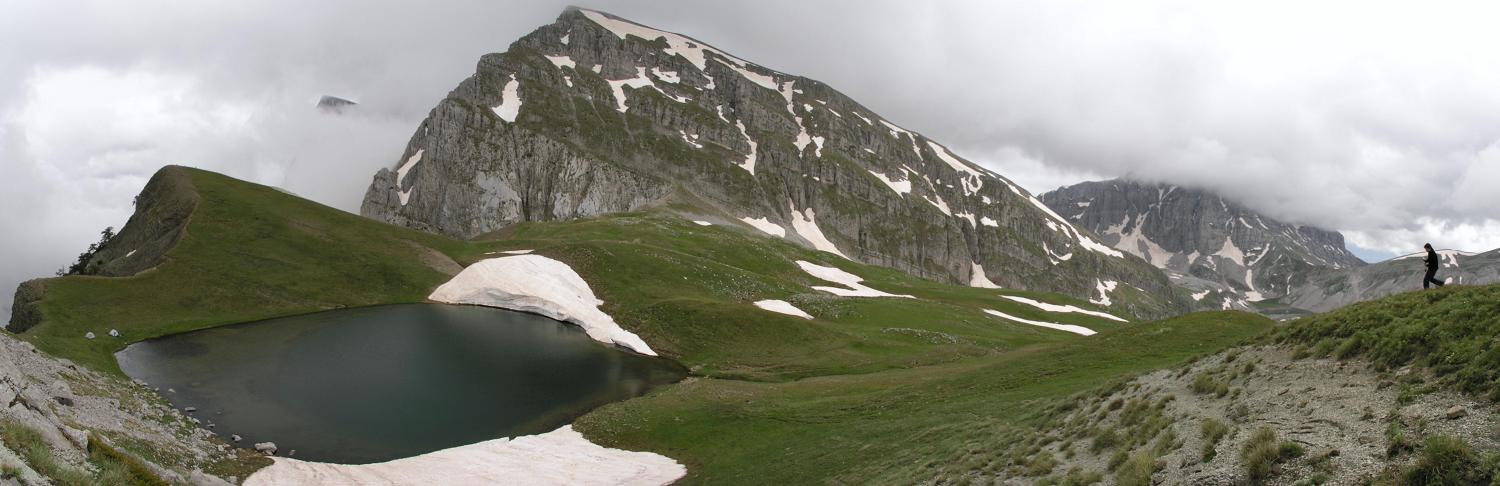
Ein See in Epirus, in den Bergen über der Baumgrenze

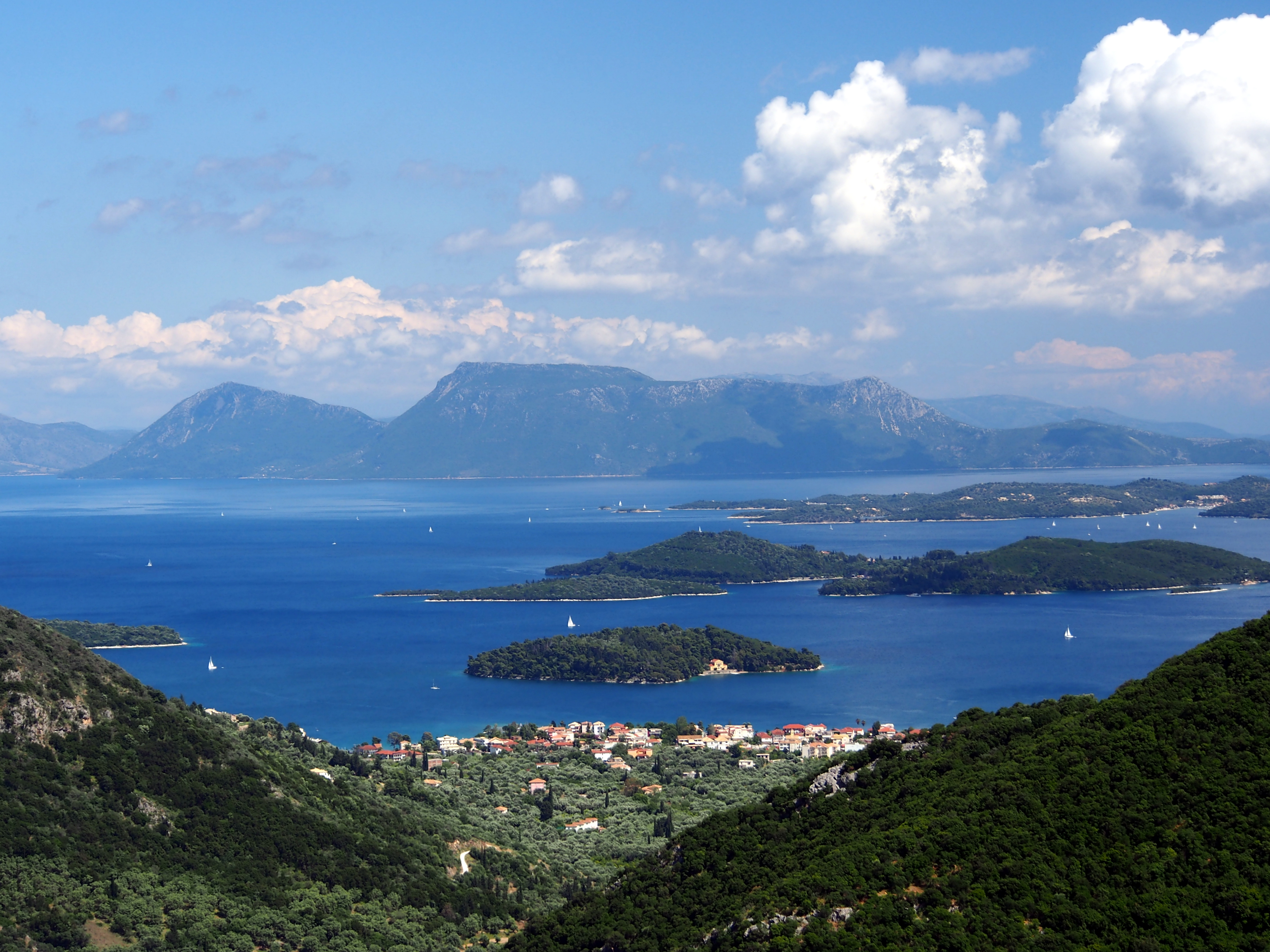
Mediterrane Landschaft auf Lefkada

Griechenland hat überwiegend ein mediterranes Klima mit feucht-milden Wintern und trocken-heißen Sommern. An der Küste ist es im Winter sehr mild und es regnet häufig; Schnee fällt nur selten. Die Sommer sind relativ heiß und es gibt nur gelegentlich Sommergewitter. Mit 48 °C wurde 1977 in Griechenland der kontinentaleuropäische Hitzerekord gemessen.
Im Landesinneren ist es vor allem im Winter deutlich kühler und es gibt häufig Nachtfrost, manchmal auch starke Schneefälle. Der Frühling ist kurz, verwöhnt aber „mit einem Feuerwerk aus Lavendel und Anemonen, Klatschmohn und Kamille“. Im Sommer ist es ähnlich wie an der Küste heiß und trocken. Die jährlichen Niederschläge schwanken zwischen 350 und 1500 mm. Die Niederschläge nehmen von West nach Ost ab und von Nord nach Süd. Trotzdem erhalten auch die Gebirge auf Kreta und dem Peloponnes Niederschläge über 1000 mm. Die Inseln im Osten der Ägais sind deutlich feuchter als die Inseln in der Mitte der Ägais. Am trockensten sind die Gebiete rund um Athen, aber auch Korinth und die südlichen Sporaden mit Niederschlägen von 350-450 mm. Auffallend ist, dass im Norden Griechenlands auch in den Sommermonaten Juni bis August regelmäßiger mit geringen Niederschlägen zu rechnen ist. Die Verdunstung ist übers Jahr deutlich höher als der Niederschlag. Die vielen Inseln und die hohen Gebirge bedingen eine weite Varianz in Niederschlag und Temperatur. Kymi auf der Ostseite der Insel Euböa liegt auf der Luvseite und erhält doppelt so viel Niederschlag wie Chalkida auf der Leeseite. Da Griechenland sehr gebirgig ist, ist Wintersport durchaus möglich, es existieren 19 Wintersportgebiete unterschiedlicher Größe. Ein kleiner Teil im Nordwesten des Festlandes liegt in der gemäßigten Klimazone.

### Flora und Fauna

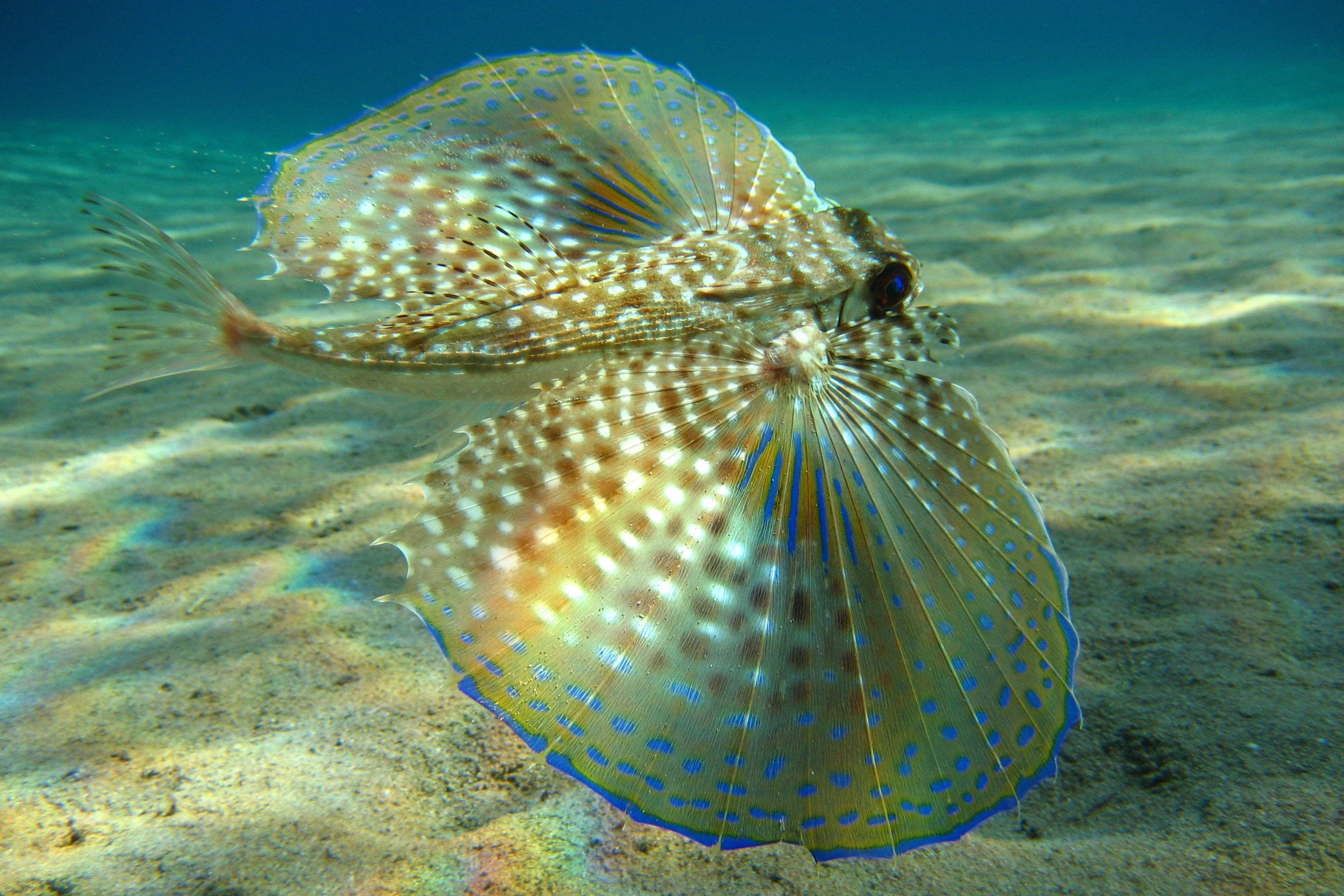
Flughahn (Dactylopterus volitans) im Mittelmeer vor Ostkreta, ca. 3–5 m Tiefe.

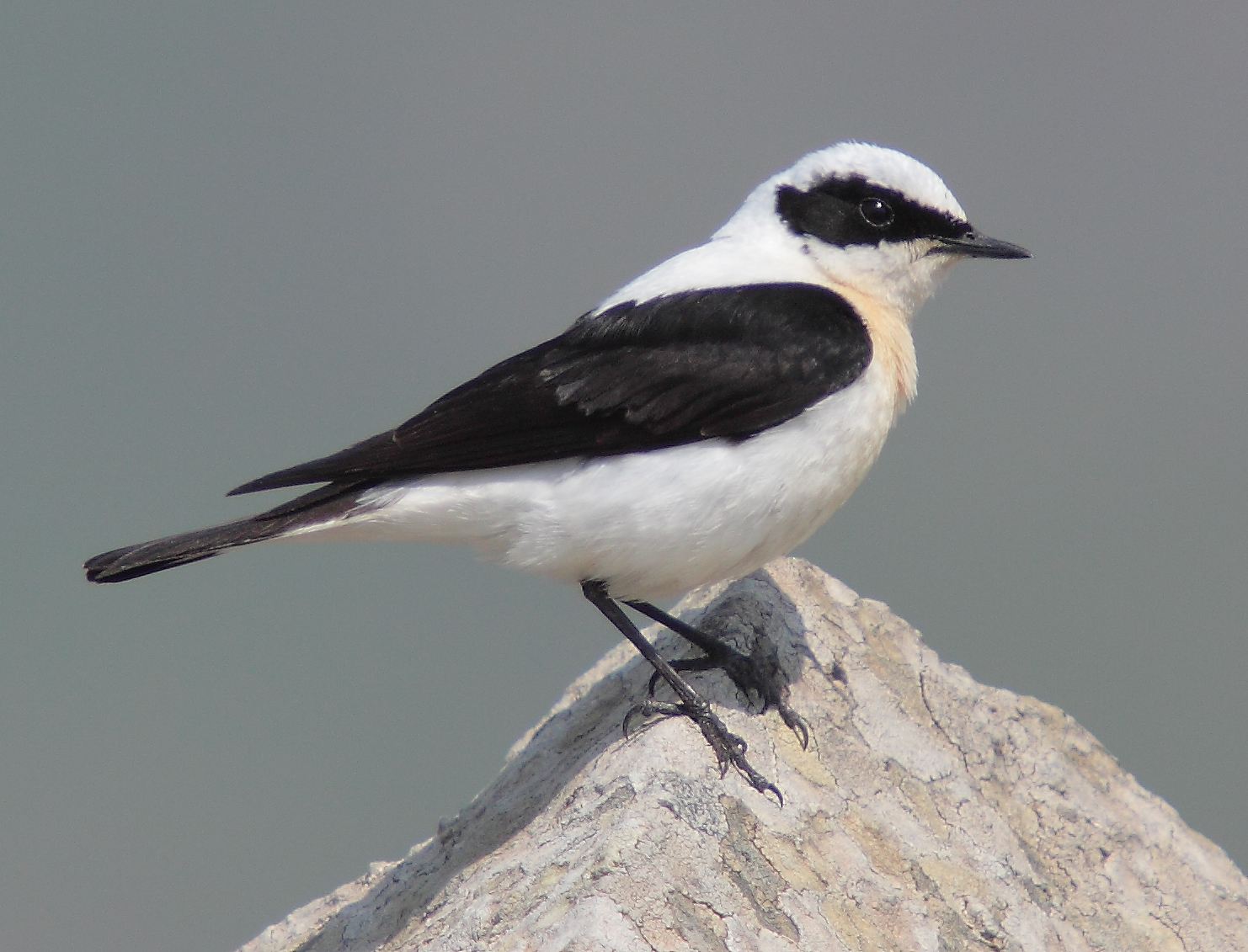
Ein Mittelmeer-Steinschmätzer an einem Kloster auf Lesbos

Flora und Fauna sind kulturell eng mit antiken Mythen verbunden, seltener jedoch mit den Hauptgottheiten. Chloris war die Göttin der Blumen, die für Hera die Pflanzen sprießen ließ, Nymphen waren für das Leben der Pflanzen verantwortlich. Der Hirtengott Pan galt auch als Gott des Waldes und der Natur. Häufig nehmen in der griechischen Mythologie Götter die Gestalt von Naturerscheinungen oder von Tieren an. Die Vorsilbe Bio- geht auf das griechische Wort Bios für Leben zurück.
Bereits in der Antike wurden Wälder gerodet. Das Holz wurde zum Kochen, zum Heizen, als Bauholz oder zum Schiffbau verwendet; die gerodeten Flächen wurden als Ackerland oder Weideland genutzt. 2005 gab es 3.752.000 Hektar Forst und 2.780.000 Hektar andere bewaldete Gebiete. Circa 80 % Forst ist in Staatseigentum.
Wo heute keine Landwirtschaft mehr stattfindet, wachsen Hartlaubgewächse (Erica, Erdbeerbaum, Echter Lorbeer, Johannisbrotbaum), aufgrund der gebirgigen Struktur wurden zahlreiche Hänge durch Bodenerosion kahl. Trotzdem ist Griechenland eines der artenreichsten Länder Europas und bezüglich der Vielfalt von medizinisch verwendbaren Pflanzen wird es weltweit nur von Madagaskar übertroffen. Ursache sind die zahlreichen Inseln und abgelegenen Täler. Insgesamt zählt Natura 2000 241 Lebensräume mit Wichtigkeit für die Gemeinschaft' (SCI) und 202 spezielle Schutzzonen (SPA) auf. Von den 5500–6000 Pflanzenarten und Unterarten in Griechenland sind 20 % endemisch, die hohe Anzahl an Arten beinhaltet auch einen überdurchschnittlich hohen Anteil an Heilpflanzen. Sie bildeten einst die Grundlage für eine ausgeprägte Volksmedizin, aber auch für die Asklepiaden. Den Großteil der Vegetation machen immergrüne Pflanzen (breitblättrig, sclerophyllus (hartblättrig)) aus.

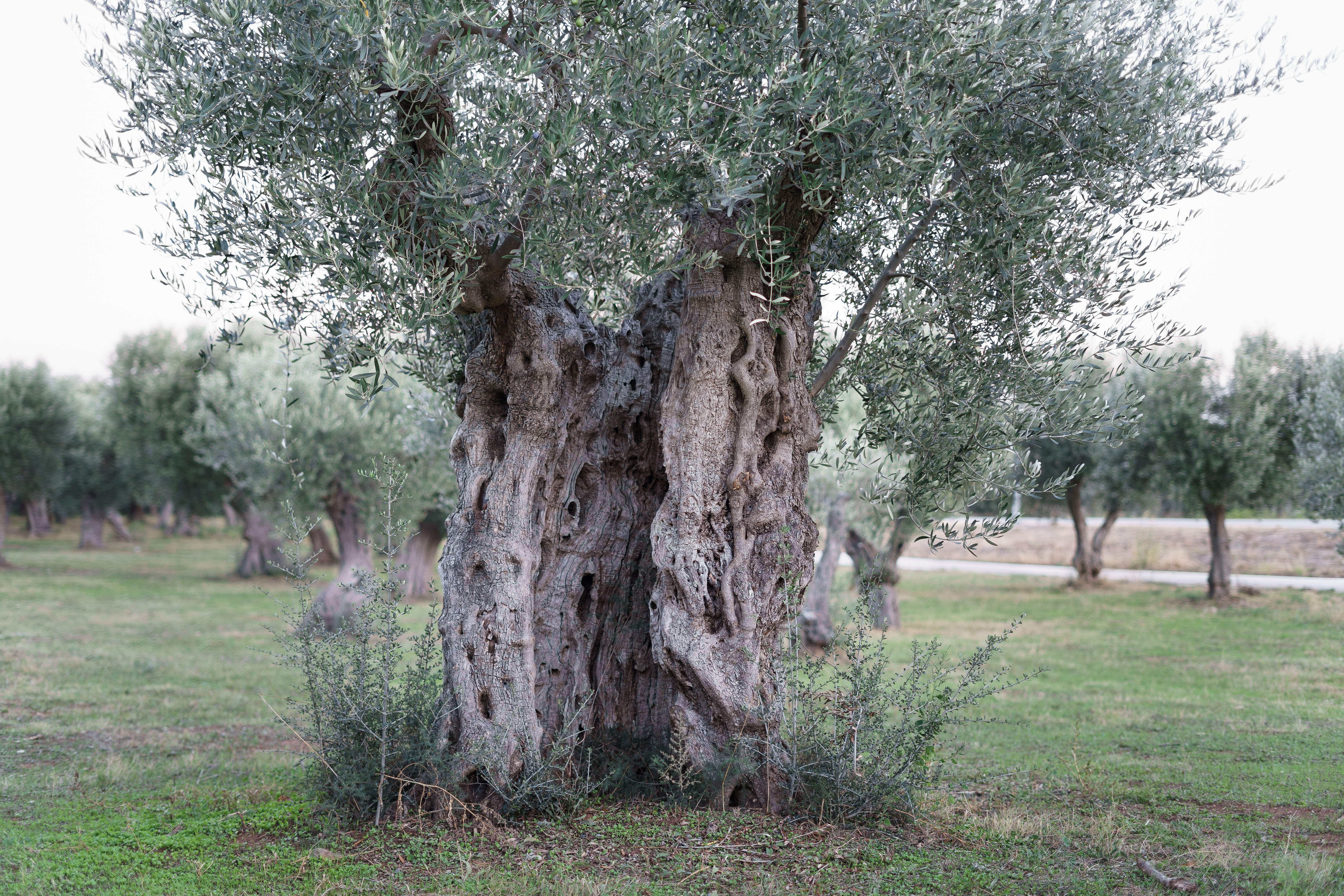
Olivenhain bei Alexandroupolis

An Bäumen wachsen der kulturell und wirtschaftlich bedeutende Ölbaum, weiterhin Pinien, Aleppokiefern, Zypressen, Obstbäume sowie an Küstenregionen Palmen. Ab einer Höhe von 1000 m kommen Kastanien, Ulmen und Eichen vor, bis 2000 m Schwarzkiefern und Apollotannen, über der Baumgrenze auch alpine Matten. Zu den endemischen Bäumen gehört die kefalonische Tanne.
Auch aufgrund großer klimatischer Unterschiede zwischen dem Gebirge und den Küsten sowie dem milden Klima ist das Land so artenreich. Ein Großteil der sehr kleinteiligen Lebensräume ist nur schwer zugänglich und daher vor menschlichen Einflüssen wie Besiedelung oder dem Tourismus geschützt. Es finden sich über 900 Tierarten, darunter Geckos, Eidechsen (z. B. Smaragdeidechse), die griechische Landschildkröte, im Gebirge auch Rehe, Wildschweine und Füchse, vereinzelt auch Wölfe und Bären. Die Fauna der Inseln unterscheidet sich wesentlich von der des Festlandes. Regional finden sich dort z. B. die Unechte Karettschildkröte auf Zakynthos sowie als eine der endemischen Arten die Kretische Wildziege auf Kreta. Im Schmetterlingstal auf Rhodos ist die seltene Schmetterlingsart Russischer Bär zu finden. Lagunen- und Feuchtgebiete führen zu einem Reichtum an Vogelarten.
Die einheimische Tier- und Pflanzenwelt steht in zehn Nationalparks und zwei Meeresnationalparks unter Schutz. Griechenland hat Anteile am Grünen Band Europas.
Der griechische Begriff für Jäger (Kynigós) leitet sich aus dem altgriechischen Wort Kyôn (Gen. Kynós) für Hund ab, bereits in der Antike gab es in Griechenland eine große Vielzahl an Hunden. Von Xenophon ist die Schrift Kynegetikós (Buch über die Jägerei) überliefert, die Fähigkeiten und Nutzen des Hundes insbesondere für die Jagd beschreibt. Es gibt nur wenige griechische Hunderassen, zum Beispiel den Hellinikos Ichnilatis und den Kritikos Lagonikos.

## Bevölkerung

### Demografie

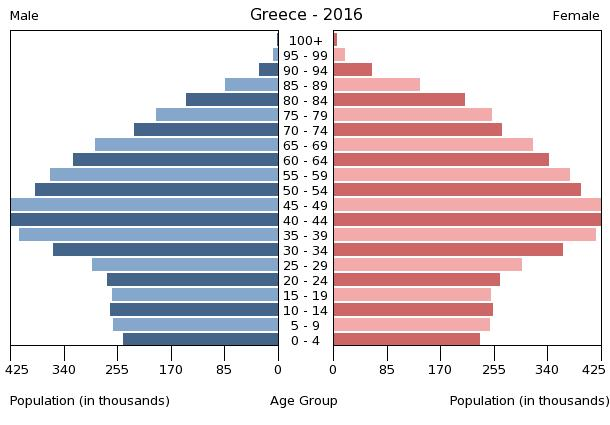
Bevölkerungspyramide Griechenland 2016

Griechenland hatte 2022 10,4 Millionen Einwohner. Die Einwohnerzahl sank um 1,4 %. Zum Bevölkerungsrückgang trug ein Sterbeüberschuss (Geburtenziffer: 7,3 pro 1000 Einwohner vs. Sterbeziffer: 13,4 pro 1000 Einwohner) bei. Die Anzahl der Geburten pro Frau lag 2022 statistisch bei 1,4, die der Europäischen Union betrug 1,5. Die Lebenserwartung der Einwohner Griechenlands ab der Geburt lag 2022 bei 80,6 Jahren (Frauen: 83,3, Männer: 78,1). Der Median des Alters der Bevölkerung lag im Jahr 2021 bei 44,7 Jahren. Im Jahr 2023 waren 13,6 Prozent der Bevölkerung unter 15 Jahre, während der Anteil der über 64-Jährigen 23,1 Prozent der Bevölkerung betrug.
| Jahr | Bevölkerung | Jahr | Bevölkerung |
| ---- | ----------- | ---- | ----------- |
| 1950 | 7.669.000   | 1990 | 10.249.000  |
| 1960 | 8.272.000   | 2000 | 11.142.000  |
| 1970 | 8.660.000   | 2010 | 11.446.000  |
| 1980 | 9.635.000   | 2020 | 10.719.000  |

### Bevölkerungsstruktur und Migration
Als Seefahrtsnation und Land mit großer Küstenlinie ist Griechenland seit jeher sowohl Auswanderungsland als auch Ziel von Immigranten. Neben der christlich-orthodoxen, griechischsprachigen Mehrheitsbevölkerung existieren einige religiöse und sprachliche Minderheiten sowie Zuwanderergruppen. Da Griechenland solche Bevölkerungsgruppen statistisch nicht erfasst, beruhen alle Angaben zur Anzahl ihrer Mitglieder auf Schätzungen und können je nach politischem Standpunkt stark variieren. Eine vor allem wirtschaftlich bedeutsame Minderheit bilden die rund 500.000 Albaner, deren Zahl seit Anfang der Finanzkrise deutlich zurückgegangen ist, da viele albanische Arbeitsmigranten nach Albanien zurückkehren. Zu unterscheiden sind die neu zugewanderten Albaner von den ebenfalls albanischstämmigen Arvaniten, die schon vor Jahrhunderten nach Griechenland kamen oder deren Siedlungsgebiete in den neugriechischen Staat integriert wurden, heute weitgehend assimiliert. Es wird geschätzt, dass bis zu 1,6 Millionen Griechen arvanitische Vorfahren haben, was aber stark umstritten und nicht belegbar ist.
Seit den 1990er-Jahren hat sich Griechenland von einem Auswanderungs- zu einem Einwanderungsland entwickelt. Die Zuwanderer kommen aus Ländern mit griechischer Diaspora (wie z. B. den ehemaligen GUS-Staaten), aus südosteuropäischen Nationen (vor allem den Nachbarländern) sowie aus Nordafrika und Asien.
Die größten in Griechenland ansässigen Zuwanderergruppen waren laut Daten der Volkszählung von 2001 (nicht erfasst werden griechische und eingebürgerte Zuwanderer):
- Albaner (438.036)
- Bulgaren (35.104)
- Georgier (22.875)
- Rumänen (21.994)
- US-Amerikaner (18.140)
- Russen (17.535)
- Zyprer (17.426)
- Ukrainer (13.616)
- Briten (13.196)
- Polen (12.831)
- Deutsche (11.806)
- Pakistaner (11.130)
- Chinesen (10.000)[47]

Daneben leben schätzungsweise 300.000 illegale Einwanderer im Land, darunter Menschen aus Afghanistan, Irak und dem Maghreb; im Dezember 2010 wurde bekannt, dass Griechenland an jenem Teil der Grenze zur Türkei, der nicht durch den Fluss oder das Meer begrenzt wird, eine Art Grenzzaun errichten will, um weitere illegale Grenzübertritte zu begrenzen. 2015 erhöhten sich die Zahlen illegaler Einwanderung per Boot; betroffen ist u. a. die nur neun Kilometer vor der türkischen Westgrenze gelegene Insel Lesbos.

### Sprachen
97,4 % der griechischen Bevölkerung sprechen die neugriechische Sprache. Da der griechische Staat alle Staatsbürger als Griechen betrachtet, werden keine Informationen zu sprachlichen Minderheiten erhoben, daher stammen die folgenden Zahlen aus Angaben des griechischen Staates gegenüber den europäischen Institutionen oder deren eigenen Schätzungen. Schätzungen verschiedener Minderheitsorganisationen sind oft weit höher; wie aktiv die jeweilige Sprache noch gesprochen wird, ist nur unzureichend erforscht.
| Volksgruppe            | Angehörige | Quote  | abweichende Schätzungen       | Sprache(n)                     |
| ---------------------- | ---------- | ------ | ----------------------------- | ------------------------------ |
| Griechen               | 10.508.690 | 97,4 % |                               | Neugriechisch                  |
| Türken                 | 59.000     | 0,5 %  |                               | Türkisch                       |
| Mazedonier             | 40.000     | 0,4 %  | 120.000–150.000               | Mazedonisch, Ägäis-Mazedonisch |
| Aromunen               | 40.000     | 0,4 %  | 80.000–120.000                | Aromunisch                     |
| Pomaken                | 39.000     | 0,4 %  |                               | Bulgarisch                     |
| Armenier               | 30.000     | 0,3 %  | Armenisch                     |                                |
| Çamen und Arvaniten    | 23.000     | 0,2 %  | 150.000–200.000               | Albanisch, Arvanitika          |
| Roma                   | 22.000     | 0,2 %  | 120.000–300.000               | Romani                         |
| Meglenorumänen         | 10.000     | 0,1 %  |                               | Meglenorumänisch               |
| Sarakatsanen           | 10.000     | 0,1 %  | Neugriechisch: Sarakatsanisch |                                |
| Juden                  | 6.000      |        | Ladino (auch Griechisch)      |                                |
| Summe der Minderheiten | 279.000    | 2,6 %  |                               |                                |

Sprachliche Minderheiten in Griechenland

Die Dialekte des Türkischen auf dem Balkan (dem früheren rumelischen Teil des Osmanischen Reiches) teilen sich in das Westrumelische, das in Makedonien und den heutigen Nachfolgestaaten Jugoslawiens gesprochen wurde, und das Ostrumelische Ostthrakiens. Die Mundart der meisten Türken im heute griechischen Westthrakien nimmt eine Sonderstellung zwischen beiden ein.
Die letzte staatliche Zahl zur Verbreitung des Mazedonischen veröffentlichte Griechenland nach der Volkszählung 1951, die 41.017 „slawophone Griechen“ auswies. Aufgrund der starken Repressionen gegen das Mazedonische in der Öffentlichkeit gilt diese Zahl jedoch als viel zu niedrig. Sprachlich besteht ein Dialektkontinuum zwischen den mazedonischen und bulgarischen Mundarten. Für die Sprache der Minderheit werden Begriffe wie Slawomakedonisch, Slawisch, Entopia (letzteres bedeutet so viel wie ‚lokale Mundart‘) und vor dem beigelegten Streit um den Namen Mazedonien auch Makedonitisch gebraucht. Im Gebiet Griechenlands werden (vorwiegend in Westmakedonien, namentlich in der Präfektur Florina) mazedonische Mundarten gesprochen. Die Mundarten in Griechenland gehören überwiegend der zentralen und der südöstlichen Dialektgruppe an, aus den Dialekten letzterer bildete sich im 19. Jahrhundert eine als Ägäis-Mazedonisch bezeichnete Schriftsprache aus, die mit dem griechischen Alphabet geschrieben wurde.
Aromunisch ist eine dem Rumänischen nahe verwandte Sprache. Sie wird hauptsächlich im Gebiet der Verwaltungsregion Thessalien in Zentralgriechenland von der Gruppe der Aromunen (im Griechischen meist als Wlachen bezeichnet) gesprochen. Ihre Anzahl wurde auf bis zu ca. 100.000 aktive und 300.000 passive Sprecher geschätzt. Die Zahl der Sprecher nimmt ständig ab, vor allem unter Kindern.
Die Sprache der Pomaken wird in Griechenland vor allem in den Präfekturen Xanthi, Rodopi und Evros gesprochen. Die Pomaken sprechen die jeweiligen bulgarischen Dialekte des Gebiets, in dem sie wohnen; die Pomaken Westthrakiens werden als thrakische Gruppe der östlichen Rhodopen-Dialekte eingeordnet. Im Gegensatz zu den rund 250.000 Pomaken in Bulgarien ist die Bindung an die bulgarische Schriftsprache in Griechenland verhältnismäßig gering, ein eigenes Schrifttum hat sich nicht ausgebildet.
Das Westarmenische drang zur Zeit des Osmanischen Reiches von Anatolien aus nach Griechenland, die einstige Präsenz der Armenier in Griechenland ist heute noch in zahlreichen Ortsnamen (z. B. Armeni Αρμένι) gegenwärtig. Größere armenische Gemeinden gibt es in Athen und Thessaloniki. Die Armenier erhielten 1968 die griechische Staatsbürgerschaft.
Albanisch oder Arvanitisch ist seit spätbyzantinischer Zeit im Gebiet des heutigen Griechenland vertreten. Die erste und hauptsächliche Einwanderungswelle fand auf Einladung der örtlichen Herrscher ab dem 13. und dann v. a. im 14. und bis in das 15. Jahrhundert statt. Seit damals siedeln die Arvaniten in etwa 300 Orten in Südgriechenland. So in Böotien, im östlich daran angrenzenden Attika (dem Umland von Athen), auf einigen Ägäisinseln (u. a. Euböa, Hydra) und auf der Peloponnes. Die albanischsprachigen Bevölkerungsteile in Griechenland sind nach Geschichte, Sprache und Bewusstsein keine einheitliche Gruppe. Insofern ist ihre auf Griechisch übliche Bezeichnung als „Arvaniten“ irreführend. Die internationale Wissenschaft bezeichnet als „Arvaniten“ deshalb nur die Angehörigen der Nachfahren von Zuwanderern aus dem südalbanischen Bereich. Als Eigenbezeichnung verwenden sie teils ein früher gesamtalbanisches Ethnonym, arbërorë. Die Sprache heißt dann entsprechend arbërisht. Der Großteil hat inzwischen aber auch im eigenen Sprachgebrauch die griechischen Bezeichnungen αρβανίτικα (arvanítika ‚Arvanitisch‘) übernommen.
Albanisch wird hauptsächlich im Gebiet des Verwaltungsbezirks Epirus in Nordwestgriechenland sowie von vereinzelten Bevölkerungsgruppen im Rest des Landes gesprochen. Man unterscheidet zwischen den Standardalbanisch sprechenden Çamen, die vorwiegend in Epirus siedelten und 1945 als „Kollaborateure“ mit den Besatzungsmächten fast vollständig nach Albanien vertrieben wurden und den über ganz Mittel- und Südgriechenland verstreuten, griechisch-orthodoxen Arvaniten. Das Arvanitische hat gewisse archaische Züge des Albanischen bewahrt und ist im Wortschatz vom Neugriechischen so stark beeinflusst, dass es für Sprecher des Standard-Albanischen von Albanien nicht mehr verständlich ist. Während der Pflege vlachischer und arvanitischer Traditionen und Folklore weiterhin hohe Aufmerksamkeit geschenkt wird, nimmt die Anzahl der aktiven Sprecher der entsprechenden Dialekte generationsbedingt ständig ab. Die Zahl der Arvaniten wird nach den Kriterien von Sprachgebrauch oder Bewusstsein heute oft auf 150.000 – 200.000 geschätzt.
Die in Griechenland ansässigen Roma sprechen einen auf dem gesamten Balkan verbreiteten Dialekt des Romani. Neben den muslimischen Roma sind in ganz Griechenland auch zahlreiche christliche Roma (bezeichnet als αθίγγανοι, athíngani, oder τσιγγάνοι, tsingáni) ansässig, die zu Teilen von der Mehrheitsbevölkerung assimiliert sind, zu Teilen jedoch auch unter Bedingungen extremer sozialer Abgrenzung leben, die in der Regel mit dem Grad ihrer Erkennbarkeit als Roma einhergeht.
Meglenorumänisch, gesprochen von der Gruppe der Meglenorumänen (im Griechischen meist als Wlachoi (Wlachen) bezeichnet), hauptsächlich im Grenzgebiet zur Republik Nordmazedonien, im Meglen-Tal. Es sind wenige Tausend Sprecher. Die Zahl der meglenorumänisch sprechenden Bevölkerung nimmt rasch ab.
Ladino, die Sprache der Juden auf der Iberischen Halbinsel, gelangte mit Flüchtlingen ab dem 15. Jahrhundert ins Osmanische Reich und wurde in vielen Städten des heutigen Griechenland gesprochen. Es ist heute nur noch in geringen Resten in Griechenland vorhanden.
Russisch, gesprochen von Rückkehrern aus dem Gebiet der ehemaligen UdSSR, deren Hintergrund in mancher Hinsicht mit dem der in Deutschland als Russlanddeutsche bezeichneten Bevölkerungsgruppe vergleichbar ist.

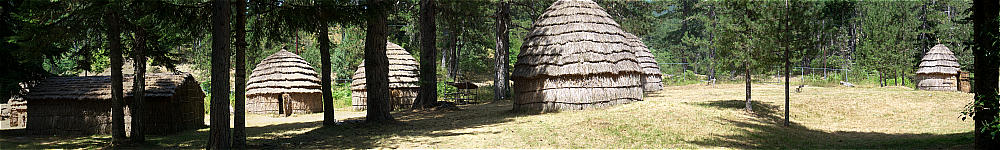
Eine Nachbildung der traditionellen Behausungen der Karakatschanen (Sarakatsani); Gyftokambos, Präfektur Ioannina, Epirus.

### Religionen
Eine repräsentative Umfrage im Auftrag der Europäischen Kommission im Rahmen des Eurobarometers ergab 2020, dass für 72 Prozent der Menschen in Griechenland Religion wichtig ist, für 19 Prozent ist sie weder wichtig noch unwichtig und für 9 Prozent ist sie unwichtig.

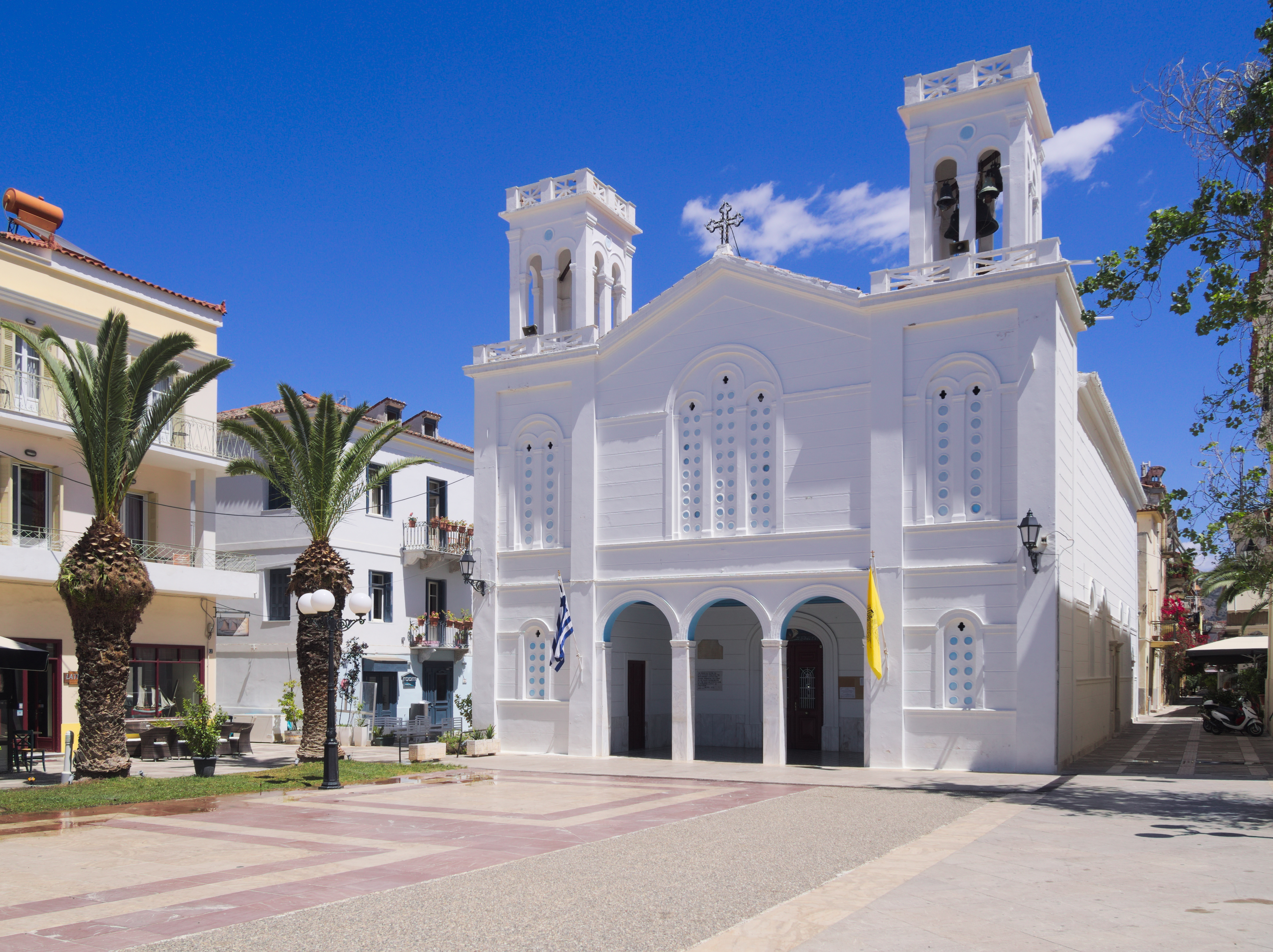
Orthodoxe Kirche in Nafplio

#### Christentum
Ähnlich wie in Irland, Polen oder Kroatien spielte die religiöse Zugehörigkeit eine erhebliche Rolle als Identifikationsmerkmal bei der Bildung der griechischen Nation. Nachdrückliches Bekenntnis zu religiösen Riten ist daher weit verbreitet unter der orthodoxen Bevölkerung. Griechenland ist religiös recht einheitlich. Das Orthodoxe Christentum ist laut Verfassung Staatsreligion (wörtlich: vorherrschende Religion); Griechenland ist der einzige Staat der Welt, der diese Konfession des Christentums zur Staatsreligion erklärt hat. Gemäß Eurobarometer von 2018 bekennen sich rund 96 Prozent der Bevölkerung zum orthodoxen Glauben, 1,2 % betrachten sich als Atheisten und 1,7 % als konfessionslos oder Agnostiker.
Die meisten Griechen gehören zum autokephalen orthodoxen Erzbistum von Griechenland mit Sitz in Athen. Gläubige auf Kreta, dem Dodekanes sowie in den meisten Klöstern der autonomen Mönchsrepublik Athos am Ostzipfel der Halbinsel von Chalkidiki gehören zum Ökumenischen Patriarchat von Konstantinopel mit Sitz in Istanbul. Die sogenannten „Neuen Länder“ (nach 1913 erworbene Gebiete in Nordgriechenland und in der Ägäis) unterstehen gemäß Patriarchatsakt von 1928 der Verwaltung der Kirche von Griechenland, in geistlicher Hinsicht aber unterstehen sie Konstantinopel.
Weiteren christlichen Konfessionen gehören die ca. 121.000 katholischen Christen des griechischen und des lateinischen Ritus an, des Weiteren etwa 50.000 Zeugen Jehovas und ca. 30.000 protestantische (meist evangelikale) Christen verschiedener Richtungen.

#### Islam

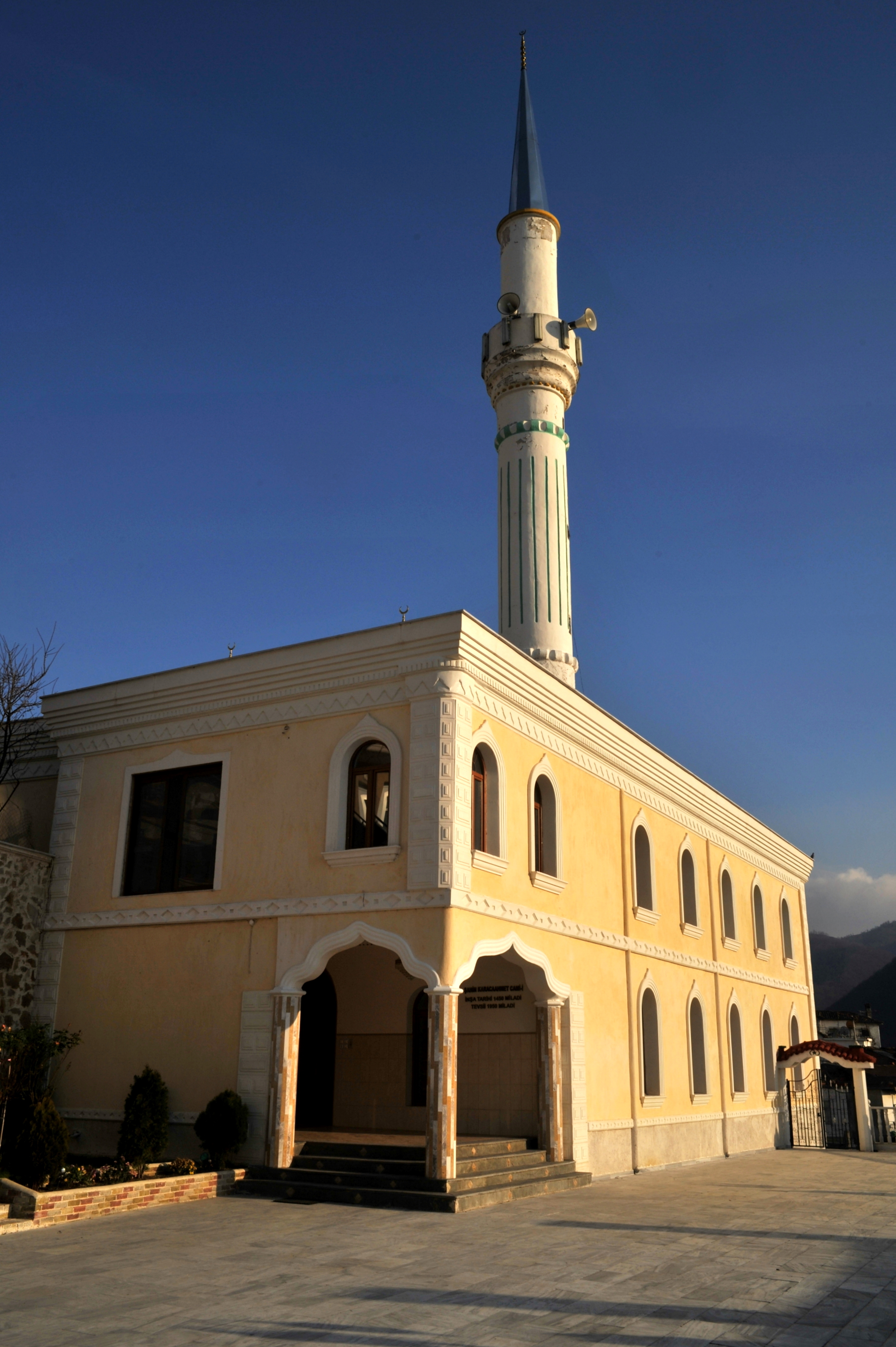
Moschee in Xanthi

Die muslimische Bevölkerung Griechenlands setzt sich zum einen aus Türken, Pomaken und Roma als Staatsbürgern Griechenlands zusammen sowie zum größeren Teil aus Einwanderern, beispielsweise aus Albanien und Pakistan. Nach dem Bevölkerungstausch von 1923 war die Zahl der Muslime auf unter 100.000 gefallen. Heute wird die Zahl der vor allem in Thrakien lebenden autochthonen Muslime in Griechenland auf 140.000 bis 150.000 geschätzt. Für die Zahl der muslimischen Immigranten gibt es keine verlässlichen offiziellen Angaben, Schätzungen von Nichtregierungsorganisationen geben die Zahl mit 500.000 bis 700.000 an. Als griechische Muslime im engeren Sinne werden zum einen jene Nachfahren der zum Islam konvertierten Griechen im Osmanischen Reich bezeichnet, die im Zuge des Vertrags von Lausanne praktisch komplett in die Türkei ausgesiedelt wurden und zum anderen auch die ethnischen Griechen, die in der Neuzeit zum Islam konvertiert sind.

#### Judentum
Das Judentum kann in Griechenland auf eine Kontinuität bis auf das 3. Jahrhundert v. Chr. zurückblicken. Die vermutlich älteste Ruine eines Synagogengebäudes wurde auf Delos ausgegraben und auf 150 bis 200 v. Chr. datiert. Die älteste Synagoge in Betrieb ist die Kahal Shalom Synagoge von 1577 auf Rhodos. 1920 gab es 24 jüdische Gemeinden, allein Thessaloniki hatte 40 Synagogen. Von den 77.000 Juden, die 1940 in Griechenland lebten, wohnten 55.000 in Thessaloniki (Sephardim), daher haben trotz spektakulärer Rettungsaktionen wie der des Erzbischofs Damaskinos oder der der Bürger von Zakynthos nur 14 % den Holocaust überlebt. Heute leben rund 5000 Juden in Griechenland. Viele griechische Juden heiraten Christen, was zur Schrumpfung des Judentums beiträgt.

### Bildung
Das griechische Bildungssystem untergliedert sich grob wie vergleichbare Bildungssysteme in europäischen und nordamerikanischen Staaten in Vorschul-, Schul-, Berufs- und Hochschulbildung. 2015 betrug die Alphabetisierungsrate in Griechenland 97,3 %. Im PISA-Ranking von 2015 erreichen griechische Schüler Platz 44 von 72 Ländern in Mathematik, Platz 44 in Naturwissenschaften und Platz 41 beim Leseverständnis. Griechenlands Werte gehören damit zu den schlechtesten unter den OECD-Staaten.
In Griechenland stehen für die Vorschulbildung (Alter bis 6 Jahre) Kindergärten und Horte zur Verfügung: 1991 besuchten 135.014 Kinder 5.529 Horte und 8.377 Kindergärten. 2001 besuchten 143.401 Kinder 5.715 Horte und 11.461 Kindergärten. Ein Besuch dieser Einrichtungen ist freiwillig.
Artikel 16 Absatz 3 der griechischen Verfassung von 1975 legt eine neunjährige Schulpflicht, beginnend mit dem fünften Lebensjahr, fest. Die Schulausbildung muss kostenlos sein. Während der griechischen Militärdiktatur von 1967 bis 1974 hielt die Junta-Regierung eine sechsjährige Schulpflicht für ausreichend.
Das gegenwärtige griechische Schulsystem unterscheidet drei Formen von Schulen: das Dimotiko Scholio (Klassen 1–6), das Gymnasio (Klassen 7–9) und das Lykio (Klassen 10–12). Im Gegensatz zum deutschen Schulsystem existieren keine parallelen Schulformen, alle Kinder besuchen die gleiche Schulform. Das Dimotiko Scholio – kurz Dimotiko – umfasst die Klassen 1 bis 6 für die sechs- bis zwölfjährigen Kinder. Das Dimotiko entspricht im Vergleich zum deutschen Schulsystem der Primarstufe plus der ersten beiden Jahre der Sekundarstufe I. Dem Dimotiko folgt für alle Schüler das Gymnasio, eine dreijährige Schulform (Klassen 7–9), die für alle Kinder entsprechend der neunjährigen Schulpflicht obligatorisch ist. Das griechische Bildungssystem fasst Dimotiko und Gymnasio als Grundausbildung zusammen. 1991 gab es 7.526 Schulen der Grundausbildung (Dimotiko und Gymnasio) mit 784.707 Schülern und 42.991 Lehrern. 2001 gab es 5.753 Schulen mit 639.865 Schülern und 58.376 Lehrern.
Nach Abschluss des Gymnasio mit der neunten Klasse kann die Schullaufbahn freiwillig fortgesetzt werden: die nachfolgende Schule ist das Lykio, welches über drei Jahre läuft (Klassen 10–12). Das Lykio entspricht der Sekundarstufe II bzw. der gymnasialen Oberstufe des deutschen Schulsystems. Die zeitweilig seit den 1980er-Jahren vorhandenen technischen Ausrichtungen des Lykio sind 1998 wieder abgeschafft worden: das Lykio ist seitdem wieder eine einheitliche Schulform. In der dritten Klasse des Lykio wählen die Schüler einen von fünf Wahlpflichtbereichen aus, der mehrere Fächer beinhaltet. Die Wahlpflichtfachkombinationen führen dabei jeweils zu unterschiedlichen Hochschulausbildungen: der erste zu einer Technischen Hochschule und/oder Universität, der zweite zu einer Medizinischen Hochschule bzw. Fakultät, der dritte zu einer philosophischen oder juristischen Hochschulbildung, der vierte zur sozialwissenschaftlichen Hochschulausbildung und der fünfte führt zu einer technischen Hochschule (entsprechend deutscher Fachhochschule). 1991 besuchten 870.235 Schüler 3.604 Schulen des Typs Lykio, 2001 besuchten 693.323 Schüler 3.968 Schulen des Typs Lykio.
Hochschulbildung

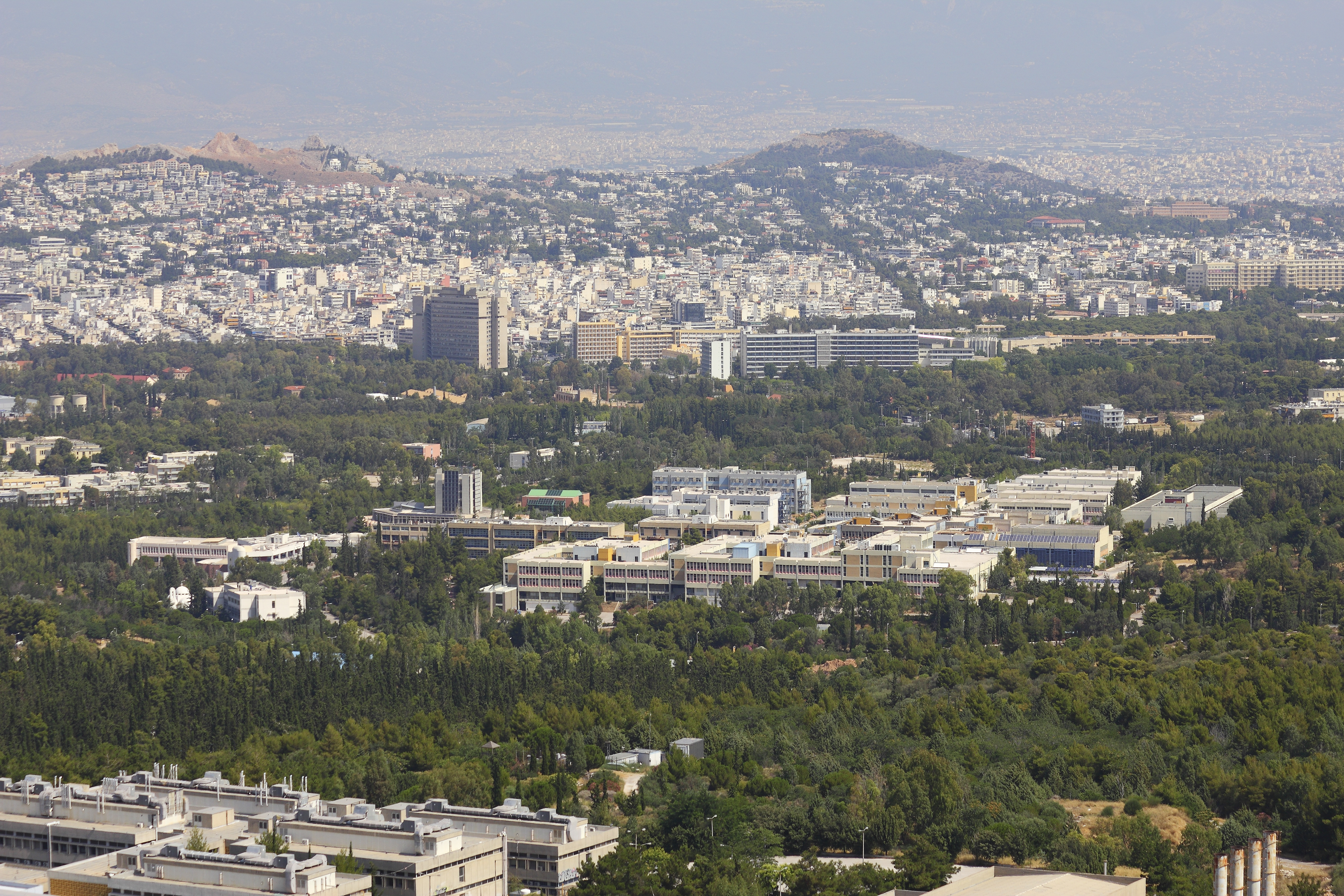
Blick auf den Zografou Campus der Nationalen Technischen Universität Athens

Griechenland verfügt über Universitäten (Panepistimio) und Technische Hochschulen (TEI, am ehesten mit einer deutschen Fachhochschule vergleichbar). Die Hochschulen sind dabei ausnahmslos in staatlicher Hand unter Verwaltung des Bildungsministeriums in Athen. Private Universitäten sind nach Artikel 16 Absatz 8 der griechischen Verfassung von 1975 verboten. Die Ausbildung an einer griechischen Hochschule ist kostenfrei; Bedürftige haben Anspruch auf staatliche Unterstützung.
Siehe Bildungssystem in Griechenland#Tertiärstufe

### Wissenschaft

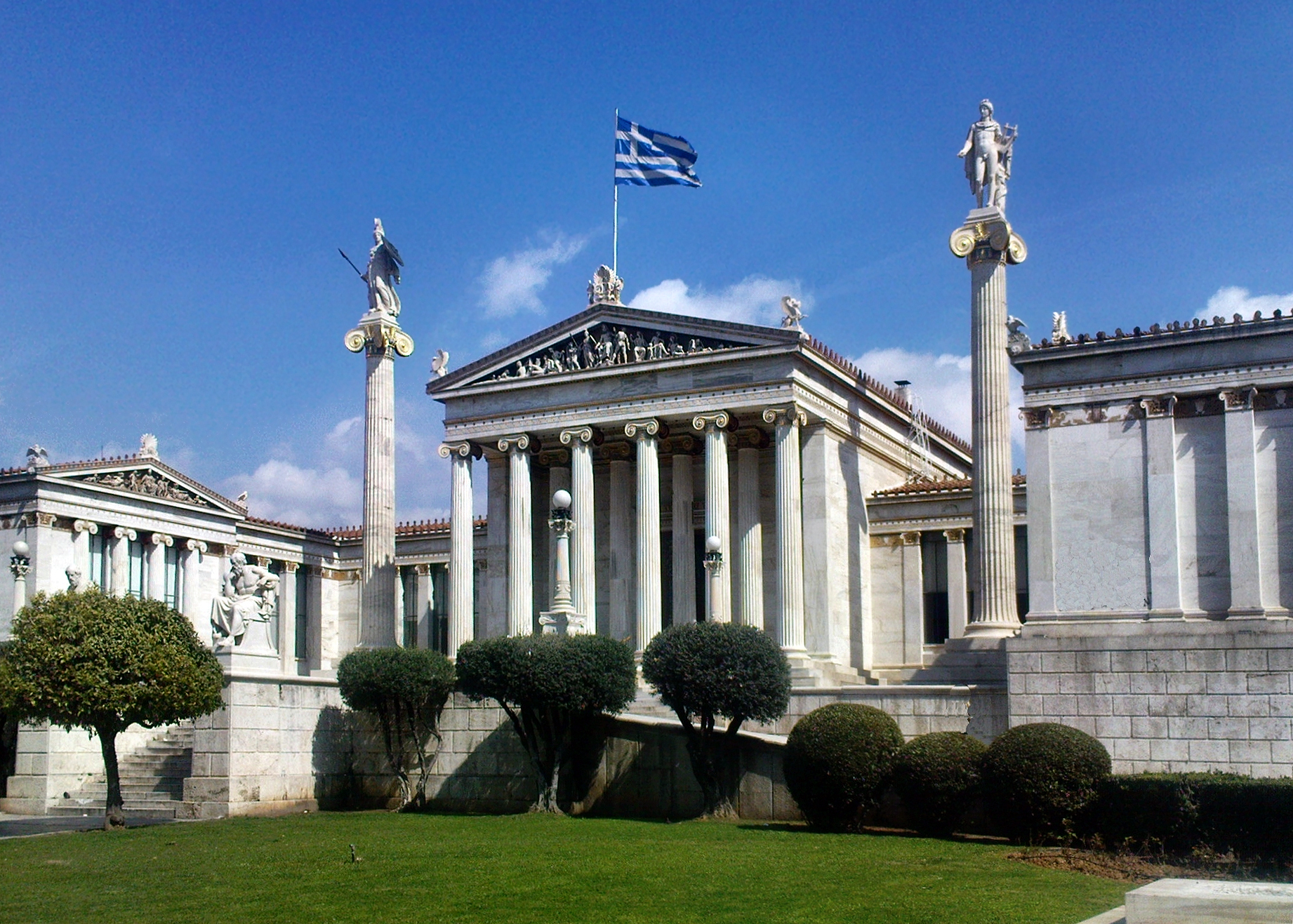
Die Akademie von Athen ist die zentrale wissenschaftliche Einrichtung in Griechenland

Neben den großen Universitäten entstanden 1958 die National Hellenic Research Foundation und ein Jahr später das NCSR Demokritos, das bis 2001 einen Forschungsreaktor betrieb. Es forscht auf vielen naturwissenschaftlichen Gebieten, musste aber im Laufe der Krise sich thematisch weitgehend einschränken, weil sein Jahresetat von ursprünglich 25 auf nunmehr 12 Mio. € gekürzt wurde. Weitere bedeutende Forschungseinrichtung des Landes sind die 1983 gegründete Foundation for Research & Technology - Hellas und das CERTH – The Centre for Research & Technology, Hellas mit Sitz in Thessaloniki.
Mit einem Anteil von 4,4 % haben Arbeitnehmer in Forschung und Wissenschaft einen relativ geringen Anteil an den Arbeitnehmern, wenngleich die Zahlen um 3,7 % jährlich ansteigen (2001–2007). Die Akademikerarbeitslosigkeit ist mit 5,7 % jedoch hoch (OECD Durchschnitt: 3,2 %). Gemessen an der Bevölkerungszahl wird relativ viel wissenschaftlich publiziert, insgesamt 0,6 % der weltweiten Publikationen. Innovationen sind häufig mit ausländischen Partnern, 14 % der Unternehmen haben ausländische Partner, 28,5 % der Patente erwähnen ausländische Miterfinder. Die Wirtschaftskrise hat die Regierung zu zahlreichen Programmen der Förderung der Wissenschaft motiviert, besonders unkonventionelle Ansätze werden stärker gefördert als zuvor. Staatliche Programme werden durch das General Secretariat for Research and Technology of the Ministry of Development (GSRT) koordiniert. In Anbetracht der kleinen Größe des Landes und der Griechischen Diaspora besteht bei den meisten Forschungseinrichtungen eine starke Orientierung zum Ausland hin, auch Startups werden häufig mit Sitz in größeren Ländern gegründet, wenngleich die meisten Aktivitäten in Griechenland sind.

### Gesundheit
Die Gesundheitsausgaben des Landes betrugen im Jahr 2022 8,5 % des Bruttoinlandsprodukts. Im griechischen Gesundheitssystem genießen, ähnlich wie in Großbritannien, alle griechischen und ausländischen Bürger, die in Griechenland tätig sind, einen staatlichen Versicherungsschutz. Im Jahr 2022 praktizierten in Griechenland 65 Ärztinnen und Ärzte je 10.000 Einwohner. Der Arzt kann wählen zwischen dem Dienst im öffentlichen Bereich oder einer Privatpraxis; beide Varianten zusammen sind nicht möglich. Die Versorgung kann in zwei Kategorien eingeteilt werden:
Die primäre Versorgung der staatlichen Versicherung, wobei hier ungleiche Verhältnisse bei den ärztlichen Dienstleistungen in Städten, städtischen Randgebieten und ländlichen Bezirken bestehen. In den städtischen Zentren ist die primäre staatliche ärztliche Versorgung deutlich besser als auf dem Land, weil es gut organisierte Ärztehäuser gibt, die von den Versicherten aller Bereiche zwecks ihrer Behandlung aufgesucht werden. Die sekundäre private Versorgung, wie man sie gewöhnlich in Privatpraxen sowie den Hauptstädten der Regierungsbezirke und in den Städten der größeren Inseln findet. Die von zahlreichen Touristen in Anspruch genommene ärztliche Versorgung der Inseln wird hauptsächlich von einzelnen, frei praktizierenden Ärzten, von privaten Gesundheitszentren mit meist sehr guter Facharztausstattung sowie von Landärzten wahrgenommen.
Teilweise ist sogar in Notfällen kein Vorzeigen des persönlichen Krankenheftes notwendig, wenn der Patient nicht stationär behandelt wird. Dies gilt für alle Personen, die sich in Griechenland aufhalten.
Aufgrund der Sparmaßnahmen im Rahmen der Staatsschuldenkrise waren die Griechen bis 2016 nach zwei Jahren Arbeitslosigkeit ohne Krankenversicherung. Seitdem gilt auch für diesen und weitere Personenkreise wieder ein niedrigschwelliger und kostenfreier Zugang zum staatlichen Gesundheitssystem.

## Geschichte

### Von der Antike bis zur Griechischen Revolution

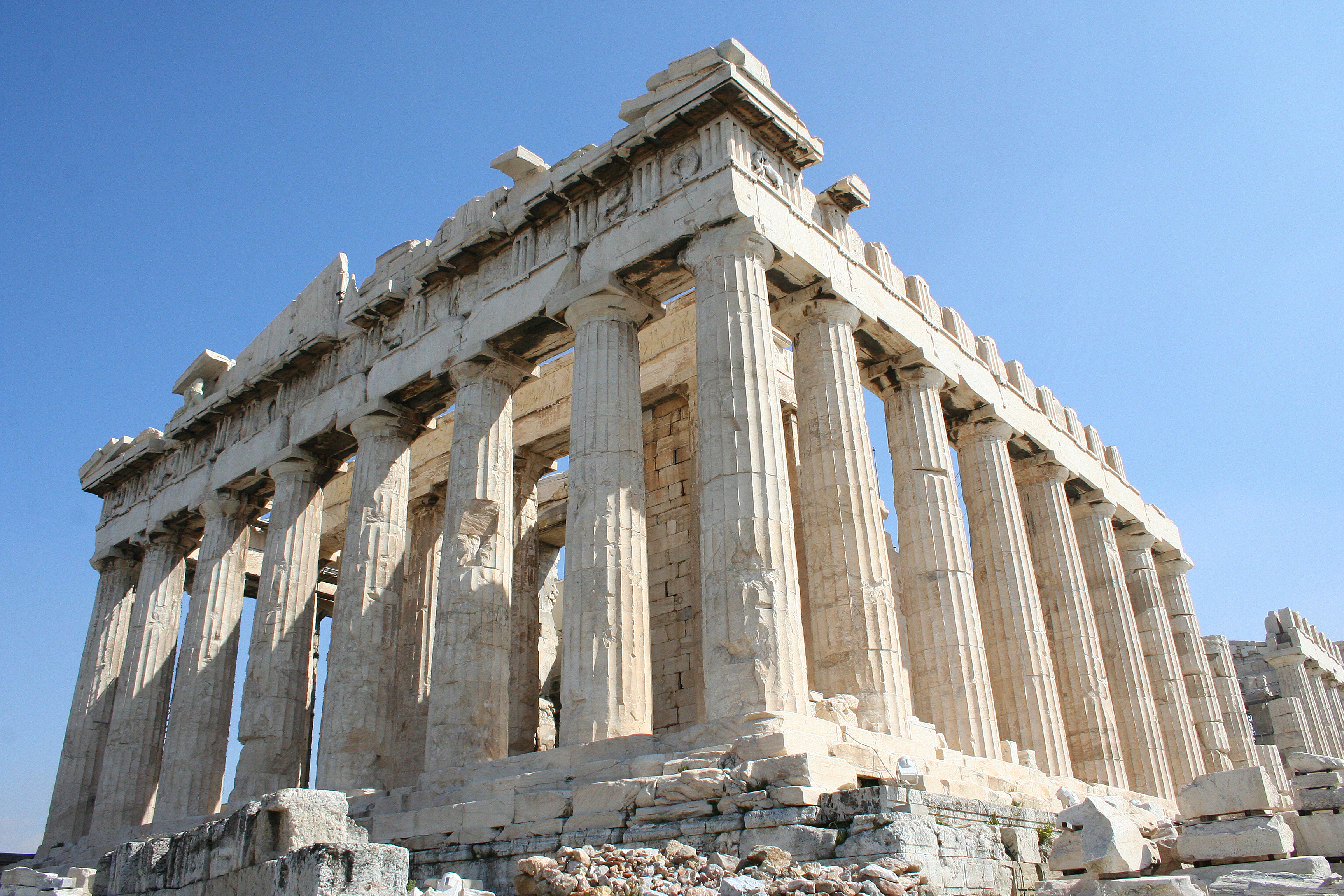
Der Parthenon

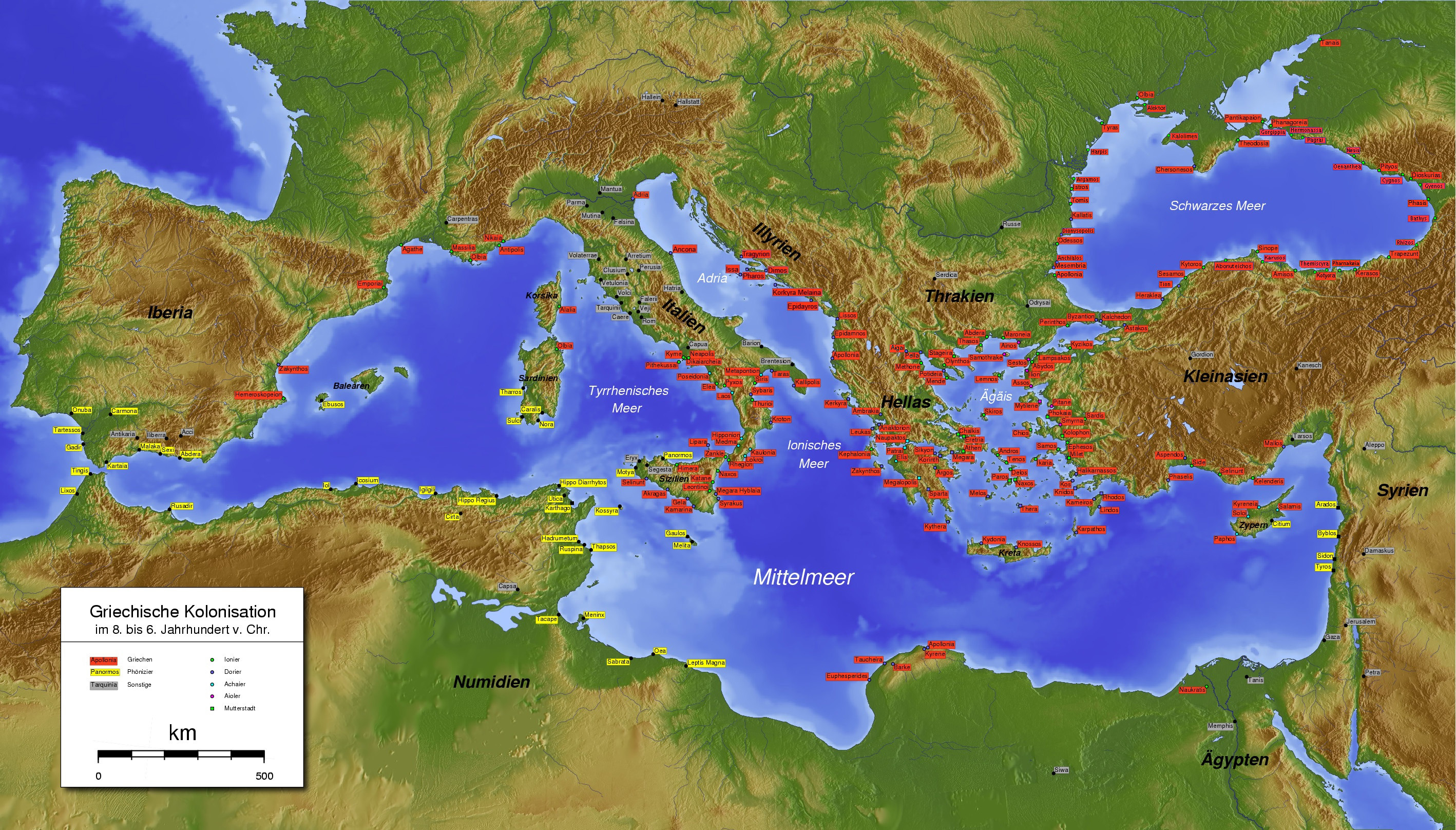
Die griechische Kolonisation

Das antike Griechenland, das über das Gebiet des heutigen Staates hinaus bis nach Kleinasien reichte, wird als Wiege Europas bezeichnet, insbesondere aufgrund zivilisatorischer Leistungen auf Gebieten der Philosophie, Naturwissenschaften, Architektur und Bildhauerei, Geschichtsschreibung und Literatur. 146 v. Chr. wurde das Gebiet des heutigen Griechenland römische Provinz, nach der Reichsteilung 395 war es Bestandteil des Oströmischen Reichs, aus dem das von griechischer Sprache und Kultur dominierte Byzantinische Reich hervorging.

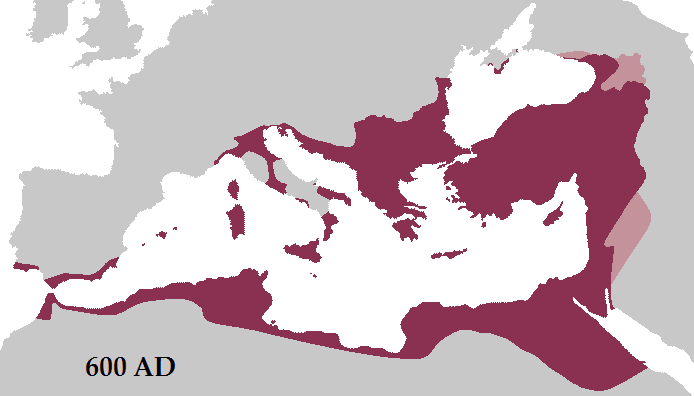
Das Byzantinische Reich 600

Nach der Eroberung Konstantinopels durch Kreuzfahrer im Vierten Kreuzzug (1204) war die Macht des byzantinischen Staates gebrochen, das Gebiet zerfiel in Nachfolgestaaten wie das Königreich Thessaloniki, das Fürstentum Achaia und einige weitere sowie in mehrere byzantinisch geprägte griechische Staaten, darunter das Despotat Epirus in Europa und das Kaiserreich Nikaia in Kleinasien. Einige Gebiete wurden Kolonien der Republik Venedig, später auch Genuas und des Johanniterordens.
Mit der Rückeroberung Konstantinopels durch den nikaiischen Kaiser Michael VIII. 1261 gründete die Dynastie der Palaiologen das Byzantinische Reich erneut, konnte aber nur einen Teil Griechenlands erobern und verlor einige Gebiete an das Serbische Reich, das unter Stefan Uroš IV. Dušan um 1350 seine größte Ausdehnung erreichte, sowie ganz Kleinasien.

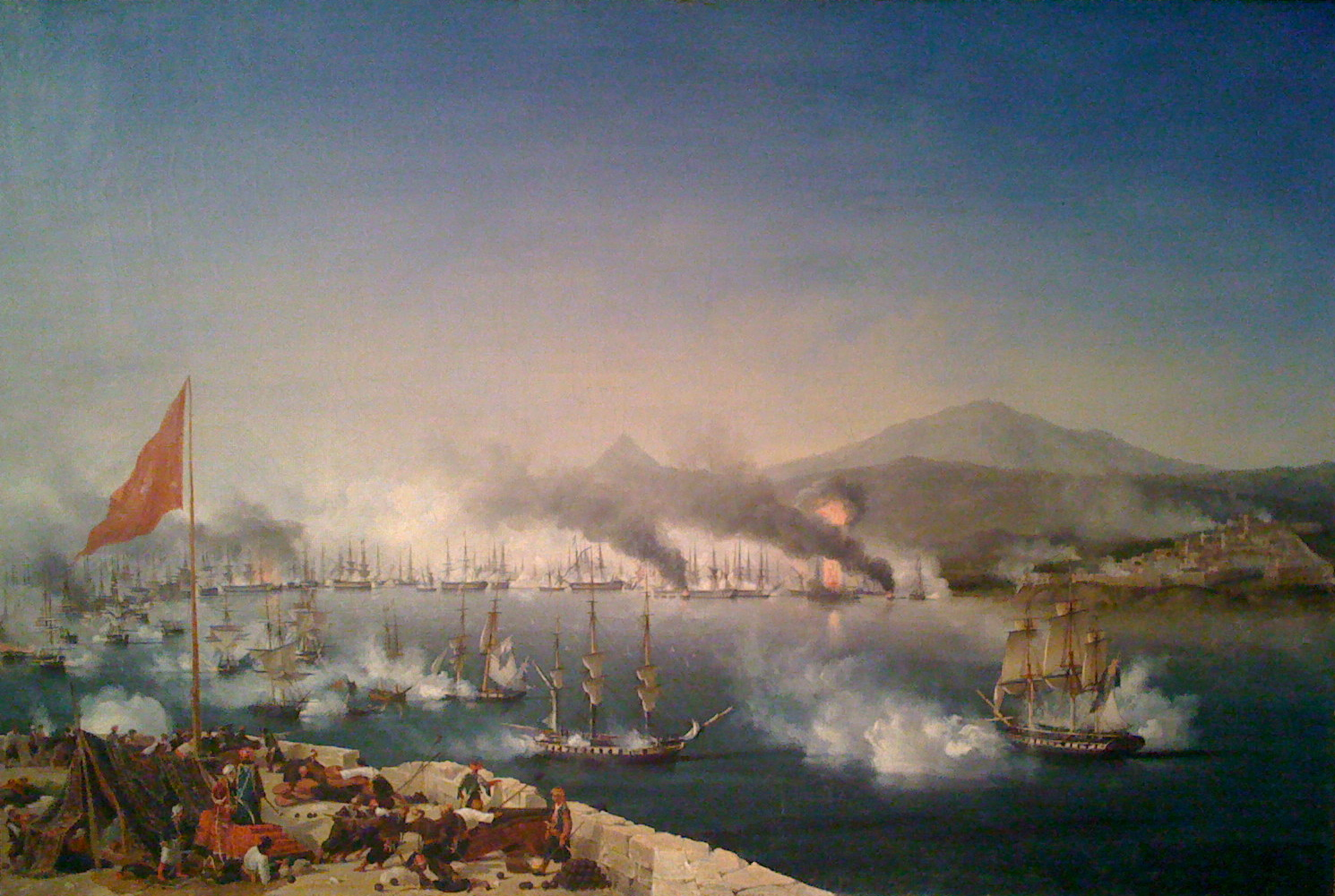
Schlacht von Navarino, gemalt von Carneray

Begünstigt durch die Schwäche des Byzantinischen Reiches konnten Truppen des Osmanischen Reichs zwischen 1359 und 1451 den größten Teil Griechenlands erobern. Mit dem Fall Mistras 1460 war die letzte unabhängige griechische Herrschaft im heutigen Griechenland von den Osmanen erobert. In den folgenden Jahrhunderten dehnten die Osmanen ihren Staat auf das gesamte griechische Gebiet mit Ausnahme der Ionischen Inseln aus.
1821 kam es zur sogenannten Griechischen Revolution, deren intellektueller Wegbereiter eine Gruppe um Rigas Velestinlis und die Filiki Eteria waren. In der Schlacht von Navarino gelang es einer europäischen Seestreitmacht 1827, über die osmanische Flotte die Oberhand zu gewinnen. 1827 bildete sich eine erste griechische Regierung, die die Inselstadt Ägina zu ihrer Hauptstadt machte. 1829 zog die Regierung nach Nafplio auf dem Peloponnes um. Durch das Londoner Protokoll vom 3. Februar 1830, vom Osmanischen Reich am 24. April anerkannt, wurden Zentralgriechenland, der Peloponnes und die Kykladen zum selbstständigen Staat Griechenland erklärt.

### Von der Unabhängigkeit bis zum Zweiten Weltkrieg

Flagge Griechenlands von 1822 bis 1978

Ioannis Kapodistrias war 1828 das erste Staatsoberhaupt des durch den griechischen Unabhängigkeitskrieg vom Osmanischen Reich befreiten Griechenlands. Um zu verhindern, dass sich der Funke des Republikanismus in Europa verbreitet, etablierten die europäischen Großmächte in Griechenland von außen eine Monarchie. England, Frankreich und Russland hatten dies zur Zahlungskondition für Kredite von 472.000 britischen Pfund und 60 Millionen Drachmen an das seit 1826 völlig überschuldete Land gemacht. 1832 wurde der bayerische Prinz Otto, Sohn König Ludwigs I. von Bayern, als Otto I. erster König Griechenlands. Dieses umfasste allerdings nur den kleineren Teil des heutigen Staatsgebiets. Ottos Herrschaft wurde 1862 durch einen unblutigen Aufstand beendet. Zu seinem Nachfolger wurde am 30. März 1863 von der griechischen Nationalversammlung mit Zustimmung der Großmächte Georg I. gewählt. 1864 schlossen sich die Ionischen Inseln dem griechischen Staat an, 1881 musste das osmanische Reich gemäß den Beschlüssen des Berliner Kongresses von 1881 Thessalien an Griechenland abtreten, und Kreta erklärte 1908 die Union mit Griechenland, was aber erst im Oktober 1912 von Griechenland und 1913 nach den Balkankriegen von den Großmächten anerkannt wurde. Die meisten Inseln sowie Epirus im Norden und Makedonien (mit Thessaloniki) im Nordosten gingen erst als Ergebnis der beiden Balkankriege 1912 und 1913 an Griechenland. Das geschwächte Osmanische Reich hatte sich dort nicht mehr gegen die mit Serbien und zeitweise Bulgarien verbündeten Griechen behaupten können. 1913 wurde Konstantin I. nach der Ermordung seines Vaters König.

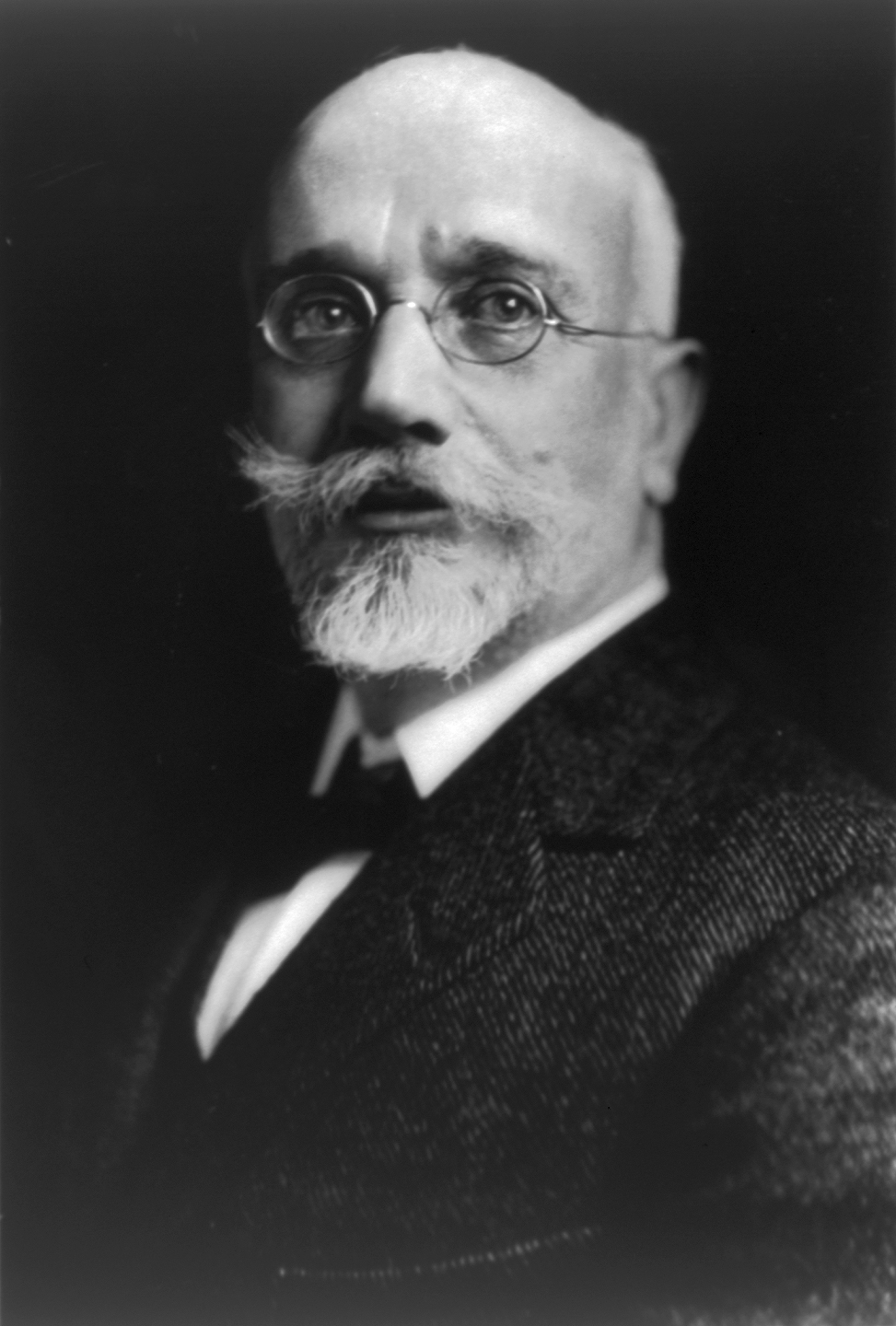
Eleftherios Venizelos

Im Ersten Weltkrieg blieb Griechenland zunächst neutral. Es trat nach der von den Alliierten erzwungenen Abdankung von König Konstantin I. 1917 in den Krieg gegen die Mittelmächte und deren Verbündete, insbesondere Bulgarien und das Osmanische Reich, ein. Nach dem Krieg wurde versucht, mit Billigung der Siegermächte die Niederlage des Osmanischen Reiches zu nutzen, um außer dem von Bulgarien gewonnenen Westthrakien auch Ostthrakien und das mehrheitlich von Griechen bewohnte Gebiet um Smyrna (das heutige Izmir) unter griechische Kontrolle zu bringen. Ziel war die Umsetzung der Megali Idea (der „Großen Idee“), welche vom damaligen Ministerpräsidenten Eleftherios Venizelos mit dem Ausdruck „Griechenland der zwei Kontinente und fünf Meere“ (gemeint sind die Ägäis, das eigentliche Mittelmeer, Marmarameer, Schwarzes Meer, Ionisches Meer) – also der Wiedererrichtung des Byzantinischen Reiches mit Konstantinopel als Hauptstadt – als außenpolitisches Ziel konkretisiert wurde. 1922 endete der Griechisch-Türkische Krieg aber mit einer deutlichen griechischen Niederlage („Kleinasiatische Katastrophe“). Im Vertrag von Lausanne 1923 wurde ein Bevölkerungsaustausch vereinbart: Alle noch in großen Teilen der Türkei verstreut lebenden Griechen (mit Ausnahme der Konstantinopler Griechen und einiger Inselgriechen) mussten nach Griechenland ziehen (etwa 1,5 Millionen Personen), im Gegenzug mussten an die 500.000 meist türkischen Muslime Griechenland verlassen, mit Ausnahme der Muslime in Thrakien. Die Bevölkerung Athens vervielfachte sich in kürzester Zeit.

Territoriale Expansion Griechenlands 1832–1947

Mehrfach erfolgten seit 1922 militärische Umsturzaktionen, die in einer Revolte gegen König Konstantin I. ihren Anfang genommen hatten. Die Aufstände führten letztlich zu einer inneren Destabilisierung des Landes. 1924 wurde in einer Volksabstimmung die Abschaffung der Monarchie beschlossen. Von 1925 bis 1926 regierte General Theodoros Pangalos diktatorisch.
Im Zweiten Weltkrieg lehnte Griechenland unter dem Diktator General Metaxas am 28. Oktober 1940 ein italienisches Ultimatum zur Kapitulation ab (der Tag der Ablehnung, der „Nein-Tag“, wird heute neben dem an die Griechische Revolution erinnernden 25. März als Nationalfeiertag begangen, da Metaxas ein Telegramm lediglich mit dem Wort Όχι, also Nein, an Italien gesendet haben soll). Daraufhin wurde Griechenland von Italien angegriffen, konnte aber die zahlenmäßig überlegenen italienischen Truppen schlagen und bis weit hinter die albanische Grenze zurückdrängen. Erst durch das militärische Eingreifen der deutschen Wehrmacht im April und Mai 1941 über Jugoslawien und Bulgarien wurde der griechische Widerstand gebrochen. Italien, Deutschland und Bulgarien errichteten ein hartes Besatzungsregime. So wurde durch die erzwungene Ausfuhr fast der gesamten griechischen Produktion noch eine positive Handelsbilanz zum Deutschen Reich in Höhe von 71 Mio. Reichsmark festgestellt, die dann mit extremen Besatzungskosten (auf Wunsch von Hitler in „Aufbaukosten“ umbenannt) verrechnet wurden. Griechenland hatte von allen besetzten Ländern pro Kopf die höchsten Besatzungskosten zu zahlen. Um von der Bevölkerung mehr Sachwerte abzuziehen, wurde der Banknotenumlauf gesteigert. Der wirtschaftliche Zusammenbruch war abzusehen und wurde in Kauf genommen. Besonders der Mangel an Lebensmitteln führte zu einer Hungerkatastrophe und einer Säuglingssterblichkeit von 80 %. Von 300 im Oktober 1944 in Athen untersuchten Kindern waren 290 an Tuberkulose erkrankt.

Besatzungszonen (1941–1944)

Gegen die bald erstarkende Partisanenbewegung griffen die Besatzungsmächte mehrfach kriegsverbrecherisch auf brutale Weise durch: In verschiedenen Orten, unter anderem in Kalavrita und Distomo, wurde als „Vergeltung“ für Partisanenüberfälle die jeweils gesamte Dorfbevölkerung von der Wehrmacht oder „Sondereinheiten“ ermordet. Die Frage nach einer Entschädigung von deutscher Seite für diese Aktionen ist bis heute immer wieder Gegenstand politischer Diskussion. Für Juden wurde 1942 von den Besatzungsmächten die Zwangsarbeit eingeführt, ab Anfang 1943 wurden sie ghettoisiert, enteignet und vorwiegend nach Auschwitz und Treblinka deportiert, wo sie sofort ermordet wurden. Etwa 80.000 Menschen fielen der „Endlösung“ zum Opfer.
Der bewaffnete Widerstand ging hauptsächlich von der kommunistisch beeinflussten Volksbefreiungsarmee ELAS aus. Ebenfalls gab es die rivalisierenden republikanischen, später royalistischen Partisanen der EDES, die im Kampf gegen die ELAS ab Ende 1943 mit der Wehrmacht kollaborierte (Bezug von Waffen und Geräten), in der Schlacht um Athen aber durch Großbritannien unterstützt wurde. Ende 1944 löste sich die EDES nach schweren Verlusten informell auf. Nach militärischer Intervention Großbritanniens am 5. Dezember 1944 wurde die ELAS entsprechend dem Abkommen von Varkiza vom 12. Februar 1945 entwaffnet und demobilisiert.
Insgesamt wurden etwa 70.000 bis 80.000 Griechen im Partisanenkrieg oder bei Vergeltungsaktionen von deutschen, italienischen und bulgarischen Truppen getötet. Zählt man den Zweiten Weltkrieg und den Bürgerkrieg als dessen Folge zusammen, so verlor Griechenland nahezu 10 % seiner Bevölkerung.

### Nachkriegszeit: Bürgerkrieg und Westintegration

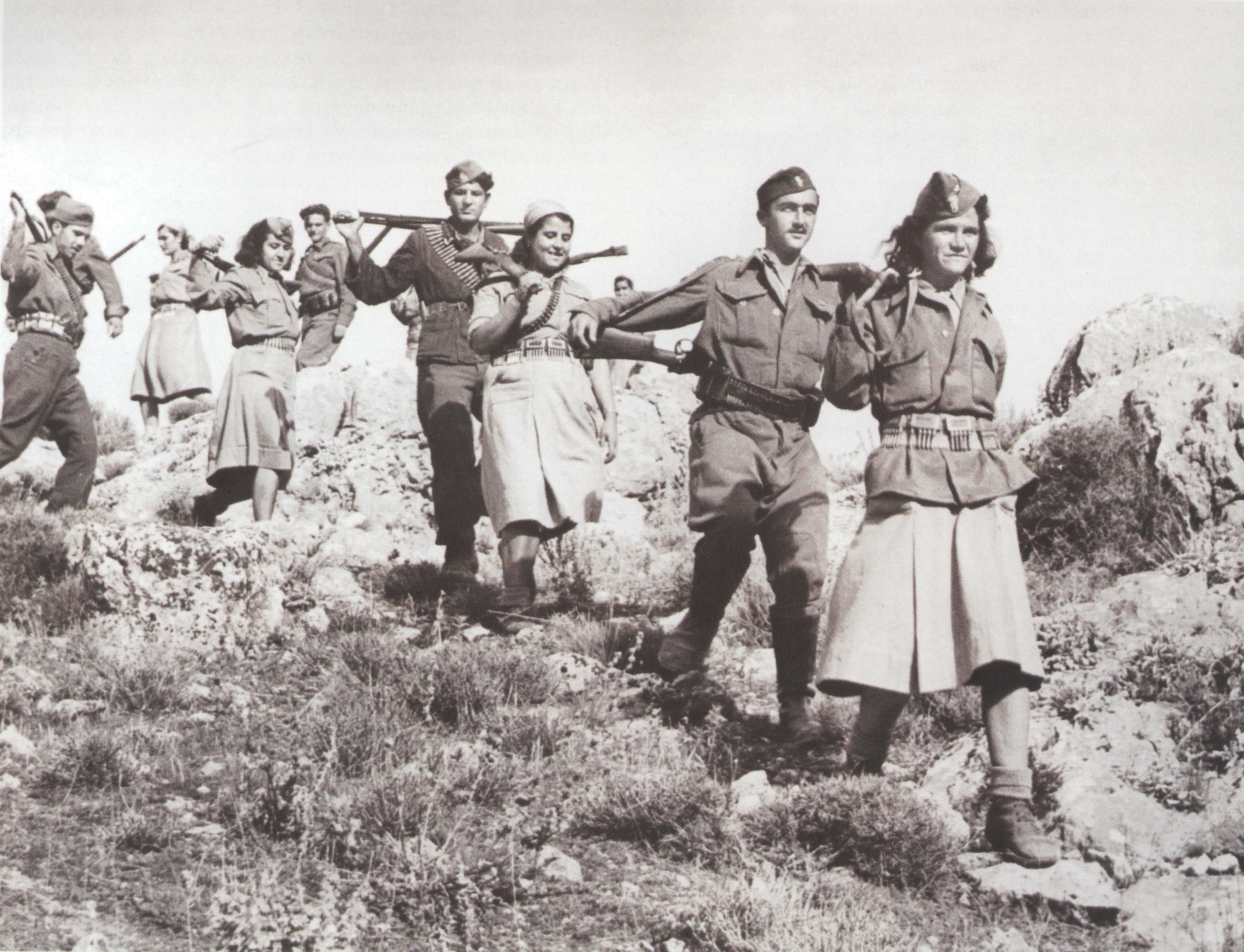
Partisanen der ELAS

Der Zweite Weltkrieg ging in Griechenland nach dem in den Bergen geführten Kampf zwischen EDES und ELAS und der Schlacht um Athen fast direkt in den Griechischen Bürgerkrieg über. Die griechische Rechte brach den Vertrag von Varkiza zur Entwaffnung der Partisanen. In einigen Teilen Griechenlands entwickelte sich unter Duldung der republikanisch-gemäßigten Kräfte ein sogenannter weißer Terror der griechischen Rechten, welcher die überwiegend (aber nicht ausschließlich) kommunistischen Mitglieder der EAM und ELAS zum Ziel hatte. Die kommunistischen Partisanen, welche die Hauptlast des Partisanenkampfes gegen das Besatzungsregime der deutschen Wehrmacht getragen hatten, gingen erneut in die Guerilla. Hauptsächlicher Unterstützer war dabei Jugoslawien, in geringerem Umfang Albanien – die Sowjetunion beschränkte sich im Wesentlichen darauf, durch ihr Veto eine UN-Intervention zu blockieren. Die royalistische Gegenwehr wurde vor allem von den Regierungen in Großbritannien und den USA unterstützt. Im von Regierungsseite mit äußerster Härte, auch gegenüber der Zivilbevölkerung (unter anderem unter Einsatz von Napalm), geführten Bürgerkrieg wurden die kommunistischen Verbände, die vom Guerillakrieg zum offenen Frontenkrieg übergegangen waren, nach längeren Kämpfen zum Rückzug nach Nordwesten gedrängt. Zuvor brachten sie aus den umkämpften Gebieten zahlreiche Kinder heraus, wovon die DDR etwa 1300 aufnahm. Das Ende der Unterstützung durch Jugoslawien 1949 besiegelte schließlich das Ende ihrer militärischen Macht.
Grund für die spärliche Unterstützung durch die realsozialistischen „Bruderstaaten“ war ein entsprechendes Abkommen, das Stalin mit Churchill in Moskau Anfang Oktober 1944 geschlossen hatte über die Aufteilung der russisch-britischen Interessensphären auf dem Balkan, wo die Amerikaner militärisch nicht, wohl aber die Briten, vor allem in Griechenland, bereits vertreten waren. Churchill und Stalin hatten dort ein Einflussverhältnis von „90 % West zu 10 % Ost“ für Griechenland vereinbart; dies wurde später von vielen griechischen Kommunisten als „sowjetischer Verrat“ empfunden, da man lediglich ein Bauernopfer Stalins gewesen sei.
1930 formulierte ein Staatsrat (council of states), dass auf lokaler und kommunaler Ebene ein aktives und passives Frauenwahlrecht gelten sollte. Im April 1949 wurde ein Gesetz verabschiedet, das dieses Frauenwahlrecht umsetzte. Die neue Verfassung vom 1. Januar 1952 betonte ausdrücklich das Recht von Frauen, auf nationaler Ebene zu wählen und gewählt zu werden. Das Gesetz Nummer 2159, das diese Rechte garantierte, wurde im Mai 1952 vom Parlament verabschiedet. Bei den Wahlen vom November 1952 durften Frauen jedoch nicht wählen, obwohl sie das Stimmrecht kurz vorher erhalten hatten: Die liberale Regierung argumentierte, dass es schwierig sei, mehr als eine Million Wählerinnen in den Wahlregistern zu verzeichnen, und dass entweder alle Frauen oder keine wählen sollten. So wurde in das Wahlgesetz eine Klausel eingefügt, die das Frauenwahlrecht bis Ende 1952 blockierte. Das allgemeine Wahlrecht für Männer galt schon seit 1864.
Bis in die 1960er Jahre blieben viele Bürgerrechte und Freiheiten eingeschränkt. 1952 trat Griechenland der NATO bei, 1954 dem Balkanpakt. Mit Hilfe des Marshallplans und der hohen Einnahmen von ausländischen Touristen kam es ab den 1950er Jahren zu einer langsamen Erholung der Wirtschaft des Landes.
Nach den vor allem gegen die griechische Minderheit in Istanbul, Izmir und in Ankara gerichteten türkischen Pogromen 1955 flohen rund 100.000 in der Türkei lebende Griechen nach Griechenland und in weitere Länder. Während 1945 fast 125.000 orthodoxe Griechen als Minderheit in Istanbul lebten, sank ihre Zahl als Folge des Pogroms von 1955 dramatisch. 1999 lebten noch 2500 Griechen in der Türkei.
Am 21. April 1967 ergriff in Reaktion auf den erwarteten Wahlsieg der sozialistischen Eniea Dimokratiki Aristera (griechisch Ενιαία Δημοκρατική Αριστερά ΕΔΑ, Vereinigung der Demokratischen Linken EDA), in der sich auch zahlreiche Mitglieder der illegalen KKE wiederfanden, eine Gruppe rechtsextremer Offiziere unter Georgios Papadopoulos durch den sog. Obristenputsch die Macht und errichtete eine Militärdiktatur. Unter der Militärdiktatur spaltete sich von der KKE ein eurokommunistischer Flügel unter dem Namen „KKE-Inland“ ab, was suggerieren sollte, dass die Rumpf-KKE, somit „KKE-Ausland“, von Moskau gesteuert sei. Heute gibt es in dieser Form nur noch die KKE, die sich weiterhin als marxistisch-leninistische Partei versteht, während in der Nachfolge des Eurokommunismus der SY.RIZ.A als Bündnis linker Kleinparteien im Parlament vertreten ist. Nach Massenverhaftungen wurden zahlreiche vor allem linksgerichtete Oppositionelle eingesperrt, gefoltert, ermordet oder ins Exil getrieben, darunter der Komponist Mikis Theodorakis. Eine entscheidende Schwächung erfuhr die Junta am 17. November 1973 durch den Aufstand der Studenten im Athener Polytechnikum, der unter Einsatz von Panzern brutal niedergeschlagen wurde und das Regime innerlich und äußerlich diskreditierte. Das Scheitern der von der Junta angestrebten Vereinigung mit der Republik Zypern und der dortige Einmarsch türkischer Truppen führte 1974 endgültig zum Zusammenbruch der Militärdiktatur und zur Rückkehr zur Demokratie unter Konstantin Karamanlis. Die Staatsform der Republik wurde in einer Volksabstimmung klar der Wiedereinführung der Monarchie vorgezogen. Im Juni 1975 wurde die neue Verfassung des Landes verabschiedet. Trotz außenpolitischer Westorientierung war Griechenland von 1974 bis 1980 aus der militärischen Organisation der NATO herausgelöst.

### Griechenland seit dem Beitritt zur EWG
Bereits seit 1961 bestand ein Assoziierungsabkommen mit der EWG, aufgrund der zwischenzeitlichen Junta begannen die eigentlichen Beitrittsverhandlungen erst am 27. Juli 1976, so dass Griechenland zum 1. Januar 1981 als 10. Mitglied in die EWG aufgenommen wurde. Das Land profitierte von Wirtschafts- und Strukturhilfen, musste im Gegenzug auch hohe Importzölle fallen lassen, die bisher heimische Produzenten vor ausländischem Wettbewerb schützten.
Der Zerfall Jugoslawiens hatte auch ökonomische Folgen für Griechenland, zumal bis dahin die Transit-Strecke durch den Balkan („Autoput“) für Waren- und Personenverkehr die Nabelschnur des Landes zum restlichen Europa darstellte. Folglich stellte sich Griechenland gegen eine frühzeitige Anerkennung der nach Unabhängigkeit strebenden Republiken, konnte sich mit seiner Haltung jedoch nicht durchsetzen. Weiterhin fürchtete man einen Flächenbrand politischer und militärischer Auseinandersetzungen, die auch Folgen für Griechenland, etwa Flüchtlingsströme, hätten. Weiterhin zeichnete sich ein Namensstreit mit der angrenzenden jugoslawischen Teilrepublik ab, die Anspruch auf den Namen Mazedonien erhob. Das Nachkriegsjugoslawien hatte 1945 die mehrheitlich von slawischen Mazedoniern bewohnten Gebiete Südserbiens zur Volksrepublik Mazedonien (später: Sozialistische Republik Mazedonien) deklariert. Die Unabhängigkeit dieses Bundesstaates unter dem Namen Mazedonien wurde von Griechenland als Provokation aufgefasst, da es territoriale Ansprüche auf die gleichnamige griechische Provinz befürchtete. Griechenland verhängte ein Handelsembargo gegen das Land, das später aufgehoben wurde. Am 12. Februar 2019 vollzog Mazedonien die Namensänderung in Nordmazedonien. Griechenland ist heute der mit Abstand wichtigste Investor in der Republik Nordmazedonien.
Der kurzen Amtsperiode der Nea Dimokratia unter Konstantinos Mitsotakis folgte erneut eine Regierung der PASOK unter Andreas Papandreou, die auch wegen dessen angeschlagenem Gesundheitszustand in Stillstand gekommen war. Der Jurist Kostas Simitis übernahm den Parteivorsitz und das Amt des Ministerpräsidenten und leitete eine Abkehr von der traditionell sozialistischen Politik seines Vorgängers ein. Die Außenpolitik war nun nicht mehr von einer Sonderrolle Griechenlands geprägt, sondern von einer starken europäischen Ausprägung. Innenpolitisch wurden zahlreiche Reformen durchgeführt:
- der Kapodistrias-Plan ordnete das Gemeindewesen neu und stärkte die Bedeutung der Regionen,
- staatlich geführte Großunternehmen wurden privatisiert.
- Investitionen in die Infrastruktur des Landes

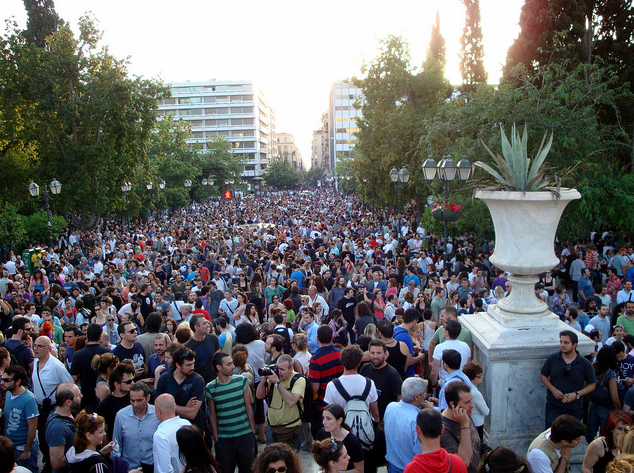
Proteste in Griechenland 2010–2012

Die Politik der europäischen Orientierung wurde im Wesentlichen auch von der Regierung der Nea Dimokratia unter Kostas Karamanlis weitergeführt, setzte jedoch keine eigenen Impulse. Nach zwei Wahlperioden erfolgte ein Regierungswechsel. Unter dem neuen Ministerpräsidenten Giorgos Papandreou von der PASOK wurde die Überschuldung des Landes offenbar und führte zu einem rapiden Verlust an Kreditwürdigkeit auf den internationalen Märkten, in dessen Folge das Land in Zahlungsschwierigkeiten geriet.
Zur Bewältigung wurde der EU-Finanzexperte Loukas Papadimos zum Ministerpräsidenten bestimmt. Aus den Neuwahlen ging Antonis Samaras von der Nea Dimokratia als Sieger hervor und bildete mit der PASOK eine Koalitionsregierung, jedoch gewann auch die linke Opposition an Stimmen.
Bei den Parlamentswahlen vom 25. Januar 2015 errang die Linkspartei SYRIZA 149 von 300 Mandaten. Alexis Tsipras wurde am 26. Januar 2015 als Ministerpräsident Griechenlands vereidigt. Nach dem Sieg bei den vorgezogenen Parlamentswahlen im September 2015 konnte Alexis Tsipras erneut eine Regierung bilden.
Im Jahr 2015 kulminierte die Flucht und Migration über das Mittelmeer wie auch über die Balkanroute zu einer Flüchtlingskrise in Europa 2015/2016, von der insbesondere Griechenland betroffen war und unter anderem wegen der erbärmlichen Zustände im Flüchtlingslager Moria in die Schlagzeilen geriet. Spätestens seit 2015 sind die griechischen Inseln, wie auch das griechische Festland Transitland für nach Europa ziehende Migranten aus dem Nahen und Mittleren Osten und teils auch aus Afrika.
Von der im Jahr 2020 einsetzenden COVID-19-Pandemie war auch Griechenland betroffen.

## Politik
Die aktuelle Verfassung Griechenlands trat am 11. Juni 1975 in Kraft; sie wurde 1986, 2001 und 2008 überarbeitet. Sie definiert Griechenland als parlamentarische Republik nach sozialen und rechtsstaatlichen Prinzipien.

### Staatspräsident

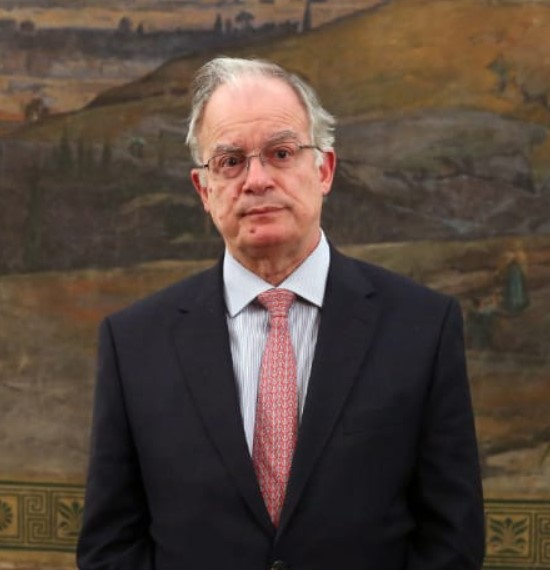
Konstantinos Tasoulas, Staatspräsident Griechenlands seit 2025

Der griechische Staatspräsident (griechisch Πρόεδρος της Δημοκρατίας/Próedros tis Dimokratías) ist das Staatsoberhaupt des Landes und bildet zusammen mit der Regierung die Exekutive. Er wird alle fünf Jahre vom Parlament gewählt und hat im politischen Alltag vor allem repräsentative Funktionen. Zu seinen Aufgaben gehört die Vereidigung des Ministerpräsidenten und der von diesem vorgeschlagenen Minister. Der griechische Staatspräsident besitzt zusätzlich auch ein generelles Vetorecht im Parlament; dieses kann mit einer absoluten Mehrheit der Abgeordneten überstimmt werden. Unter besonderen Umständen gestattet die Verfassung ihm, das Parlament aufzulösen und eine Neuwahl anzusetzen.
Der Staatspräsident kann die Regierung auflösen, wenn diese einen Antrag darauf stellt oder das Parlament ein erfolgreiches Misstrauensvotum durchgeführt hat. Der insgesamt relativ eingeschränkte Handlungsspielraum des Staatsoberhauptes wird auch daran deutlich, dass fast alle seine hoheitlichen Handlungen durch den zuständigen Minister gegengezeichnet werden müssen. Erweiterte Befugnisse erhält der Staatspräsident lediglich im Notstandsfall. Er kann dann auf Vorschlag der Regierung gesetzgeberisch tätig werden. Der griechische Staatspräsident ist auch Oberbefehlshaber der griechischen Streitkräfte. Die Verfassung untersagt es ihm, den Verteidigungsfall auszurufen sowie Bündnisse und Verträge zu schließen.
Das Amt des Staatspräsidenten genießt in Griechenland ein sehr hohes Ansehen in der Bevölkerung; dieses nahm seit 2009 (Beginn der Staatsschuldenkrise) noch zu, wohingegen das Vertrauen in Politik und Parteien sank. Der amtierende Staatspräsident Griechenlands ist seit März 2025 Konstantinos Tasoulas.
Der Amtssitz des Präsidenten ist das von Ernst Ziller entworfene Kronprinzenpalais in der Herodes-Atticus-Straße in Athen.

### Parlament

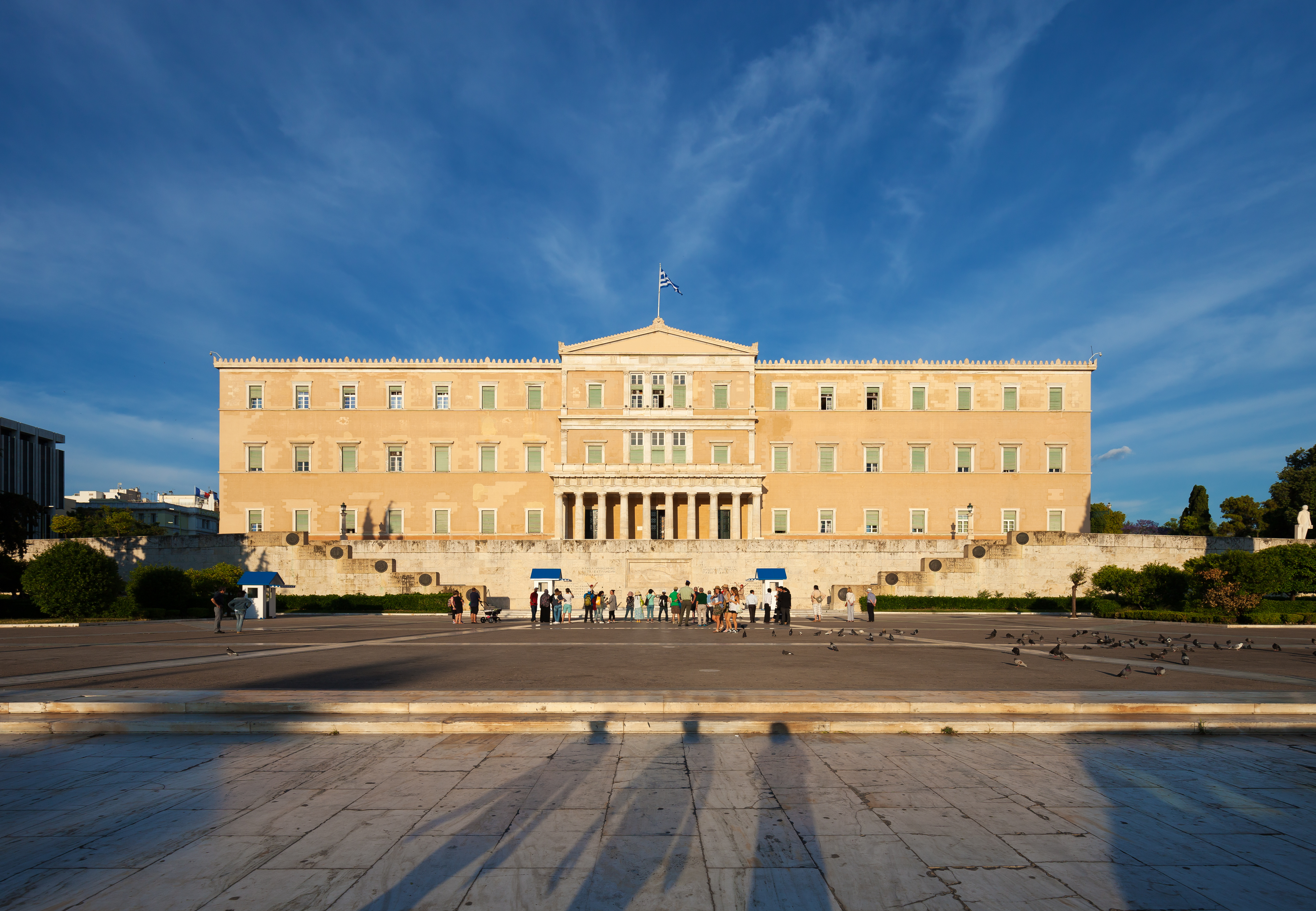
Das Athener Schloss ist Sitz des Griechischen Parlaments

Im ehemaligen Königlichen Schloss am Athener Syntagma-Platz befindet sich der Amtssitz des Griechischen Parlaments (griech. Βουλή των Ελλήνων/Voulí ton Ellínon). Die Legislative besteht aus einer Kammer mit 300 Sitzen und wird alle vier Jahre in geheimer, allgemeiner, freier, gleicher und unmittelbarer Wahl besetzt. Dabei werden 288 Abgeordnete in den 56 Wahlkreisen des Landes sowie 12 Abgeordnete über landesweite Parteilisten gewählt. Eine Besonderheit des griechischen Wahlsystems ist das verstärkte Verhältniswahlrecht: Die Partei mit dem größten Stimmenanteil erhält 50 zusätzliche Mandate im Parlament.
Das Parlament besitzt neben der Gesetzgebung das Recht, der Regierung oder einzelnen Mitgliedern das Vertrauen über ein Misstrauensvotum mit absoluter Mehrheit zu entziehen und den Staatspräsidenten oder Regierungsmitglieder mit einer Zweidrittelmehrheit anzuklagen. Das Initiativrecht der einzelnen Parlamentarier ist beschränkt, da die Regierung legislative Kompetenzen des Parlaments über Rechtsverordnungen der Regierung oder untergeordneten Organen übertragen kann. Zu den besonderen Charakteristiken des griechischen Parlaments und seiner Konstituierung zählt, dass die quantitative Stärke einer Partei im griechischen Parlament darüber entscheidet, welcher Parteivorsitzende vom Staatspräsidenten als erster mit der Regierungsbildung beauftragt wird. Gelingt ihm dies nicht, erhält der Vorsitzende der nächstkleineren Partei den Auftrag. In Bezug auf die Opposition besteht – wie innerhalb der Europäischen Union sonst nur in Österreich, Deutschland und Portugal – das Recht, Untersuchungsausschüsse einzusetzen (Minderheitenquorum).

### Regierung

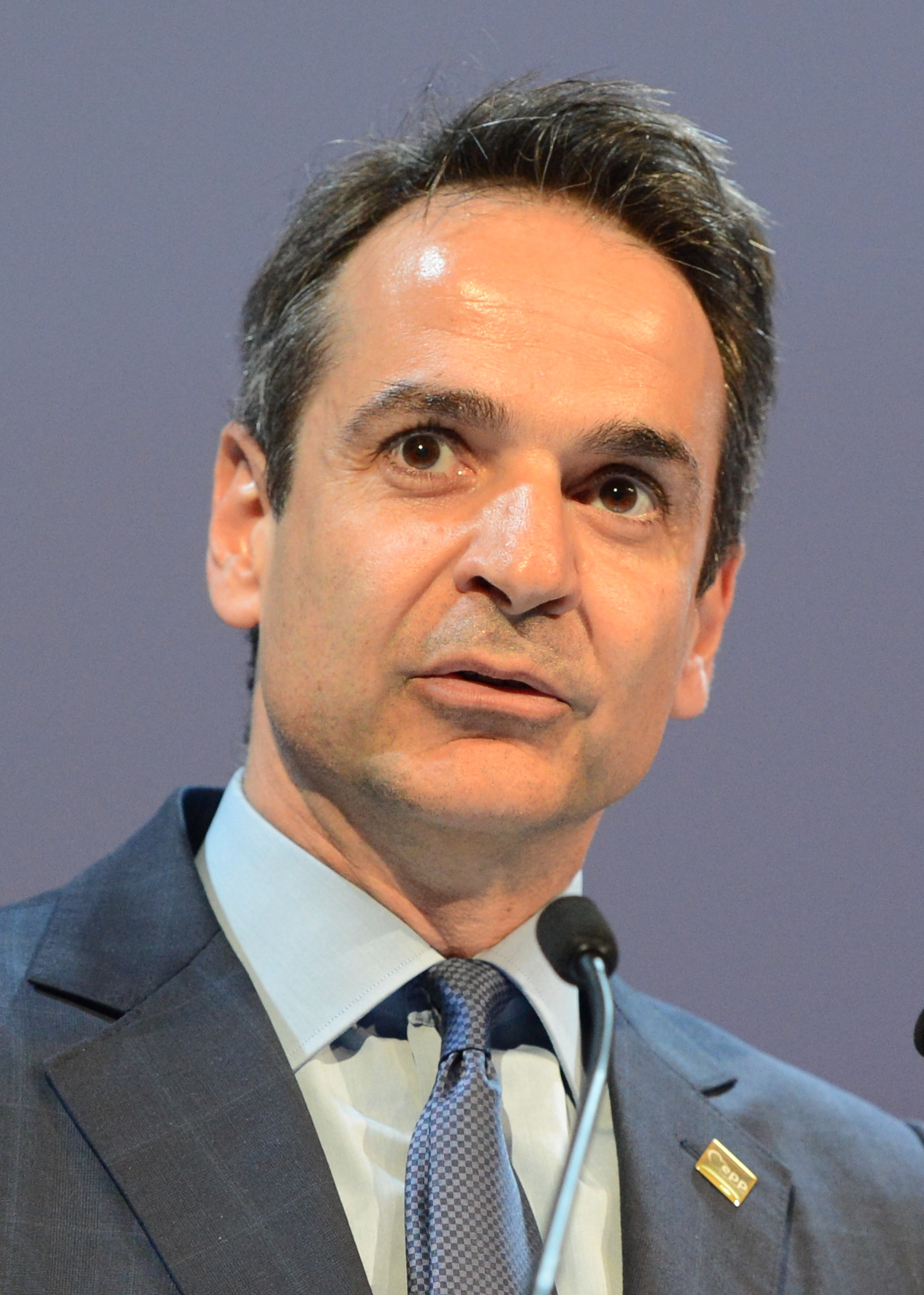
Der am 26. Juni 2023 erneut vereidigte Ministerpräsident Kyriakos Mitsotakis

Die Regierung Griechenlands wird als Ministerrat (griech. Υπουργικό Συμβούλιο/Ypourgikó Symvoúlio) bezeichnet und besteht aus dem Ministerpräsident (Πρωθυπουργός/Prothypourgós) und den Ministern (Υπουργοί/Ypourgí). Nach einer Parlamentswahl beginnt die Regierungsbildung, wobei traditionell der Parteichef der größten Fraktion den Ministerpräsident stellt. Dieser entscheidet über die Zusammensetzung seines Kabinetts und der Staatssekretäre und hat nach der Ernennung durch den Staatspräsidenten und erfolgreich verlaufener Vertrauensfrage im Parlament die Richtlinienkompetenz innerhalb der Regierung. Die Rechte des Ministerpräsidenten wurden in der Verfassungsreform 1986 deutlich ausgeweitet, mit dem Ergebnis, dass die „vollziehende Funktion“ klar beim Regierungschef liegt, der trotz der Kollegialität des Ministerrates auch verfassungsrechtlich der Mittelpunkt der politischen Macht in Griechenland ist. Die Minister können zwar selbstständig ihr Ressort verwalten, müssen aber politische Interventionen des Ministerpräsidenten akzeptieren, da bei ihm die Richtlinienkompetenz und das Vorschlagsrecht zur Ernennung und Entlassung der Minister liegt. Die Regierung kann nur auf eigenen Antrag hin oder nach einem erfolgreichen Misstrauensvotum des Parlaments entlassen werden.
Aus der wegen der Wirtschaftskrise vorgezogenen Parlamentswahl am 4. Oktober 2009 ging die PASOK als stärkste Partei hervor. Ihr Spitzenkandidat Giorgos Papandreou wurde mit der Regierungsbildung beauftragt und am 6. Oktober 2009 als Ministerpräsident vereidigt. Am 9. November 2011 erklärte er offiziell seinen Rücktritt. Am 11. November 2011 wurde Loukas Papadimos vereidigt. Das Kabinett Papadimos war vom 10. November 2011 bis zum 16. Mai 2012 im Amt. Nach der Parlamentswahl am 6. Mai 2012 kam keine Regierung zustande; am 17. Juni 2012 fand eine weitere Parlamentswahl statt. Dabei wurde die ND mit 29,7 % erneut stärkste Kraft; sie erhielt 10,8 Prozentpunkte mehr Stimmen als bei der Wahl vom 6. Mai 2012. Die Partei SYRIZA von Alexis Tsipras, die im Wahlkampf ein Ende der Sparmaßnahmen gefordert hatte, wurde mit 26,9 Prozent wieder zweitstärkste Kraft. Dennoch erreichten mit ND und PASOK die beiden Parteien eine parlamentarische Mehrheit (162 zu 138 Sitze), die an dem eingeschlagenen Sparkurs und der Umsetzung von Reformen festhalten wollen. Nachdem sich ND und PASOK mit der Demokratischen Linken auf die Bildung einer Regierung (Kabinett Samaras) einigen konnten, wurde Samaras am 20. Juni 2012 zum griechischen Ministerpräsidenten vereidigt. Ab dem 27. Januar 2015, zwei Tage nach den griechischen Parlamentswahlen, war die neu gewählte Regierung aus SYRIZA und ANEL unter der Leitung von Ministerpräsident Alexis Tsipras (Kabinett Tsipras) im Amt. Diese wurde 2019 durch das Kabinett Kyriakos Mitsotakis I abgelöst, welches am 25. Mai 2023 durch das kommissarische Kabinett Ioannis Sarmas abgelöst wurde. Am 26. Juni 2023 wurde Kyriakos Mitsotakis erneut als Ministerpräsident vereidigt. Er leitet als Regierungschef das Kabinett Kyriakos Mitsotakis II.
| Griechische Ministerpräsidenten 1990 bis heute | Griechische Ministerpräsidenten 1990 bis heute | Griechische Ministerpräsidenten 1990 bis heute | Griechische Ministerpräsidenten 1990 bis heute | Griechische Ministerpräsidenten 1990 bis heute | Griechische Ministerpräsidenten 1990 bis heute | Griechische Ministerpräsidenten 1990 bis heute | Griechische Ministerpräsidenten 1990 bis heute | Griechische Ministerpräsidenten 1990 bis heute | Griechische Ministerpräsidenten 1990 bis heute | Griechische Ministerpräsidenten 1990 bis heute | Griechische Ministerpräsidenten 1990 bis heute |
| ---------------------------------------------- | ---------------------------------------------- | ---------------------------------------------- | ---------------------------------------------- | ---------------------------------------------- | ---------------------------------------------- | ---------------------------------------------- | ---------------------------------------------- | ---------------------------------------------- | ---------------------------------------------- | ---------------------------------------------- | ---------------------------------------------- |
| Konstantinos Mitsotakis (ND)                   | Andreas Papandreou (PASOK)                     | Konstantinos Simitis (PASOK)                   | Kostas Karamanlis (ND)                         | Giorgos Andrea Papandreou (PASOK)              | Loukas Papadimos                               | Panagiotis Pikrammenos                         | Andonis Samaras (ND)                           | Alexis Tsipras (SYRIZA)                        | Kyriakos Mitsotakis (ND)                       | Ioannis Sarmas                                 | Kyriakos Mitsotakis (ND)                       |
| 11. Apr. 1990 bis 13. Okt. 1993                | 13. Okt. 1993 bis 22. Jan. 1996                | 22. Jan. 1996 bis 10. Mär. 2004                | 10. Mär. 2004 bis 6. Okt. 2009                 | 6. Okt. 2009 bis 10. Nov. 2011                 | 10. Nov. 2011 bis 16. Mai 2012                 | 16. Mai 2012 bis 20. Jun. 2012                 | 20. Jun. 2012 bis 25. Jan. 2015                | 26. Jan. 2015 bis 8. Jul. 2019                 | 8. Jul. 2019 bis 25. Mai 2023                  | 25. Mai 2023 bis 26. Juni 2023                 | seit 26. Juni 2023                             |

### Gerichtsbarkeit
Die Rechtsprechung in Griechenland erfolgt durch unabhängige Gerichte und setzt sich dabei aus drei verschiedenen Arten von Gerichtshöfen zusammen, die jeweils für die zivilrechtliche, die strafrechtliche sowie die verwaltungsrechtliche Rechtsprechung zuständig sind. Es handelt sich dabei um das System der sogenannten getrennten Gerichtsbarkeiten. Zusätzlich existieren besondere Instanzen der Finanzkontrolle und der Verfassungsgerichtsbarkeit.

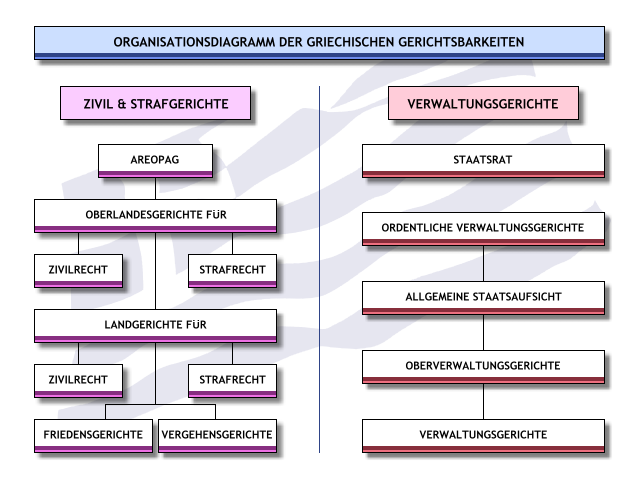
Die gerichtliche Organisation

Die Zivilgerichte werden in Friedensgerichte, Landgerichte sowie Oberlandesgerichte eingeteilt und sind für alle privaten Streitigkeiten und die ihnen gesetzlich zugewiesenen Angelegenheiten der freiwilligen Gerichtsbarkeit zuständig. Die Strafgerichte folgen demselben institutionellen Aufbau und beinhalten darüber hinaus auch besondere Strafgerichte wie zum Beispiel die Jugend- oder Schwurgerichte. Gegen das Urteil der Zivil- und Strafgerichtshöfe kann bei einem Appellationsgericht Berufung und schließlich beim Areopag (griech. Άρειος Πάγος/Ários Págos) Revision eingelegt werden. Der Areopag ist der oberste Gerichtshof und die höchste Instanz für zivil- und strafrechtliche Fragen. Die oberste Instanz in der Verwaltungsgerichtsbarkeit ist der Staatsrat (griech. Συμβούλιο της Επικρατείας/Symvoúlio tis Epikratías). Ihm unterstehen z. B. die einzelnen Verwaltungs- und Oberverwaltungsgerichte, welche für die Verhandlung von Verwaltungsstreitigkeiten zuständig sind.
Für Verfassungsfragen stellt das sogenannte Oberste Tribunal (griech. Ανώτατο Ειδικό Δικαστήριο/Anótato Idikó Dikastírio) die letzte Entscheidungsinstanz dar. Das Oberste Tribunal ist für die Überprüfung der Verfassungskonformität von Gesetzen zuständig, die durch das Parlament verabschiedet werden und arbeitet zugleich als Prüfungsgericht von Volksabstimmungen und Wahlen. Dem Rechnungshof (griech. Ελεγκτικό Συvέδριo/Elengtikó Synédrio) unterliegt die Finanzkontrolle und ist als oberster Gerichtshof für die Klärung strittiger Finanzangelegenheiten verantwortlich.

### Politische Indizes
| Name des Index                     | Indexwert    | Weltweiter Rang | Interpretationshilfe | Jahr |
| ---------------------------------- | ------------ | --------------- | --- | ---- |
| Fragile States Index               | 54,7 von 120 | 121 von 179     | Stabilität des Landes: stabil 0 = sehr nachhaltig / 120 = sehr alarmierend Rang: 1 = fragilstes Land / 179 = stabilstes Land | 2024 |
| Demokratieindex                    | 8,07 von 10  | 25 von 167      | Vollständige Demokratie 0 = autoritäres Regime / 10 = vollständige Demokratie                                                | 2024 |
| Freedom in the World Index         | 85 von 100   | —               | Freiheitsstatus: frei 0 = unfrei / 100 = frei                                                                                | 2024 |
| Rangliste der Pressefreiheit       | 57,2 von 100 | 88 von 180      | Erkennbare Probleme für die Pressefreiheit 100 = gute Lage / 0 = sehr ernste Lage                                            | 2024 |
| Korruptionswahrnehmungsindex (CPI) | 49 von 100   | 59 von 181      | 0 = sehr korrupt / 100 = sehr sauber                                                                                         | 2024 |

### Innenpolitik
Zentrale Themen der griechischen Innenpolitik sind die Konsolidierung des Staatshaushaltes, die Bekämpfung der hohen Arbeitslosigkeit, die Deregulierung sowie die Privatisierung des öffentlichen Sektors, die Förderung der griechischen Wirtschaft, die notwendige Umstrukturierung des überschuldeten staatlichen Rentenversicherungssystems (Griechenland gibt fast 14 Prozent des Staatshaushaltes für Renten aus und damit mehr als jedes andere Land), die Reformierung des Gesundheits- und Bildungssystems sowie die Bekämpfung der illegalen Einwanderung. Nach dem Tod eines Jugendlichen, der von der Kugel eines Polizisten getroffen worden war, kam es 2008 zu landesweiten Ausschreitungen.
Nach dem Regierungswechsel 2009 kam es zu Protesten gegen den Sparhaushalt, mit der die neue Regierung das Staatsdefizit senken möchte, was aufgrund der von allen bisherigen Regierungen gleichermaßen hochgeschraubten Staatsausgaben und der verbreiteten Korruption als schwierige Aufgabe gilt.

#### Religionspolitik

Flagge der griechisch-orthodoxen Kirche

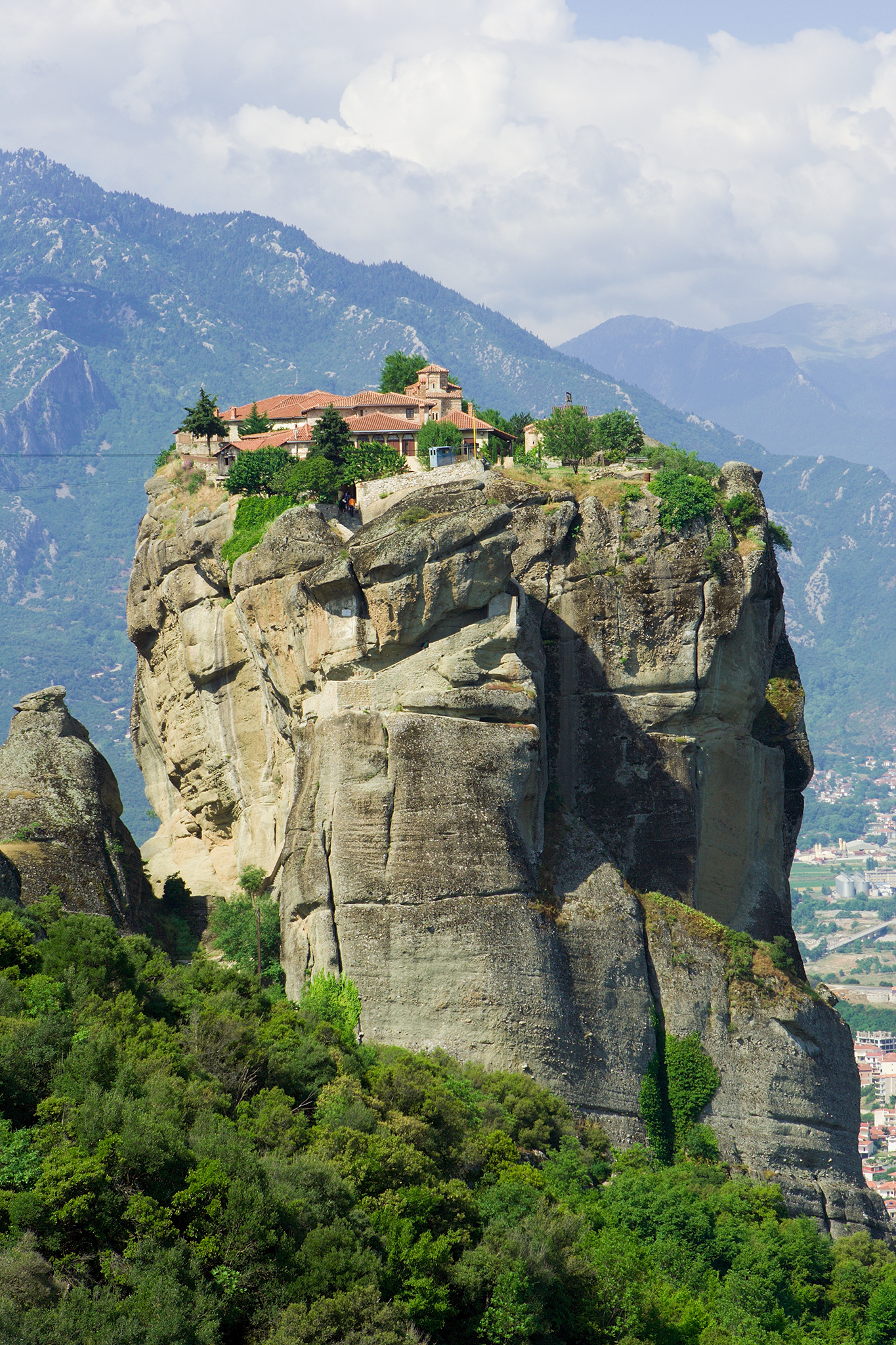
Meteora

Die orthodoxe Kirche übt wesentlichen Einfluss auf das griechische Bildungswesen aus, wobei die besondere Stellung der griechisch-orthodoxen Konfession als „vorherrschender Religion“ in der griechischen Verfassung festgelegt ist. In der Regierung ist traditionell das Bildungsministerium auch zuständig für religiöse Angelegenheiten. Obwohl der orthodoxen Kirche in der Verfassung nicht ausdrücklich der Status einer Staatskirche zuerkannt wird, wird Griechenland aufgrund der engen institutionellen Verflechtung von Staat und Orthodoxer Kirche im konstitutionellen Recht, ebenso wie z. B. Großbritannien und Dänemark, der Kategorie von Staaten mit einer Staatskirche zugeordnet. So untersteht die orthodoxe Kirche auch teilweise dem Staat, zum Beispiel müssen alle Bischöfe vom Parlament bestätigt bzw. neu gewählte Regierungen vom orthodoxen Erzbischof vereidigt werden. Das Gehalt der griechischen Priester wird vom Staat gezahlt.
1982 wurde das Familienrecht dahingehend geändert, dass standesamtliche Trauungen möglich wurden. Bis dahin fanden Ehebündnisse, welche nicht nach dem griechisch-orthodoxen, jüdischen, muslimischen oder römisch-katholischen Ritus geschlossen wurden, keine staatliche Anerkennung. So galten Kinder aus Ehen von Protestanten oder Zeugen Jehovas vor dem Gesetz als unehelich. Außerdem wurde die Pflicht zur kirchlichen Trauung aufgehoben und die standesamtliche Ehe als gleichwertig anerkannt. Ende der 1990er-Jahre wurde der Religionseintrag in den Personalausweisen abgeschafft. Im August 2008 wurde die Verpflichtung zum orthodoxen Religionsunterricht aufgehoben. Jeder Schüler, der nicht am Religionsunterricht teilnehmen will, kann während dieser Zeit nun Nachhilfe in Fächern seiner Wahl erhalten. Die griechisch-orthodoxe Kirche bezeichnete diese Regelung als „falsch und verfassungswidrig“ und hätte allenfalls die Aufhebung der Religionsunterrichtspflicht für Schüler aus anderen Staaten gutgeheißen.
2008 sprach sich das Oberhaupt der Kirche von Griechenland, Erzbischof Hieronymos, bei seiner Wahl für eine Überprüfung des Kirchenstatuts aus. 2012 plante die Regierung eine Änderung bei der Bezahlung der Geistlichen. Durch stärkere Beteiligung der Kirchen an den Gehältern sollte die Staatskasse jährlich um rund 100 Millionen Euro entlastet werden. Für die rund 20.000 Priester werden im Jahr über 200 Millionen Euro bezahlt.

#### Minderheitenpolitik
Die muslimischen Türken, Pomaken und Roma Westthrakiens werden auf der Grundlage des Lausanner Friedensvertrags von 1923 zusammen als muslimische Minderheit anerkannt und genießen einige Sonderrechte, wie Schulunterricht in türkischer Sprache, Verwendung von Schulbüchern aus der Türkei (gemäß bilateraler Abkommen), Koranschulen, Autonomie in Angelegenheiten des Familienrechts gemäß der Scharia etc. In den letzten Jahrzehnten fand zunehmend eine Assimilation der ca. 30.000 den als Pomakisch bekannten Rhodope-Dialekt des Bulgarischen sprechenden muslimischen Pomaken an die Gruppe der Türken statt. Diese grenzen sich scharf von der sehr heterogenen Gruppe der romani- und türkischsprachigen muslimischen Roma ab.
Bis zum Bevölkerungsaustausch mit den Nachbarstaaten Türkei und Bulgarien von 1920 bis 1925 als Folge der Verträge von Neuilly (1919) und Lausanne (1923) war Griechenland faktisch ein Vielvölkerstaat. Der 1925 noch etwa 15 % betragende Anteil nicht-griechischer Muttersprachler nahm in den folgenden Jahrzehnten kontinuierlich ab; besonders während der Besetzung durch die Achsenmächte (1941–1944) und des griechischen Bürgerkriegs (1946–1949) wurden Angehörige von Minderheiten verfolgt oder vertrieben, ihre Quote fiel allmählich unter fünf Prozent.
Die muslimische Minderheit bildete Anfang der 1990er-Jahre Parteiformationen. Diese waren zeitweise durch zwei Abgeordnete (die Türken Sadık Ahmet und İbrahim Şerif) im Parlament vertreten, was jedoch nach der Erhöhung der Ein-Prozent- auf eine Drei-Prozent-Hürde nicht mehr gelang. Aktuell stammt ein Abgeordneter der konservativen Volkspartei Nea Dimokratia aus der muslimischen Minderheit (der Türke İlhan Ahmet). Konfliktpunkte mit dem griechischen Staat bestehen in der aktuell untersagten Benennung von Vereinen unter Verwendung des Adjektivs „türkisch“ und dem Anliegen, die führenden islamischen Rechtsgelehrten (Muftis), die zurzeit als öffentliche Angestellte vom Staat ernannt werden, durch Wahlen zu bestimmen.
Vor 1990 lebten bis auf die erwähnten Minderheiten nur wenige Ausländer in Griechenland. Aufgrund einer wenig restriktiven Politik gegen Einwanderer ist Griechenland prozentual zum EU-Land mit den meisten Ausländern geworden. Der griechische Staat ist um eine Assimilation der Neuangekommenen bemüht, der Erwerb der Staatsbürgerschaft für Einwanderer wurde mehrmals vereinfacht. Gegenwärtig ist ein Aufenthalt von fünf Jahren in Griechenland notwendig. Seit 2010 wird die Staatsbürgerschaft bei Geburt in Griechenland oder den Besuch der ersten drei Grundschuljahre oder sechs Schuljahren in Griechenland automatisch erteilt, eine Beantragung ist nicht notwendig.
Amnesty International und der griechische Ombudsmann für Menschenrechte weisen regelmäßig auf Defizite beim Menschenrechtsschutz hin. Vor allem die Behandlung von Migranten und Roma-Familien ist ungenügend. Über eine Verletzung von Minderheitenrechten beklagt sich regelmäßig die in Westthrakien lebende muslimische Minderheit. Aus griechischer Sicht darf sie nicht „türkische Minderheit“ genannt werden, da der Friedensvertrag von Lausanne, der 1923 den griechisch-türkischen Bevölkerungsaustausch regelte, die Minderheiten religiös definierte. Die kleine Zahl slawischsprachiger Bürger wird nicht als Minderheit anerkannt.

#### Flüchtlingssituation und Asylpolitik
Vor allem der große Zustrom von Flüchtlingen aus afrikanischen Ländern macht dem Land zu schaffen, den Griechenland nur unzureichend bewältigen kann. 2011 kamen 55.000 Flüchtlinge alleine über die griechisch-türkische Landgrenze am Fluss Evros in die EU. Die griechischen Behörden sind dafür organisiert, Neuankömmlinge entweder zu versorgen oder öffentlichkeitsfern abzuschieben, so dass sich viele in illegalen Zeltlagern in Großstädten niederlassen, von wo sie Arbeit suchen. Die Versorgung durch Bürgerinitiativen und Kirchengemeinden deckt bei weitem nicht den Bedarf.
2010 wurde ein Nationaler Aktionsplan für die Asylreform und das Migrationsmanagement beschlossen, der neben dem Aufbau von Behörden zur Erstaufnahme und Asylverfahrensdurchführung auch den Auf- und Ausbau von Auffangeinrichtungen für Migranten vorsieht. Daneben erhofft sich die griechische Regierung vom baldigen Beitritt Bulgariens und Rumäniens zum Schengenraum Entlastung für die eigenen Außengrenzen.
In der Flüchtlings- und Asylpolitik wird Griechenland immer wieder von NGOs wie Amnesty International kritisiert. Auch aus anderen EU-Staaten ist häufig die Kritik zu hören, Griechenland versorge die Flüchtlinge nicht ausreichend. Im März 2012 waren nur elf Personen in der staatlichen Behörde für die Asylbewerber zuständig. Die griechische Regierung forderte wiederholt die Unterstützung durch die EU bei der Sicherung seiner Außengrenzen, etwa durch die Stärkung von Frontex und die Aushandlung von Rücknahmeabkommen zwischen der EU und den Herkunfts- und Transitstaaten.
Auch 2023 kommt es immer noch regelmäßig zu Menschenrechtsverletzungen wie willkürlichen Verhaftungen, Gewalt und Nötigung. Zudem wurde die Rechtsstaatlichkeit in Griechenland durch eine Studie infragegestellt, in welcher ermittelt wurde, dass Prozesse wegen angeblichen Menschenschmuggels häufig Asylsuchende treffen, im Schnitt nur 37 Minuten dauern und mit Verurteilungen zu Gefängnisstrafen von durchschnittlich 46 Jahren enden.

### Außenpolitik
Griechenland ist 1952 der NATO beigetreten und ist seit 1981 Mitglied in der Europäischen Union. Darüber hinaus bestehen Mitgliedschaften bei zahlreichen internationalen Organisationen und Foren wie zum Beispiel den Vereinten Nationen, der OECD, der Weltbank, dem Europarat, dem Internationalen Währungsfonds, der UNESCO oder auf regionaler Ebene der BSEC und der SEECP.
Auf technologischem sowie wissenschaftlichem Gebiet unterstützt oder beteiligt sich Griechenland an verschiedenen internationalen Projekten wie z. B. dem Large Hadron Collider (CERN) oder der Bibliotheca Alexandrina und ist unter anderem Mitglied bei der Europäischen Raumfahrtorganisation (ESA). Von 2005 bis 2007 war das Land als nichtständiges Mitglied im Weltsicherheitsrat vertreten. Friedenspolitisch engagiert sich das Land bei mehreren internationalen Auslandsmissionen und Entwicklungsprojekten unter anderem in Afghanistan (ISAF), im Sudan (UNMIS), in Georgien (UNOMIG), in Bosnien-Herzegowina (EUFOR), im Kosovo (KFOR) oder in Albanien (NHQT).
Außenminister ist Nikos Dendias.

#### Griechenland in der Europäischen Union
Der Weg Griechenlands in das westeuropäische Gefüge ist eng mit dem Namen Konstantinos Karamanlis verknüpft und begann am 8. Juni 1959 mit dem Antrag des national-radikalen Regierungschefs (1955–1963) auf Assoziierung mit der Europäischen Wirtschaftsgemeinschaft (EWG) und den darauf folgenden Assoziierungsverhandlungen. Die Unterzeichnung des Vertrages zur Assoziierung des Landes erfolgte am 9. Juli 1961 und führte am 1. November 1962 zur Assoziierung Griechenlands mit der Europäischen Wirtschaftsgemeinschaft. Nach den politischen Wirren in den 1960er Jahren, der darauf folgenden Zeit der Militärdiktatur und der damit verbundenen Aussetzung des Assoziationsabkommens von 1967 bis 1974 reichte der wiedereingesetzte (und 1975 gewählte) Ministerpräsident Konstantinos Karamanlis mit seiner neu gegründeten Nea Dimokratia (ND) am 12. Juni 1975 den offiziellen Antrag zur Aufnahme des Landes in die Europäische Wirtschaftsgemeinschaft ein. Nach Beginn der Beitrittsverhandlungen am 27. Juli 1976 und Unterzeichnung der Beitrittsakte am 28. Mai 1979 trat Griechenland am 1. Januar 1981 gegen den Wunsch seiner Bevölkerung als zehnter Staat der EWG bei, was zugleich auch den Beginn der Süderweiterung der Gemeinschaft darstellte. Später, während Karamanlis’ Amtszeit als Staatspräsident, trat Griechenland ebenfalls unter einer ND-Regierung am 6. November 1992 dem Schengener Abkommen und am 1. Januar 1993 dem EG-Binnenmarkt (Vertrag von Maastricht) bei. Damit war die Integration des Landes in die nunmehr sog. Europäische Gemeinschaft vollzogen.
Bedenken der EWG- und NATO-kritischen linken Parteien, der wieder zugelassenen KKE und der 1974 neu gegründeten PASOK, wegen eines möglichen Verlusts politischer Autonomien und der Wettbewerbsfähigkeit lokaler Unternehmen zugunsten ausländischer Konzerne, wurden als ideologisch motiviert beiseitegeschoben. Die Befürchtungen der weitgehend selbstständig beschäftigten Bevölkerung sollten sich aber noch im EWG-Beitrittsjahr 1981 in der erdrutschartigen Wahl der sozialistischen PASOK (48 %) unter Andreas Papandreou und der kommunistischen KKE (11 %) widerspiegeln. Die Politik des neuen Ministerpräsidenten Papandreou schien auch in der Folge oft im Gegensatz zur Politik anderer EWG-Staaten zu stehen, trotzdem aber missachtete er damals das Wählervotum und verblieb wider Erwarten in NATO und EWG. Dadurch, so fürchteten die Griechen, würde die geopolitische Kluft zwischen West- und Osteuropa in der Region weiter verschärft und Griechenland von seinen Nachbarn noch stärker isoliert.

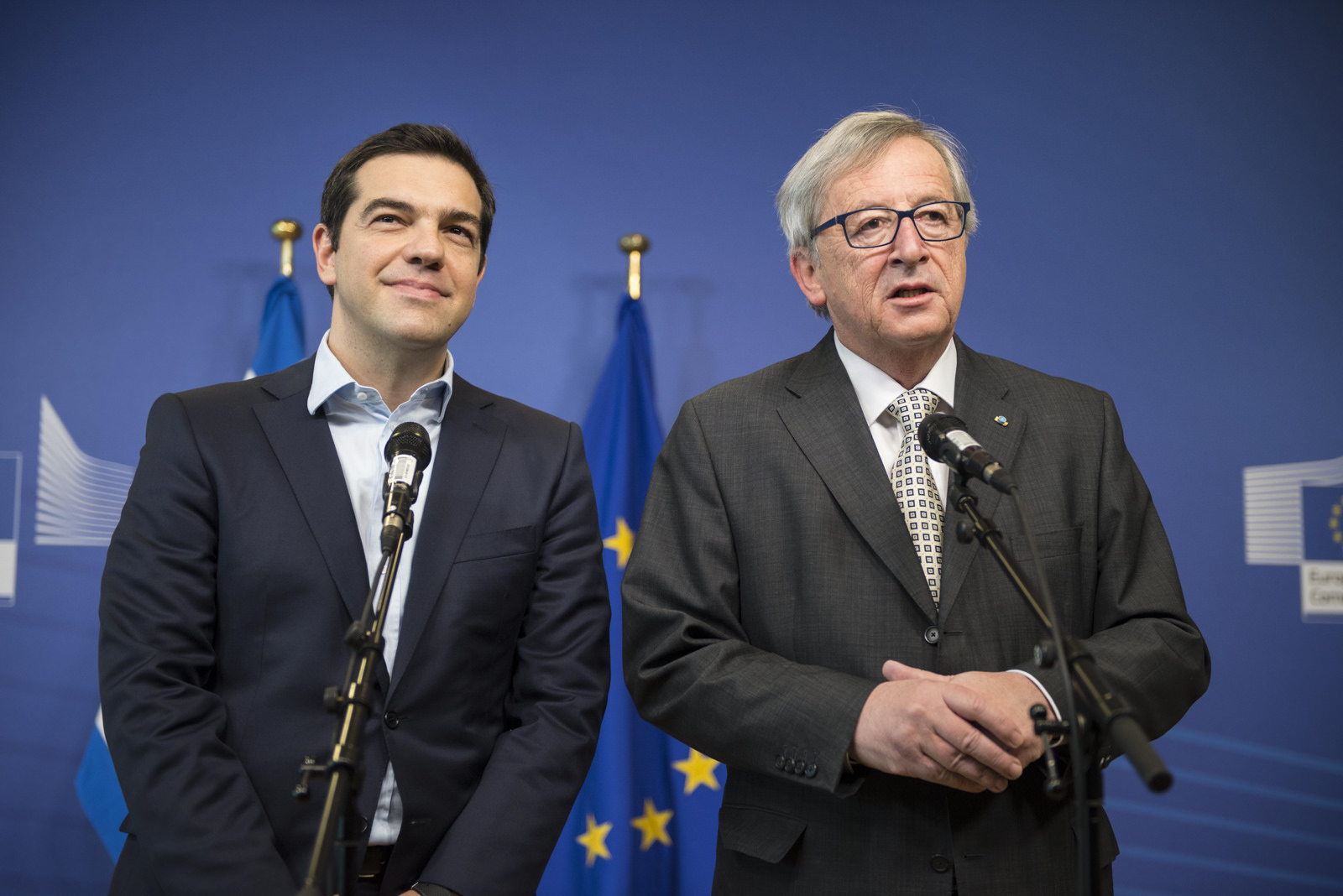
Alexis Tsipras mit Jean-Claude Juncker

Das Land hat mit der Bildung der Europäischen Gemeinschaft 1993 eher eine Destabilisierung der nationalen Wirtschaft erfahren. Die Europabegeisterung in der Bevölkerung hielt sich deshalb weiterhin in Grenzen. Der Grund hierfür lag vor allem an der Tatsache, dass sich trotz subventionierter Projekte aus den EG-Strukturfonds positive Auswirkungen der Mitgliedschaft schleppend sowie für breite Teile der (selbständigen) Bevölkerung eher unsichtbar einstellten. Außer für ganz wenige Großunternehmen, hatte sich die Erschließung des offenen Binnenmarktes für sie als wenig ergiebig erwiesen. Stattdessen wurden die eigenen Märkte mit Waren und Dienstleistungen ausländischer Konzerne überschwemmt, gegen deren Preisdumping der klassische griechische Kleinbetrieb kaum ankämpfen konnte. Sodass von einst 52 % bei EWG-Beitritt (OECD-Statistik: „self-employment“), heute die Selbständigkeit 2015 nurmehr bei gut 30 % der Erwerbstätigen liegt – zwar immer noch EU-Rekord, so wird aber die Selbständigkeit bis heute nicht ausreichend mit lohnabhängiger Arbeit ersetzt.
In der euphorischen Erwartung der Jahrtausendwende und wegen der 1997 erteilten Ehre der Ausrichtung der Olympischen Spiele 2004 schlug die Skepsis seit Mitte der 1990er Jahre allmählich in eine zunächst zögerliche Integrationsfreudigkeit der griechischen Bevölkerung um. Abermalige Bedenken der griechischen Selbständigen wegen der Einführung einer gemeinsamen Währung wurden zwar intensiv diskutiert, hatten jedoch – bis zum Ausbruch der Finanzkrise 2008 – die Mitgliedschaft in der EU nicht mehr ernsthaft in Frage gestellt.
Griechenland setzte sich damals innerhalb der Europäischen Union für ein offenes Europa ein. Die geopolitische Lage ist zudem für alle größeren politischen Parteien mit Ausnahme der KKE eine Motivation, die europäische Integration weiter voranzutreiben und begründet das Interesse, den Balkan an die EU anzubinden sowie die Befürwortung eines EU-Beitritts der Türkei. Weitere Schwerpunkte der griechischen Politik in der Europäischen Union sind beispielsweise eine gemeinsame Immigrations- und Asylpolitik oder eine gemeinsame Außen- und Sicherheitspolitik, die ein stärkeres Gegengewicht zur NATO bzw. den USA einnehmen soll.
Griechenland hatte im ersten Halbjahr 2003 die EU-Ratspräsidentschaft unter dem sozialdemokratischen Ministerpräsidenten Konstantinos Simitis inne. Sie stand im Zeichen der Osterweiterung der Europäischen Union, der Ausarbeitung eines Verfassungsvertrages durch den Reformkonvent sowie des Irak-Krieges und seiner Auswirkungen auf die Europäische Union. Als historischer Höhepunkt gilt dabei die Unterzeichnung der Beitrittsverträge mit den zehn neuen EU-Mitgliedstaaten am 16. April 2003 in Athen als der Geburtsstätte der Demokratie, was als symbolische Weichenstellung für die Zukunft Europas betrachtet wurde. Nach 1983, 1988, 1994 und 2003 hatte Griechenland 2014 – vom 1. Januar bis 30. Juni 2014 – zum fünften Mal die EU-Ratspräsidentschaft inne.

#### Internationale Beziehungen
Griechenland verfolgte ab 1996 unter Ministerpräsident Konstantinos Simitis und Außenminister Giorgos Papandreou verstärkt eine Politik der europäischen Integration. Im Zentrum standen dabei einerseits eine stärkere Abstimmung der griechischen Europapolitik zur Politik der Europäischen Union, andererseits aber v. a. der Ausbau der bilateralen Zusammenarbeit mit den Staaten Südosteuropas und die Annäherung an die Türkei.
Dies führte zu einer Reihe vertrauensbildender Abkommen mit der Türkei sowie zu einer Vielzahl bi- und multilateraler Projekte zwischen Griechenland und den Staaten des Balkans. 2002 ratifizierte das griechische Parlament ein Hilfsprogramm in Höhe von 550 Millionen Euro für Südosteuropa, mit dem Ziel, die Stabilität und den wirtschaftlichen Wiederaufbau in der Region zu unterstützen.
Die Beziehungen des Landes zu Deutschland finden seit dem 19. Jahrhundert fast ausschließlich auf staatlicher Ebene statt. Seit der Revolution gegen den osmanischen Sultan, waren alle „Könige der Hellenen“ ausschließlich Mitglieder deutscher Königshäuser. Allgemeine Beziehungen bestanden dagegen schon seit Anfang des 16. Jahrhunderts durch die damals zahlreich werdenden, aus Byzanz ausgewanderten Auslandsgriechen und ihren engen kulturellen aber auch wirtschaftlichen Beziehungen zur alten Heimat. Mit der Integration dieser Einwanderungswelle entwickelte sich auch in Deutschland eine Epoche, die man später in der Kunst mit Renaissance und in den Wissenschaften mit Aufklärung bezeichnete und die einher ging mit dem Aufkommen eines ausgeprägten Philhellenismus (z. B. Gründung der griechischen Gemeinde Leipzig um 1700). Dieser steigerte sich bis in die Romantik hinein so weit, dass er einer paneuropäischen Unterstützung der Bildungseliten für den Befreiungskampf der Hellenen den entscheidenden Impuls gab. Als herausragendes deutsches Beispiel sei hier der Münchner Prof. Friedrich Thiersch genannt, der durch sein enormes Engagement selbst finanzielle Mittel aufbrachte, um in die Sklaverei verkaufte Griechen im damals noch osmanischen Alexandrien frei zu kaufen.
Seit dem Ende des Zweiten Weltkrieges besteht eine Kontinuität auf verschiedenen Ebenen. 1953 unterzeichnete Griechenland das Londoner Schuldenabkommen, verzichtete damit auf die Begleichung von Vorkriegsschulden durch Deutschland und trug damit zur Wiederherstellung der Kreditfähigkeit Deutschlands bei. Griechenland war nach 1945 das erste Land, das einen deutschen Bundespräsidenten einlud, während sich die Weltgemeinschaft zurückhielt. Die Einladung wurde von Ernst August von Hannover im Auftrag des griechischen Königs Paul überreicht und Theodor Heuss machte seinen ersten Staatsbesuch nach Griechenland. Tausende Athener gingen zum Bahnhof, wo das Begrüßungszeremoniell stattfand. Bei seiner Rückkehr in Deutschland bezeichnete Heuss die Reise als Rückwanderung in die eigene geistige Heimat. Der Außenminister Heinrich von Brentano nahm die euphorische Stimmung zum Anlass, bilaterale Abkommen im Bereich Kultur und Erziehung abzuschließen. Ausländische Botschafter blieben dem offiziellen Empfang demonstrativ fern.

Das Verhältnis zu Albanien, mit dem der faktische Kriegszustand erst 1987 beendet wurde, wird heute von einer engen Zusammenarbeit geprägt. Die Beziehungen zu Albanien wurden in der Vergangenheit und seit dem Fall des Eisernen Vorhangs immer wieder durch eine starke und unkontrollierte Migrationsbewegung albanischer Wirtschaftsflüchtlinge belastet. Die Kontakte zu Bulgarien, Rumänien sowie Serbien – das als historischer Verbündeter gilt – sind sehr gut. Mit Bulgarien wurde die Eröffnung neuer Grenzübergänge vereinbart und es wurden verschiedene Infrastrukturprojekte in Angriff genommen. Die diplomatischen Beziehungen zum nördlichen Nachbarn Republik Nordmazedonien befinden sich im Ausbau und der Ausblick ist positiv.
Auf der Ebene der Politik sind die transatlantischen Beziehungen zwischen Griechenland und den Vereinigten Staaten zwar traditionell gut, es herrschen jedoch in weiten Teilen der Bevölkerung historisch bedingte Vorbehalte gegenüber der US-Außenpolitik. Die Verfolgungen linker Aktivisten gleich nach der Vertreibung der deutschen Besatzer wird den britischen und später amerikanischen Befreiern zur Last gelegt. Auch die passive Haltung der NATO zur 7-jährigen Militärdiktatur und zur türkischen Besetzung Zyperns begründeten den fehlenden Konsens zwischen Staat und Volk und führten bei den Parlamentswahlen 1981 zur erdrutschartigen Wahl linker Parteien und der ersten sozialistischen PASOK-Regierung. Es ist aber der Person ihres Vorsitzenden Andreas Papandreou zu verdanken, der selbst als erster griechischer Ministerpräsident amerikanischer Staatsbürger war und die Beziehungen der beiden Staaten auch gegen seine Parteibasis vorsichtig zu harmonisieren begann. Noch konsequenter verfolgte nur Kostas Simitis diese Annäherung zu den NATO-Partnern während seiner Amtszeit als Ministerpräsident 1996–2004, übrigens gemeinsam mit seinem Außenminister Giorgos Papandreou. Zwar belasteten später die ablehnende Haltung der Griechen gegenüber dem völkerrechtlich umstrittenen NATO-Einsatz in Serbien 1999 sowie die Ablehnung einer Teilnahme an dem von den Vereinigten Staaten angeführten Militäreinsatz im Irak von 2003 immer noch das Verhältnis beider Staaten. Spätestens aber mit der Wahl von Giorgos Papandreou, ebenfalls US-amerikanischer Staatsbürger, zum Ministerpräsidenten Griechenlands kurz nach dessen Treffen mit dem US-Präsidenten Barack Obama am 9. März 2009 in Washington, D.C. waren die bilateralen Beziehungen auf einem Höhepunkt angelangt.

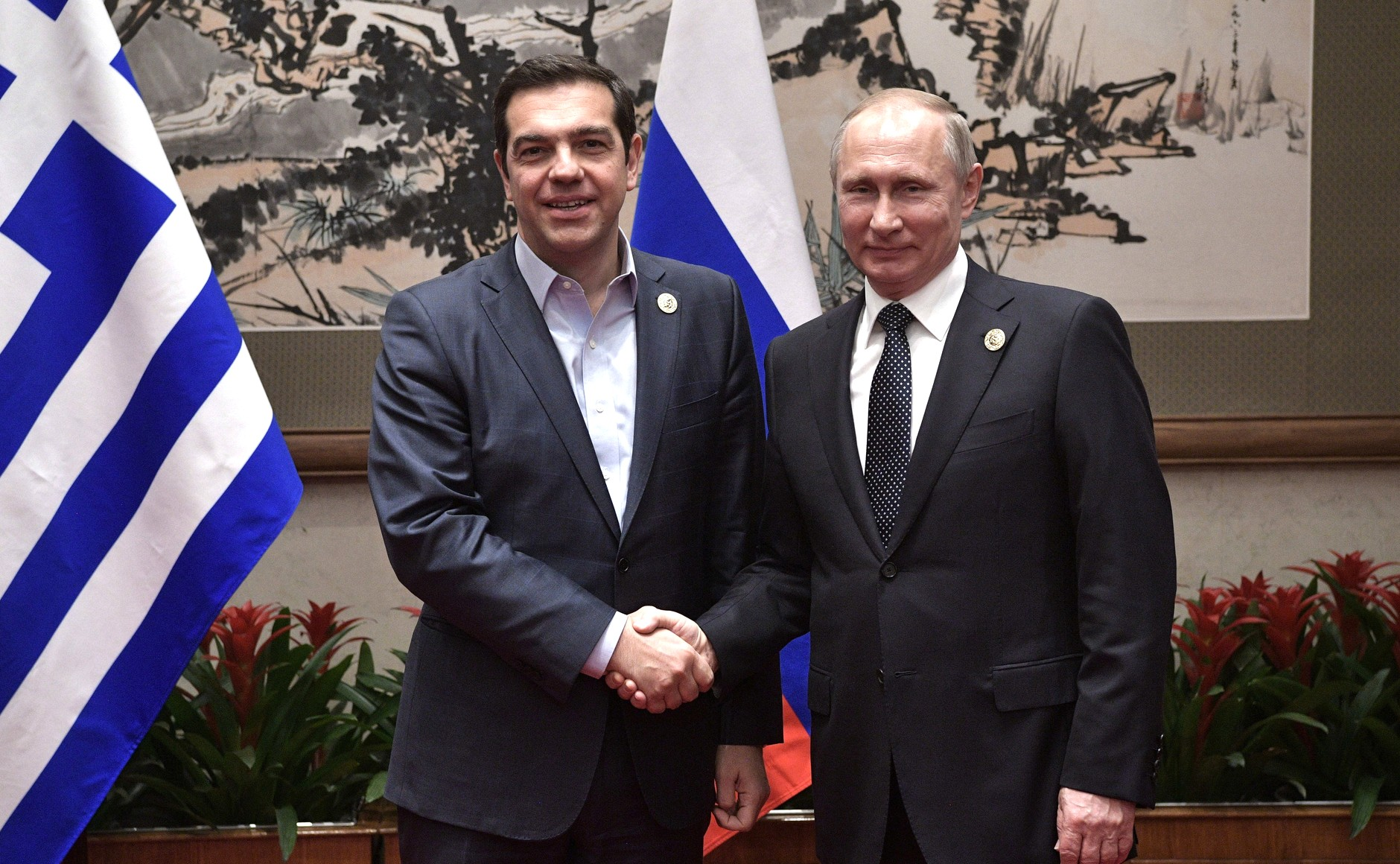
Alexis Tsipras mit Wladimir Putin

Griechenland pflegt aufgrund seiner geographischen Lage im Allgemeinen relativ gute Kontakte zu mehreren Staaten des Nahen Ostens und unternahm in der Vergangenheit verschiedene Versuche, in den einzelnen Krisenregionen zu vermitteln. In den letzten Jahren wurden diese Beziehungen zur Stärkung der von den USA geführten Antiterrorkoalition eingebracht. Zum Beispiel unterhielt Griechenland traditionell auch gute Kontakte zu den Palästinensern. Während des zweiten Libanonkrieges zwischen Israel und der libanesischen Hisbollah von 2006 gehörte Griechenland zu den Staaten, die sich für einen sofortigen Waffenstillstand einsetzten. Zu Israel hatte Griechenland lange Zeit keine besonderen politischen Beziehungen, dies änderte sich nach dem Regierungswechsel Ende 2009. Seitdem intensivierten sich die Beziehungen zu Israel auch mit Unterstützung der Opposition.

#### Verteidigungspolitik und Militär
Griechenland ist Mitglied der NATO und unterhält eine Wehrpflichtarmee, die sich in die Teilstreitkräfte Heer, Luftstreitkräfte und Marine untergliedert. Griechenland gab 2017 knapp 2,5 Prozent seiner Wirtschaftsleistung oder 5,1 Milliarden Dollar für seine Streitkräfte aus.
In Griechenland gilt eine allgemeine Wehrpflicht für Männer zwischen 18 und 45 Jahren, die Wehrdienstdauer für Wehrpflichtige beträgt zurzeit (2008) zwölf Monate. Verwitwete Väter bzw. ältere Brüder mit der Sorgepflicht für einen oder mehrere Minderjährige sind von der Wehrpflicht befreit. Für Auslandsgriechen, die auch im Ausland geboren sind, beträgt die Wehrdienstdauer nur drei Monate. Andere Auslandsgriechen, Einwanderer mit griechischem Pass und Geschwister einer Familie mit sechs oder mehr Kindern haben das Recht auf eine auf sechs Monate reduzierte Wehrdienstdauer. Für den ältesten Bruder dreier Geschwister, für die zwei ältesten Brüder vierer Geschwister, und für Väter beträgt sie neun Monate. Für Frauen gilt keine Wehrpflicht, sie können jedoch ohne Einschränkungen dem Militär beitreten.
Das Militär spielte immer eine besondere Rolle, so schon im griechischen Freiheitskampf, der mit der militärischen Unterstützung der Großmächte geführt wurde. Es übernahm im 20. Jahrhundert zwei Mal die Macht.

### Politische Gliederung

Die Verwaltungsgliederung Griechenlands

Mit dem Kallikratis-Gesetz von 2010 wurden öffentliche Zuständigkeiten dezentralisiert und die Gliederung stark vereinfacht. 13 Regionen (Sg. περιφέρεια periferia) bilden seit 2011 die regionale Ebene. Sie werden durch ein eigenes Parlament und durch einen Regionspräsidenten verwaltet. Die Regionen untergliedern sich weiter in insgesamt 325 Gemeinden (Sg. δήμος dimos), die die kommunale Ebene bilden, in ländlichen Gebieten jedoch eher deutschen Landkreisen vergleichbar sind. Damit wurde die seit der Gründung des modernen Griechenland praktisch unverändert geltende Gliederung in zuletzt 54 Präfekturen (Sg. νομός nomos) aufgehoben; die Regionen, die zuvor direkt durch den Zentralstaat regiert worden waren, erhielten deutlich mehr Kompetenzen. Die Zahl der bis 1997 knapp 6000 Gemeinden, die bereits 1997 durch das Kapodistrias-Programm auf 1033 (2010: 1034) reduziert wurde, hat sich erneut auf 325 verringert.
Die Mönchsrepublik Athos auf der Halbinsel Chalkidiki wird weitgehend autonom verwaltet und gehört auch nicht zum Steuergebiet der EU.

## Wirtschaft

Griechenland ist Teil des Europäischen Binnenmarkts. Zusammen mit 19 anderen EU-Mitgliedstaaten (blau) bildet es eine Währungsunion, die Eurozone.

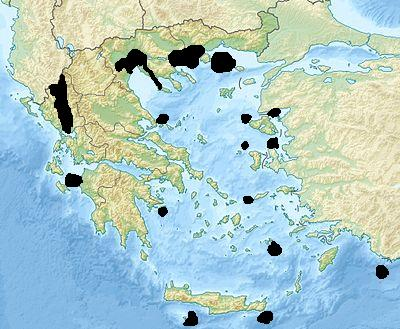
Alle Erdölexplorationen in Griechenland

Griechische Regionen nach Kaufkraftstandard pro Kopf (2022)

Die Wirtschaft Griechenlands ist eine marktorientierte Wirtschaft mit einer beschränkten staatlichen Intervention.
Auch nach der Aufnahme Griechenlands in die Europäische Wirtschaftsgemeinschaft 1981 war ein Rückgang der selbstständigen Beschäftigung zu verzeichnen. Bis zur Einführung des Euro, der die griechische Drachme ablöste, fiel sie von ursprünglich 52 % (1981) auf 35 % (seit 2008) der Beschäftigten. Da nicht im gleichen Maße lohnabhängige Arbeit geschaffen wurde, profitierten von der Anbindung des Landes an das Wirtschaftsgeschehen der europäischen Industrienationen und den neu eingerichteten Kohäsionsfonds große Konzerne, die als Importeure mit westeuropäischen Partnern kooperierten. So führte der Beitritt Griechenlands 2001 in die Eurozone zu einer Reihe extensiver Infrastrukturmaßnahmen. Verschiedene Großereignisse, wie die Olympischen Spiele von 2004, führten zu einer vorübergehenden Stimulierung der griechischen Wirtschaft und einem wirtschaftlichen Aufschwung, der hauptsächlich auf Staatsaufträgen beruhte. Mit der Finanzkrise ab 2007 und der folgenden griechischen Staatsschuldenkrise sind BIP und Löhne gesunken und die Arbeitslosenzahlen massiv gestiegen. Die Beschäftigung ist auf etwa 33 % der Bevölkerung gefallen und liegt damit innerhalb der EU auf einer der letzten Stellen.
2017 betrug die Arbeitslosenquote 21,5 % (Euroraums bei 10,0 %). Besonders stark angestiegen ist die Jugendarbeitslosigkeit (bis 24 Jahre) von 25 % im Mai 2008 auf 48,1 % (2016).
Nach einer anhaltenden wirtschaftlichen Erholung fiel die Arbeitslosenquote Ende 2023 erstmals seit der Finanzkrise wieder unter die Marke von 10 Prozent.
Das Bruttoinlandsprodukt (BIP) in Kaufkraftparität (PPP, Marktpreise) pro Kopf betrug 2008 rund 21.600 Euro und 2017 rund 27.800 $ = rund 25.000 Euro.

Das verfügbare Einkommen ist von 2008 bis 2013 um knapp 40 % (inflationsbereinigt) gesunken.
Der Tertiärsektor ist der größte und wichtigste Wirtschaftssektor in Griechenland. Er erwirtschaftete 2004 insgesamt 71,4 % und 2017 rund 80 % der griechischen Wirtschaftsleistung, wobei der Tourismus als Wachstumsmarkt eine größere Bedeutung (2017: Einnahmen 16,4 Mrd. $ bei 177,7 Mrd. $ BIP) hat.
Der stagnierende Binnenmarkt (weniger Privatkonsum und Staatsinvestitionen) und gesunkene Produktionskosten führten zu einer stärkeren Exportorientierung.
Aufgrund seiner geographischen Lage besitzt Griechenland ein hohes Potential für die Nutzung sowohl von Solar- und Windenergie. Der Anteil der erneuerbaren Energien ist in der Energieversorgung Griechenlands derzeit gering, jedoch wächst ihr Anteil unter anderem aufgrund der staatlichen Förderung stetig. Bis 2020 will Griechenland 20 % der Primärenergie mit erneuerbaren Energien decken.
Griechenland verfügt außerdem über nennenswerte Gas- und Erdölvorkommen, von denen bisher nur das Erdöl und Erdgas in der Nordägäis erschlossen wurden. Drei neue Konzessionen wurden 2012 vergeben, um weitere Felder zu erschließen, die vornehmlich im Ionischen Meer liegen. Erwartet werden dadurch Einnahmen in Höhe von 11 bis 15 Mrd. Euro in einem Zeitraum von 15 bis 25 Jahren. Es wird jedoch auch von erheblich größeren Vorräten berichtet, die Einnahmen von 300 Mrd. bis 465 Mrd. Euro annehmen lassen.
Im Global Competitiveness Index, der die Wettbewerbsfähigkeit eines Landes misst, belegt Griechenland Platz 87 von 137 Ländern (Stand 2017–2018). Im Index für wirtschaftliche Freiheit belegt das Land 2017 Platz 127 von 180 Ländern.

### Agrarsektor

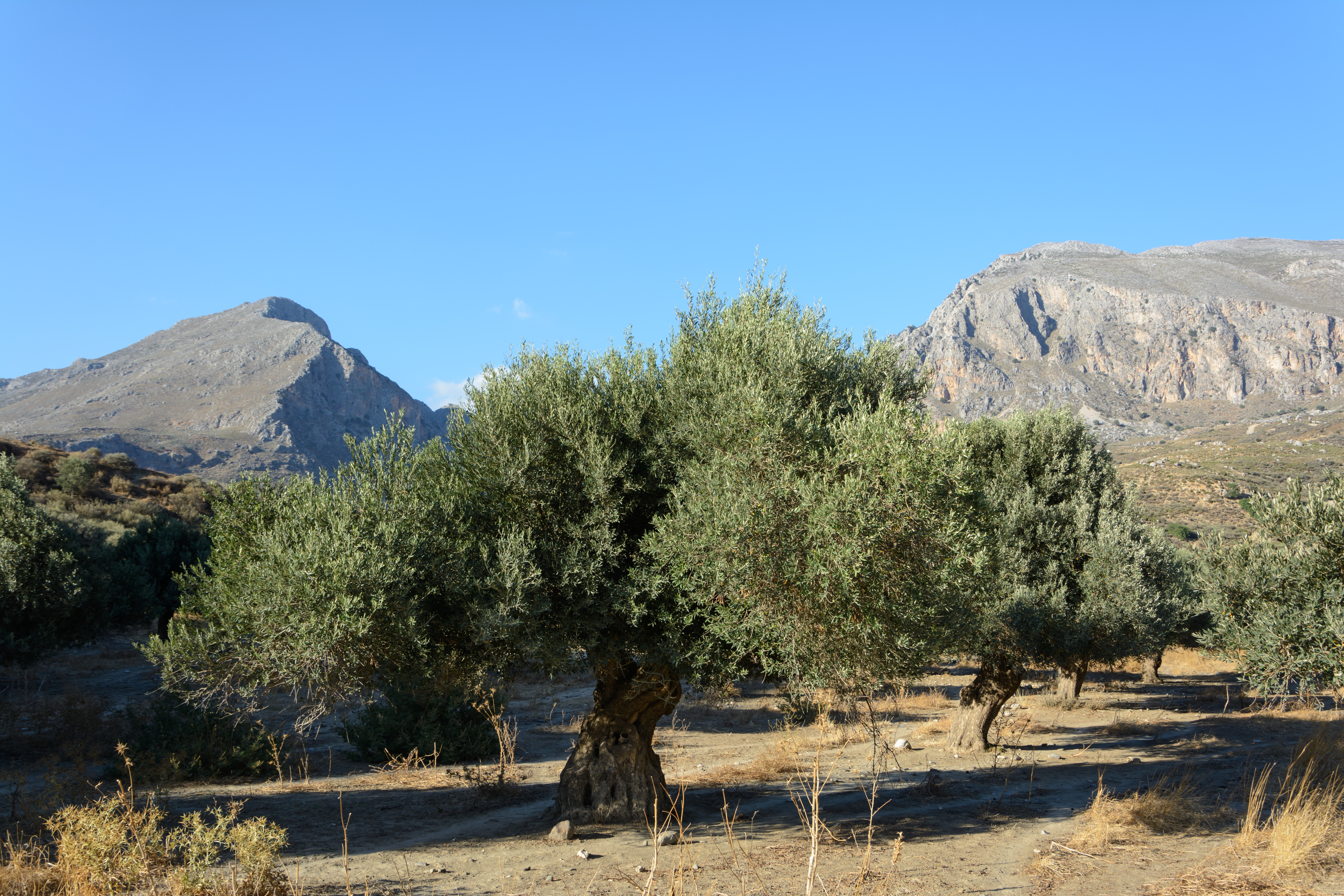
Olivenbäume auf Kreta

Der Primärsektor (Agrar) in Griechenland verlor in der Vergangenheit immer stärker an Bedeutung. Der Anteil der Aktivitäten des primären Sektors an der Wirtschaftsleistung des Landes belief sich 2004 auf 6,4 % und 2017 auf 4 %, wobei 12 % der Beschäftigten 2017 in der Landwirtschaft tätig waren. Angebaut werden vorzugsweise für den Export bestimmte Produkte wie Wein (→ Weinbau in Griechenland), Tabak und Oliven. Die wichtigsten Anbaugebiete für Weizen sind die Regionen Thessalien, West-Thrakien, Böotien und Makedonien. Die Nutztierhaltung in Griechenland beschäftigt sich überwiegend mit der Züchtung von Schafen und Ziegen. Die zwischenzeitlich neu gesteckten Ziele, die Viehzucht zu erweitern, führten zu einem verstärkten Anbau von Gerste, Mais und anderen Futterpflanzen. Für den Anbau von Obst und Gemüse ist der Boden Griechenlands geeignet; so gedeihen Grapefruit, Soja, Avocado und auch Spargel. Infolge der topographischen Verhältnisse wurde lange Zeit auf den Einsatz von landwirtschaftlichen Maschinen verzichtet. Dies änderte sich mit der Intensivierung der Landwirtschaft. Dagegen steht immer noch die sehr kleine durchschnittliche Anbaufläche pro Betrieb. Aufgrund des maritimen Charakters des Landes wird dem Fischfang und der Fischzucht in Griechenland eine besondere Rolle zugewiesen. Der Beitrag des Agrarsektors am Export Griechenlands liegt bei 22 %. Nach der Wirtschaftskrise ist die Zahl der Landwirte innerhalb von zwei Jahren um 40.000 gestiegen, die meisten Neubauern betreiben Bio-Landwirtschaft oder spezialisieren sich, beispielsweise auf die Schneckenzucht oder die Gewinnung von Trüffeln.

### Industriesektor

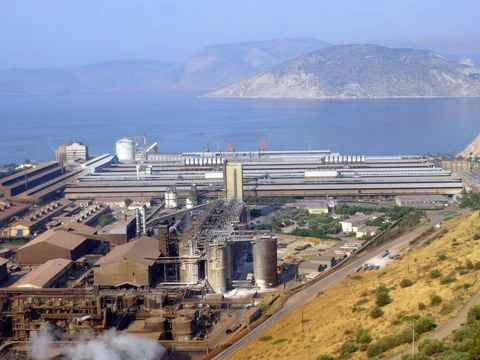
Ein Aluminiumwerk in Böotien

Der Sekundärsektor des Landes befand sich seit Mitte der 1990er-Jahre in stetigem Wachstum. Sein Anteil an der Wirtschaftsleistung Griechenlands betrug 2004 22,2 % und 2017 noch 16 %. Der Industriesektor in Griechenland wird durch eine hohe Anzahl von kleinen und mittelständischen Unternehmen geprägt. Wichtigste Wirtschaftszweige sind die verarbeitende Industrie und die Bauindustrie. Produziert werden traditionell Nahrungsmittel, Textilprodukte, Metallprodukte, Erdöl- und Kohleprodukte, Chemikalien, Glas und Zement, Maschinen und darüber hinaus in neuerer Zeit auch zunehmend Technologie- und Telekommunikationsprodukte. Der Industriesektor trug 2004 zu 59 % zum Exportvolumen des Landes bei. Abnehmerländer griechischer Industrieprodukte sind unter anderem Deutschland, Italien, Großbritannien oder die Türkei. Seit 2008 ist verbunden mit der allgemeinen wirtschaftlichen Rezession im Land die Wertschöpfung im Industriesektor deutlich gesunken (Stand: 2015). Das verarbeitende Gewerbe nahm 2015 einen Anteil von 15 % an der Wertschöpfung ein.

### Dienstleistungssektor

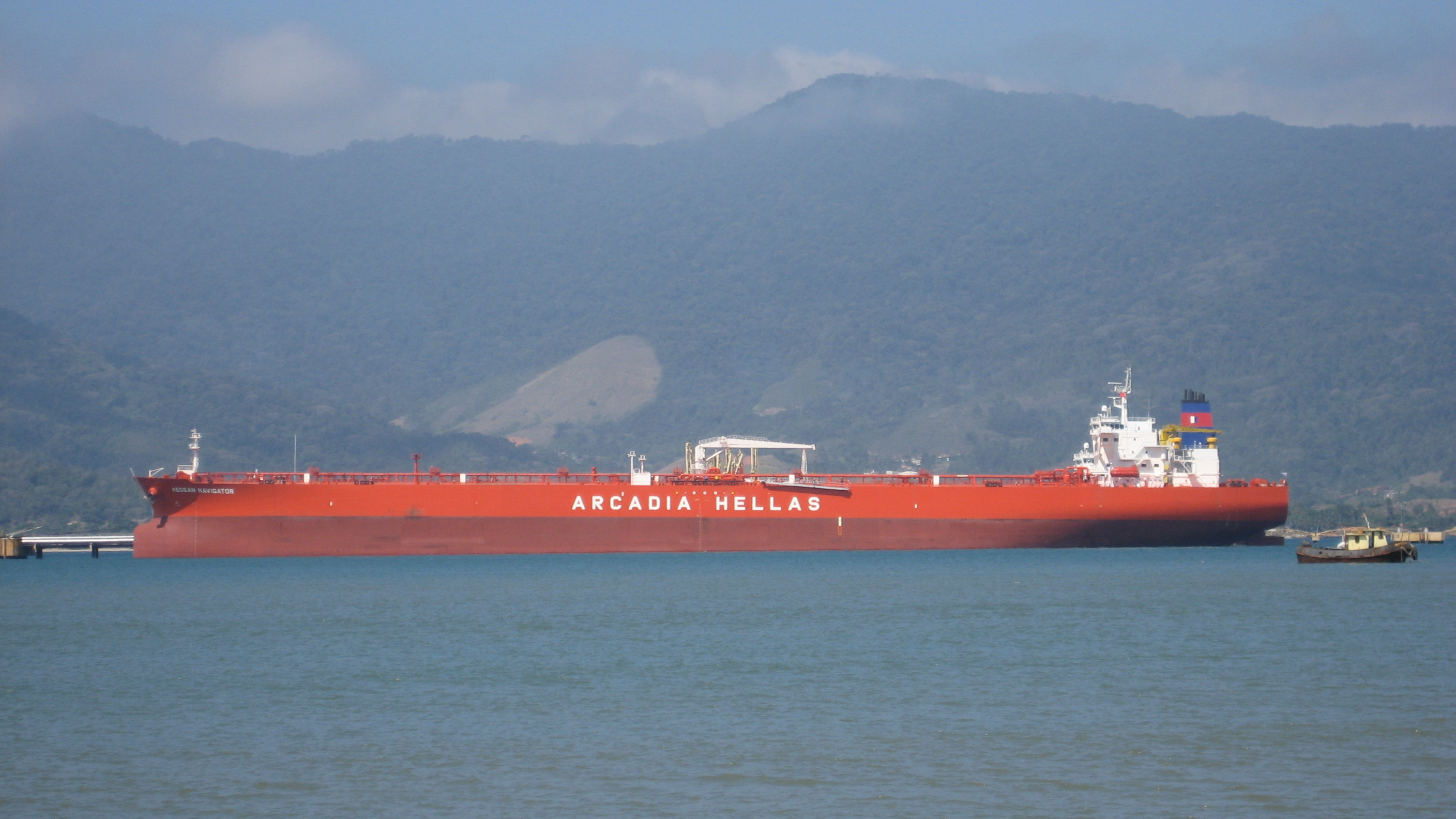
Traditionell ist die Handelsschifffahrt von großer Bedeutung

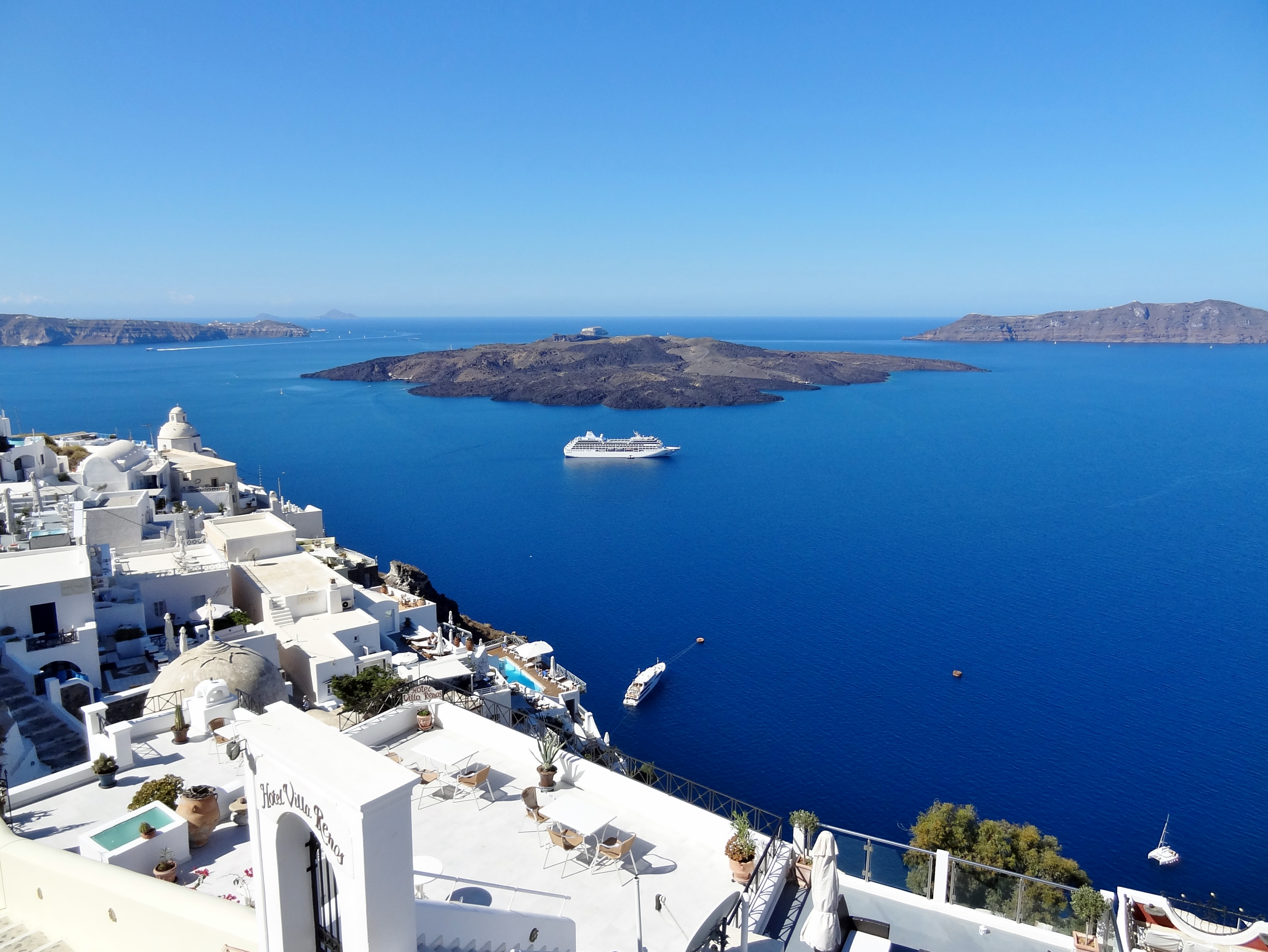
Tourismus: Santorin, bekanntes Urlaubsziel

Der Anteil im Dienstleistungssektor umfasste 2006 75,9 % und 2017 80 % der Wirtschaft mit 65 % aller Beschäftigten. Wichtige Branchen im Dienstleistungssektor sind der Tourismus, der Handel, der Schiffsverkehr sowie die Finanzdienstleistungen. Während der Handel, die Tourismusindustrie sowie die Schifffahrtsunternehmen schon immer eine besondere Position in der griechischen Wirtschaft eingenommen haben, entwickelten sich die Finanzdienstleistungen erst mit der Liberalisierung des Bankenwesens in Griechenland und spielen heute eine wichtige Rolle bei Investitionen sowohl in Griechenland als auch im südöstlichen Europa. Die griechische Schifffahrt hat international einen sehr hohen Stellenwert und bedient mit 3.618 griechisch kontrollierten Schiffen (über 1000 Bruttoregistertonnen) 18,6 % des weltweiten Schiffsverkehrs. Sie weist auch bei Konsumkrisen stabile Wachstumsraten auf, griechische Reedereien haben eine der größten Eignerflotten, die zumeist jedoch auf Billigflaggen ausgeflaggt sind. Die meisten Reeder stammen von Inseln, insbesondere aus Andros, Chios und Kefalonia.
Der Tourismus hatte 2008 einen Anteil von 10 % am Bruttoinlandsprodukt. 2014 war gemessen an der Zahl der Gäste ein starker Aufschwung im internationalen Tourismusgeschäft mit einer Zuwachsrate von 15 % zu verzeichnen. Hierzu haben auch die Kreuzfahrten beigetragen. Mit über 24 Millionen Touristen stand Griechenland 2016 auf Platz 14 der meistbesuchten Länder der Welt. Die Tourismuseinnahmen beliefen sich im selben Jahr auf 14,6 Mrd. US-Dollar.

### Finanzwirtschaft
Das Land führt eine Wertpapierbörse – die Athener Börse – mit ihrem Leitindex, dem Athex Composite Share Price Index. Außerdem verfügt die Regierung über einen Staatsfonds, welcher als Growthfund bekannt ist.

### Energieversorgung
| Energieträger          | 1973 (%) | 1990 (%) | 2000 (%) | 2006 (%) | 2007 (%) | 2008 (%) | 2009 (%) | 2010E (%) | 2016 (%) |
| ---------------------- | -------- | -------- | -------- | -------- | -------- | -------- | -------- | --------- | -------- |
| Mineralöl              | 76,7     | 56,3     | 54,9     | 55,9     | 52,6     | 53,9     | 53,6     | 51,8      | 50,0     |
| Steinkohle             | 17,8     | 37,6     | 33,4     | 27,9     | 29,2     | 27,4     | 28,6     | 27,0      | 19,0     |
| Erdgas                 | –        | 0,6      | 6,3      | 9,1      | 11,1     | 11,5     | 10,1     | 11,8      | 15,2     |
| Biomasse & Müll        | 3,8      | 4,2      | 3,7      | 3,4      | 3,9      | 3,4      | 3,3      | 3,8       | 6,1      |
| Wasserkraft            | 1,6      | 0,7      | 1,2      | 1,7      | 0,7      | 0,9      | 1,6      | 2,1       | 2,1      |
| Solarenergie           | –        | 0,3      | 0,4      | 0,4      | 0,5      | 0,6      | 0,6      | 0,8       | 2,3      |
| Windenergie            | –        | –        | 0,1      | 0,5      | 0,5      | 0,6      | 0,7      | 0,7       | 1,3      |
| Geothermie             | –        | –        | –        | –        | –        | 0,1      | 0,1      | 0,1       | –        |
| Stromhandel            | –        | 0,3      | –        | 1,2      | 1,2      | 1,6      | 1,3      | 1,9       | 3,3      |
| 2010E sind Schätzungen |          |          |          |          |          |          |          |           |          |

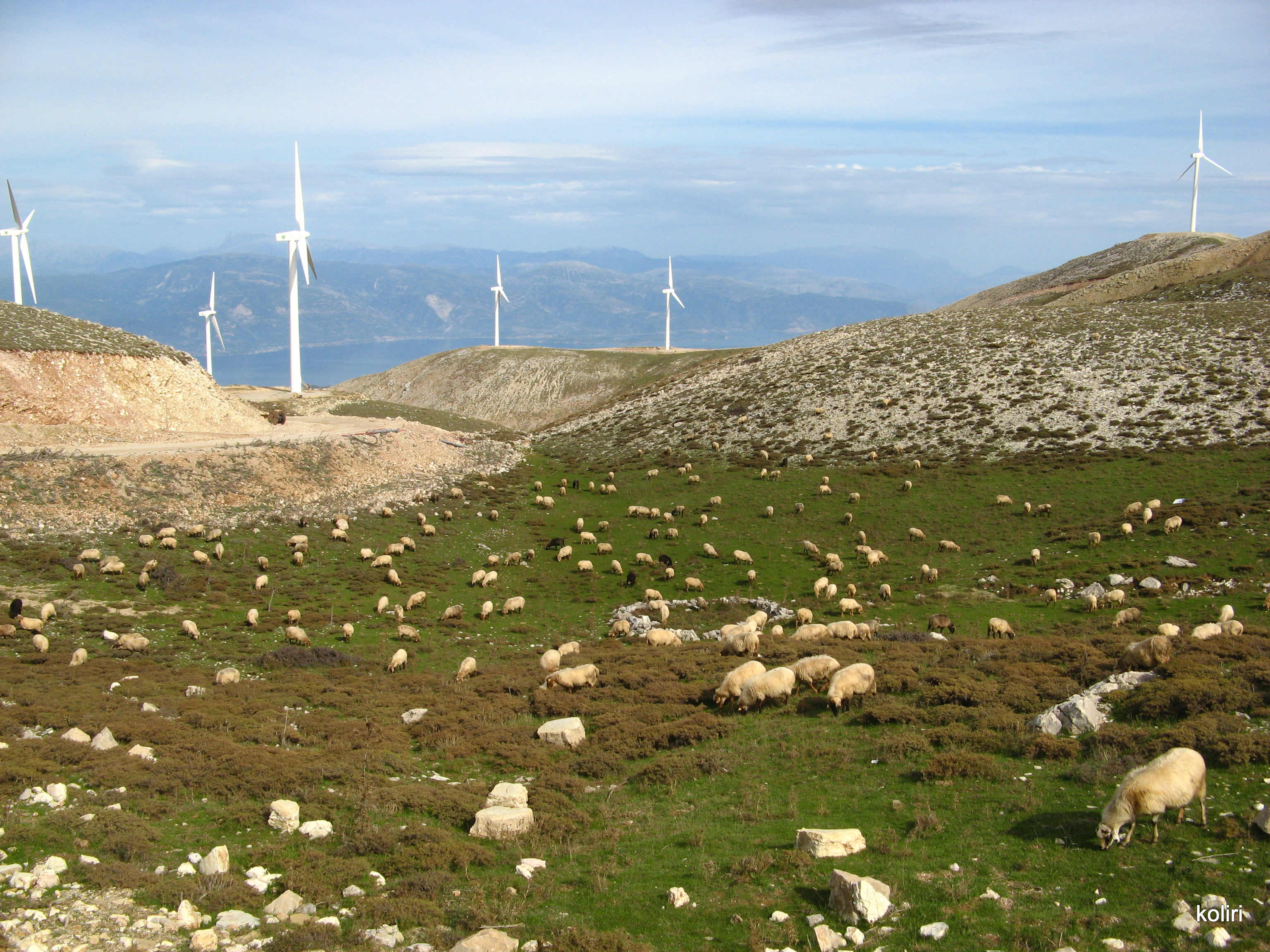
Windkraftanlagen in Griechenland

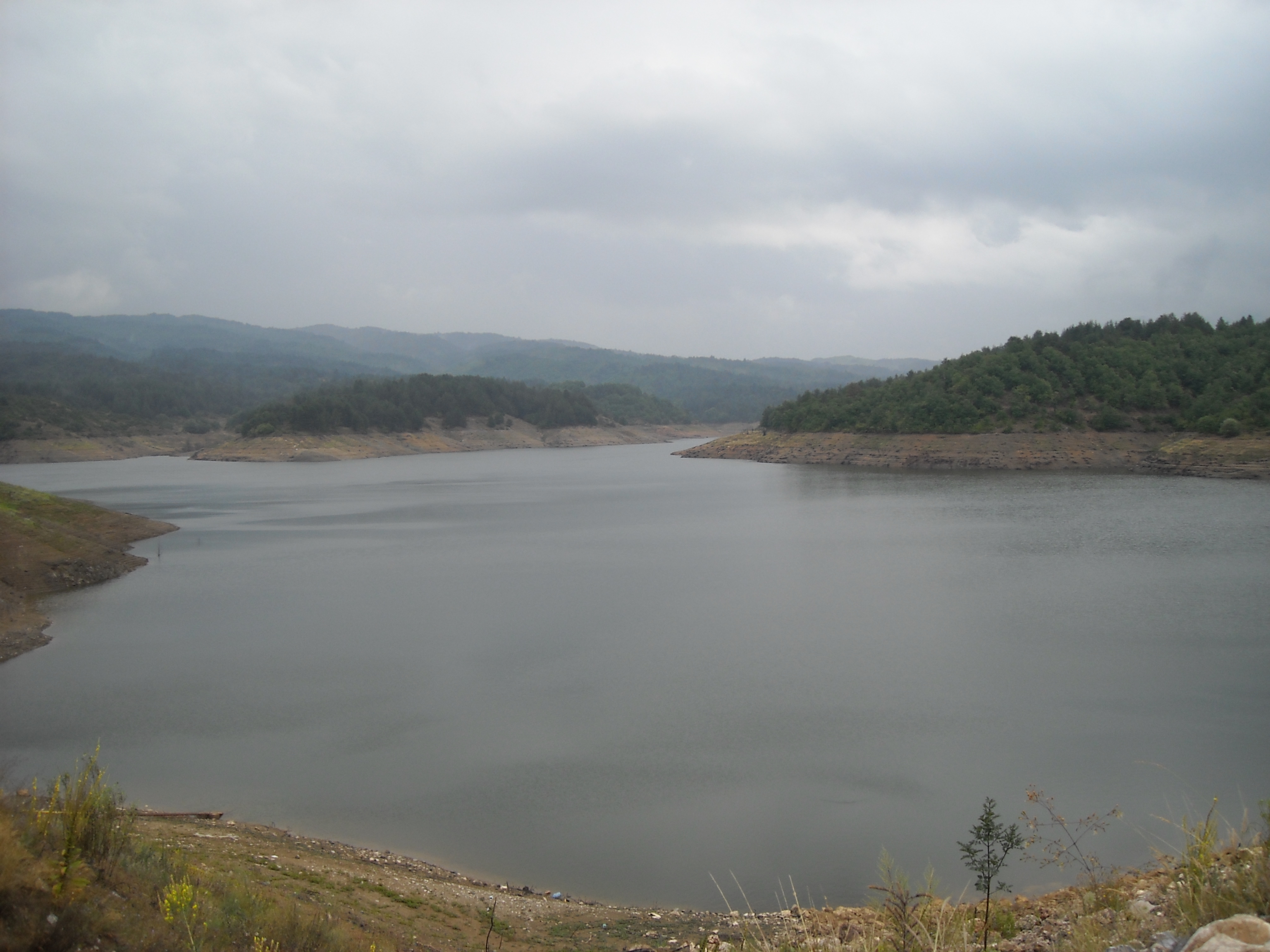
Der Thissavros-Stausee

Die Energieversorgung Griechenlands hing lange Zeit stark an Erdöl-, Kohle- und Gasimporten aus Russland, dem Iran und Saudi-Arabien. Erneuerbare Energien als Kernelement der Energiewende wurden bis etwa 2012 wenig genutzt.
Der Primärenergieverbrauch Griechenlands betrug 2010 gemäß IEA schätzungsweise 27 Mtoe (314 TWh). Davon wurden 9,2 Mtoe im Inland generiert, was einem Anteil von 34 % vom Gesamtverbrauch entsprach. Die übrigen 66 % wurden importiert. Hauptanteile des Energieimports entfielen 2010 mit über 96 % auf Mineralöl, Erdgas und Steinkohle. Vor allem wegen der Wirtschaftskrise ab 2009 sank der Energiebedarf zwischen 2006 und 2016 um 24 %; er betrug 2016 nach vorläufigen Daten von 2017 etwa 22.9 Mtoe.
Griechenlands Photovoltaikleistung wurde im Zeitraum von 2010 bis 2013 deutlich ausgebaut, von 47 MW 2009 auf 2.579 MW 2013. Griechenland nahm 2012 weltweit den dritten Platz auf der Rangliste der pro Kopf installierten Photovoltaikleistung ein, direkt hinter Deutschland und Italien. Dieser Ausbau ging in allen drei Ländern auf einen Einspeisetarif für Photovoltaikanlagen zurück. 2014 bis 2018 fand fast kein weiterer Ausbau mehr statt; Ende 2018 betrug die Gesamtleistung 2.665 MW. Photovoltaikanlagen lieferten 2018 8,2 % und 2019 8,3 % des erzeugten Stromes. Nach 2018 beschleunigte sich der Ausbau wieder, er erreichte 2022 mit einem Zubau von 1.280 MW einen Höchstwert, so dass Ende 2022 eine Photovoltaikleistung von 5.557 MW installiert war. Ende 2023 waren es 6.453 MW. Die installierte Gesamtleistung der griechischen Windkraftwerke, die Ende 2014 bei 1,98 GW lag, betrug 2019 3,58 GW, 2021 4,45 GW und Ende 2023 5,23 GW. Dementsprechend stieg auch der Anteil am griechischen Strombedarf, der durch Wind gedeckt wurde, stetig an: 2019 war er 12 %, 2021: 18 % und 2023: 20 %; für Details dazu siehe Windenergie in Griechenland.
Es gibt mehrere Wasserkraftwerke, von denen das am Kremasta-Stausee mit 437 MW das größte ist. Die Thissavros-Talsperre dient als Pumpspeicherwerk und hat eine Leistung von 384 MW.
Seit dem Beginn des russischen Überfalls auf die Ukraine sind die Energiepreise stark gestiegen. Griechenland hat seine Abhängigkeit von russischem Gas verringert, indem es verstärkt Flüssigerdgas (LNG) importiert. Außerdem hat es den Abbau von Braunkohle intensiviert. Griechenland will seine Kapazitäten zur Erzeugung von Ökostrom von etwa 10 Gigawatt auf 25 Gigawatt erhöhen.

### Wirtschaftsdaten
| Veränderung des Bruttoinlandsprodukts (BIP), real | Veränderung des Bruttoinlandsprodukts (BIP), real | Veränderung des Bruttoinlandsprodukts (BIP), real | Veränderung des Bruttoinlandsprodukts (BIP), real | Veränderung des Bruttoinlandsprodukts (BIP), real | Veränderung des Bruttoinlandsprodukts (BIP), real | Veränderung des Bruttoinlandsprodukts (BIP), real | Veränderung des Bruttoinlandsprodukts (BIP), real | Veränderung des Bruttoinlandsprodukts (BIP), real | Veränderung des Bruttoinlandsprodukts (BIP), real | Veränderung des Bruttoinlandsprodukts (BIP), real | Veränderung des Bruttoinlandsprodukts (BIP), real | Veränderung des Bruttoinlandsprodukts (BIP), real | Veränderung des Bruttoinlandsprodukts (BIP), real | Veränderung des Bruttoinlandsprodukts (BIP), real | Veränderung des Bruttoinlandsprodukts (BIP), real | Veränderung des Bruttoinlandsprodukts (BIP), real | Veränderung des Bruttoinlandsprodukts (BIP), real | Veränderung des Bruttoinlandsprodukts (BIP), real | Veränderung des Bruttoinlandsprodukts (BIP), real |
| in % gegenüber dem Vorjahr                        | in % gegenüber dem Vorjahr                        | in % gegenüber dem Vorjahr                        | in % gegenüber dem Vorjahr                        | in % gegenüber dem Vorjahr                        | in % gegenüber dem Vorjahr                        | in % gegenüber dem Vorjahr                        | in % gegenüber dem Vorjahr                        | in % gegenüber dem Vorjahr                        | in % gegenüber dem Vorjahr                        | in % gegenüber dem Vorjahr                        | in % gegenüber dem Vorjahr                        | in % gegenüber dem Vorjahr                        | in % gegenüber dem Vorjahr                        | in % gegenüber dem Vorjahr                        | in % gegenüber dem Vorjahr                        | in % gegenüber dem Vorjahr                        | in % gegenüber dem Vorjahr                        | in % gegenüber dem Vorjahr                        | in % gegenüber dem Vorjahr                        |
| ------------------------------------------------- | ------------------------------------------------- | ------------------------------------------------- | ------------------------------------------------- | ------------------------------------------------- | ------------------------------------------------- | ------------------------------------------------- | ------------------------------------------------- | ------------------------------------------------- | ------------------------------------------------- | ------------------------------------------------- | ------------------------------------------------- | ------------------------------------------------- | ------------------------------------------------- | ------------------------------------------------- | ------------------------------------------------- | ------------------------------------------------- | ------------------------------------------------- | ------------------------------------------------- | ------------------------------------------------- |
| Jahr                                              | 2005                                              | 2006                                              | 2007                                              | 2008                                              | 2009                                              | 2010                                              | 2011                                              | 2012                                              | 2013                                              | 2014                                              | 2015                                              | 2016                                              | 2017                                              | 2018                                              | 2019                                              | 2020                                              | 2021                                              | 2022                                              | 2023                                              |
| Veränderung                                       | 0,6                                               | 5,7                                               | 3,3                                               | −0,3                                              | −4,3                                              | -5,5                                              | −10,1                                             | −7,1                                              | −2,5                                              | 0,5                                               | −0,2                                              | −0,5                                              | 1,1                                               | 1,7                                               | 1,9                                               | −9,3                                              | 8,4                                               | 5,6                                               | 2,0                                               |
| Quelle: Internetseiten von Eurostat               |                                                   |                                                   |                                                   |                                                   |                                                   |                                                   |                                                   |                                                   |                                                   |                                                   |                                                   |                                                   |                                                   |                                                   |                                                   |                                                   |                                                   |                                                   |                                                   |

| Jahr                                                                              | 2005 | 2006 | 2007 | 2008 | 2009 | 2010 | 2011 | 2012 | 2013 | 2014 | 2015 | 2016 | 2017 | 2018 | 2019 | 2020 | 2021 | 2022 | 2023 |
| BIP                                                                               | 199  | 218  | 233  | 242  | 238  | 226  | 207  | 191  | 180  | 178  | 176  | 174  | 177  | 180  | 183  | 165  | 182  | 207  | 220  |
|                                                                                   |      |      |      |      |      |      |      |      |      |      |      |      |      |      |      |      |      |      |      |
| je Einwohner (in Tsd. Euro)                                                       |      |      |      |      |      |      |      |      |      |      |      |      |      |      |      |      |      |      |      |
| Jahr                                                                              | 2005 | 2006 | 2007 | 2008 | 2009 | 2010 | 2011 | 2012 | 2013 | 2014 | 2015 | 2016 | 2017 | 2018 | 2019 | 2020 | 2021 | 2022 | 2023 |
| BIP                                                                               | 18,1 | 19,8 | 21,1 | 21,8 | 21,4 | 20,3 | 18,6 | 17,3 | 16,5 | 16,3 | 16,3 | 16,2 | 16,5 | 16,7 | 17,1 | 15,4 | 17,1 | 19,7 | 20,9 |
| Quelle: Internetseiten von Eurostat, Tabelle Bruttoinlandsprodukt zu Marktpreisen |      |      |      |      |      |      |      |      |      |      |      |      |      |      |      |      |      |      |      |

| Entwicklung der Inflationsrate | Entwicklung der Inflationsrate | Entwicklung der Inflationsrate | Entwicklung der Inflationsrate | Entwicklung der Inflationsrate | Entwicklung der Inflationsrate | Entwicklung der Inflationsrate | Entwicklung der Inflationsrate | Entwicklung der Inflationsrate | Entwicklung der Inflationsrate | Entwicklung der Inflationsrate | Entwicklung der Inflationsrate | Entwicklung der Inflationsrate | Entwicklung der Inflationsrate |
| in % gegenüber dem Vorjahr | in % gegenüber dem Vorjahr     | in % gegenüber dem Vorjahr     | in % gegenüber dem Vorjahr     | in % gegenüber dem Vorjahr     | in % gegenüber dem Vorjahr     | in % gegenüber dem Vorjahr     | in % gegenüber dem Vorjahr     | in % gegenüber dem Vorjahr     | in % gegenüber dem Vorjahr     | in % gegenüber dem Vorjahr     | in % gegenüber dem Vorjahr     | in % gegenüber dem Vorjahr     | in % gegenüber dem Vorjahr     |
| --- | ------------------------------ | ------------------------------ | ------------------------------ | ------------------------------ | ------------------------------ | ------------------------------ | ------------------------------ | ------------------------------ | ------------------------------ | ------------------------------ | ------------------------------ | ------------------------------ | ------------------------------ |
| Jahr | 2011                           | 2012                           | 2013                           | 2014                           | 2015                           | 2016                           | 2017                           | 2018                           | 2019                           | 2020                           | 2021                           | 2022                           | 2023                           |
| Inflationsrate | 3,1                            | 1,0                            | −0,9                           | −1,4                           | −1,1                           | 0,0                            | 1,1                            | 0,8                            | 0,5                            | −1,3                           | 0,6                            | 9,3                            | 4,2                            |
| Quelle: Internetseiten von Eurostat; Tabelle Harmonisierter Verbraucherpreisindex, jährliche Veränderungsrate des Jahresdurchschnitts. |                                |                                |                                |                                |                                |                                |                                |                                |                                |                                |                                |                                |                                |

Von 2013 bis 2015 war die Inflationsrate negativ (deflationär).

Öffentliche Schulden Griechenlands verglichen mit der Eurozone

| in Mrd. US-Dollar und seine Veränderung gegenüber dem Vorjahr in Prozent | in Mrd. US-Dollar und seine Veränderung gegenüber dem Vorjahr in Prozent | in Mrd. US-Dollar und seine Veränderung gegenüber dem Vorjahr in Prozent | in Mrd. US-Dollar und seine Veränderung gegenüber dem Vorjahr in Prozent | in Mrd. US-Dollar und seine Veränderung gegenüber dem Vorjahr in Prozent | in Mrd. US-Dollar und seine Veränderung gegenüber dem Vorjahr in Prozent | in Mrd. US-Dollar und seine Veränderung gegenüber dem Vorjahr in Prozent |
| ------------------------------------------------------------------------ | ------------------------------------------------------------------------ | ------------------------------------------------------------------------ | ------------------------------------------------------------------------ | ------------------------------------------------------------------------ | ------------------------------------------------------------------------ | ------------------------------------------------------------------------ |
|                                                                          | 2019                                                                     | 2019                                                                     | 2020                                                                     | 2020                                                                     | 2021                                                                     | 2021                                                                     |
| Mrd. $                                                                   | % gg. Vj.                                                                | Mrd. $                                                                   | % gg. Vj.                                                                | Mrd. $                                                                   | % gg.Vj.                                                                 |                                                                          |
| Einfuhr                                                                  | 62,2                                                                     | −4,5                                                                     | 55,5                                                                     | −10,7                                                                    | 74,0                                                                     | + 33,3                                                                   |
| Ausfuhr                                                                  | 37,9                                                                     | −4,1                                                                     | 35,1                                                                     | −7,4                                                                     | 46,5                                                                     | + 32,5                                                                   |
| Saldo                                                                    | −24,3                                                                    |                                                                          | −20,5                                                                    |                                                                          | −27,6                                                                    |                                                                          |

| Ausfuhr (in %) nach | Ausfuhr (in %) nach | Einfuhr (in %) von  | Einfuhr (in %) von |
| ------------------- | ------------------- | ------------------- | ------------------ |
| Italien             | 9,9                 | Deutschland         | 10,9               |
| Deutschland         | 7,3                 | Italien             | 8,2                |
| Republik Zypern     | 6,0                 | Volksrepublik China | 8,0                |
| Türkei              | 5,2                 | Russland            | 6,9                |
| Bulgarien           | 4,7                 | Irak                | 6,6                |
| Frankreich          | 4,7                 | Niederlande         | 5,6                |
| Vereinigte Staaten  | 4,1                 | Frankreich          | 4,1                |
| sonstige Staaten    | 58,1                | sonstige Staaten    | 49,7               |
| Quelle: GTAI        |                     |                     |                    |

### Staatshaushalt
2013 verbuchte Griechenland rund 81,5 Milliarden Euro an Staatseinnahmen. Demgegenüber standen Staatsausgaben in Höhe von etwa 86,2 Milliarden Euro. Das Staatsdefizit belief sich auf etwa 4,7 Milliarden Euro beziehungsweise 2,6 % des BIP. Der Schuldenstand des Staates beläuft sich per Ende 2019 auf 180,92 % des BIP.
Infolge der internationalen Finanzkrise, die 2007 ihren Ausgang genommen hat, stieg die Verschuldung des griechischen öffentlichen Haushalts massiv an. Die damalige griechische Regierung gab umfangreiche Garantien für die Banken und unterstützte die Geldhäuser mit neuem Eigenkapital. Diese Rettungspakete machten die Bank-Risiken zu Staatsrisiken, dies führte nach einer EZB-Studie bei den Staatsanleihen zu höheren Risikoprämien.
Griechenland verfügte im 3. Quartal 2020 über 113,84 Tonnen Goldreserven. Bei einem Preis von 1516 Euro je Feinunze (Stand 12. Januar 2021) entsprechen diese einem Wert von ca. 5,553 Milliarden Euro.
2020 betrug der Anteil der Staatsausgaben (in % des BIP) folgender Bereiche:
- Gesundheit: 9,5 %
- Bildung: 4,4 % (Schätzung)
- Militär: 3,1 % (2024)

### Schattenwirtschaft
Ein allgemeines Problem in Griechenland sind Klientelpolitik, Korruption und Schattenwirtschaft. Letztere ist mit jährlich 3900 Euro pro Kopf der Bevölkerung knapp über dem EU-Durchschnitt von 3700 Euro (Deutschland: 4400 Euro Schattenwirtschaft pro Kopf und Jahr). Steuerhinterziehung ist verbreitet. Wegen des hohen Anteils an Selbständigen (rund ein Drittel) ist die Steuerhinterziehung pro Selbständiger im EU-Vergleich nur gering. Andererseits liegt die Zahl der Finanzbeamten deutlich unter dem OECD-Durchschnitt, so dass keine effektive Kontrolle der Unternehmen möglich ist. Griechenland verfügt EU-weit über die kleinste öffentliche Verwaltung (OECD 2011).

### Griechische Staatsschuldenkrise

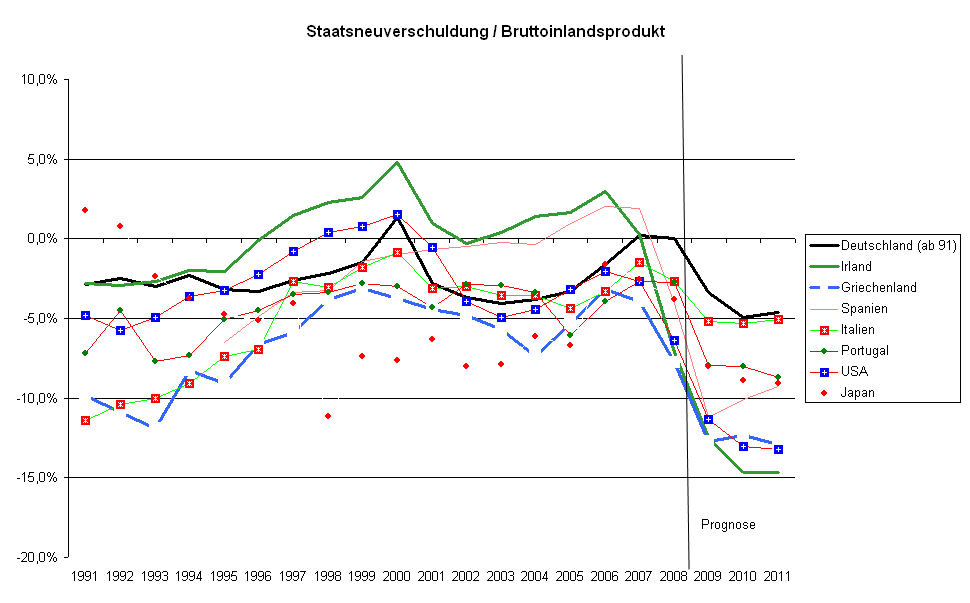
Finanzierungssaldo des Staates in % des Bruttoinlandsprodukts (nach Ameco-Daten)

#### Ausgangslage
2007 lagen die effektiven Steuern auf Einkommen aus Gewinnen und Vermögen in Griechenland bei 15,9 %. In Deutschland lag der Satz bei 24,4 %, den Höchstwert in der EU gab es zu dem Zeitpunkt im Vereinigten Königreich mit 42,7 %. Außerdem ist der Anteil der Militärausgaben am BIP mit ca. 4 % (= 9,5 Milliarden Euro) deutlich höher als der anderer europäischer Staaten. Dagegen entsprechen 2009 die Pro-Kopf-Militärausgaben Griechenlands mit 860 Euro dem Mittelwert in der EURO-Zone.
Griechenland ist, gemessen an der Gesamtverschuldung im Verhältnis zum Bruttoinlandsprodukt, das am höchsten verschuldete Mitgliedsland der Europäischen Union.
| Jahr | 2002     | 2003    | 2004    | 2005    | 2006    | 2007    | 2008    | 2009     | 2010     | 2011    | 2012    |
| Staatsverschuldung                                                                                           | 101,7 %  | 97,4 %  | 98,6 %  | 100,0 % | 106,1 % | 107,4 % | 112,9 % | 129,7 %  | 148,3 %  | 170,3 % | 157,2 % |
| Haushaltssaldo                                                                                               | − 4,8 %  | − 5,6 % | − 7,5 % | − 5,2 % | − 5,7 % | − 6,5 % | − 9,8 % | − 15,7 % | − 10,9 % | − 9,6 % | − 8,9 % |
| |          |         |         |         |         |         |         |          |          |         |         |
| Jahr | 2013     | 2014    | 2015    | 2016    | 2017    | 2018    | 2019    | 2020     | 2021     | 2022    | 2023    |
| Staatsverschuldung                                                                                           | 175,1 %  | 177,1 % | 176,8 % | 180,3 % | 179,5 % | 186,4 % | 180,7 % | 206,3 %  | 194,6 %  | 171,3 % | 161,9 % |
| Haushaltssaldo                                                                                               | − 13,2 % | − 3,5 % | − 5,9 % | + 0,2 % | + 0,6 % | + 0,9 % | + 0,9 % | − 10,1 % | − 7,1 %  | − 2,5 % | − 1,6 % |
| Quelle: Eurostat, Tabelle Öffentlicher Bruttoschuldenstand, Eurostat, Tabelle Defizit/Überschuss des Staates |          |         |         |         |         |         |         |          |          |         |         |

#### Entwicklung 2009 und 2010
Die Regierung Papandreou musste Ende November 2009 ein drohendes Staatsdefizit von 12,7 % (nach 7,7 % 2008) des Bruttoinlandsproduktes feststellen. Darüber hinaus drohte im Haushaltsjahr 2010 ein Schuldenstand von 121 % des Bruttoinlandsproduktes (nach den EU-Konvergenzkriterien sind maximal 60 % erlaubt, was allerdings unter dem Einfluss der Finanzkrise ab 2007 damals nur wenige Länder der EU schafften). Bei Ländern wie Griechenland kommt erschwerend hinzu, dass die Wirtschaft hoch im Ausland verschuldet ist. Per Saldo (Vermögen abzüglich Schulden) war die griechische Wirtschaft 2008 mit rund 76 % des Bruttoinlandsprodukts im Ausland verschuldet (nach Portugal mit 99 % und Spanien mit 81 %).
Der Vorsitzende des EU-Finanzministerrates Anders Borg schätzte bereits zum Jahreswechsel 2009/2010 die Finanzlage in Griechenland als dramatisch ein. Am 3. Februar 2010 beschloss die EU-Kommission, den griechischen Haushalt unter EU-Kontrolle zu stellen. Die Regierung in Athen erhielt die Auflage, alle zwei bis drei Monate in Brüssel über ihre Einsparungserfolge Bericht zu erstatten. Jean-Paul Fitoussi, Ökonom und Wirtschaftsberater des französischen Staatspräsidenten, verwies hingegen darauf, dass Griechenland nur 3 % der Eurozone ausmache.
Nach einem Bericht der New York Times vom Februar 2010 haben US-Banken wie Goldman Sachs und JP Morgan Griechenland in den letzten zehn Jahren dabei geholfen, das Ausmaß seiner Staatsverschuldung zu verschleiern. So seien neu aufgenommene Kredite als Währungsgeschäfte verbucht worden. Im Gegenzug seien künftig zu erwartende Einnahmen, zum Beispiel aus Flughafengebühren und Lotteriegewinnen, abgetreten worden. Es stellte sich im Nachhinein heraus, dass der Beitritt Griechenlands zur Eurozone 2001 auf der Basis geschönter Angaben der Regierung, insbesondere unter Verschleierung des hohen Staatsdefizits, erfolgt war.
Am 11. April 2010 einigen sich die Finanzminister der Eurogruppe auf Einzelheiten eines dreijährigen Hilfspaketes: Es soll im ersten Jahr ein Volumen von 45 Milliarden Euro haben, zwei Drittel übernehmen die Euromitglieder. Der deutsche Beitrag für 2010 wird von der Bundesregierung auf 8,4 Milliarden Euro beziffert. Das Problem der griechischen Finanzkrise verschärfte sich im April 2010 wegen eines erheblichen Kursanstieges im Handel von Credit Default Swaps (durch einen Massenaufkauf von mehreren Großbanken), die als Versicherung gegen den Ausfall von griechischen Staatsanleihen dienen. Die Ratingagentur Standard & Poor’s bewertete die Bonität Griechenlands mit BB+/B, Moody’s mit A3 und Fitch Ratings mit BBB- (Stand 27. April 2010). Am 14. Juni 2010 senkte auch Moody’s das Rating für griechische Staatsanleihen auf Ba1 und somit auf „Ramschniveau“.
Nachdem die Zinsen für zehnjährige Staatsanleihen im April 2010 auf über 8,5 % angestiegen waren, musste die griechische Regierung am 23. April 2010 vor dem Druck der Finanzmärkte kapitulieren und um ausländische Finanzhilfen mit dem Ziel ersuchen, eine Insolvenz abzuwenden. In der Nacht zum 10. Mai 2010 einigten sich die EU und der IWF auf Kredite in Höhe von 110 Mrd. Euro zur Stützung der besonders betroffenen europäischen PIIGS-Staaten, zu denen auch Griechenland gezählt wird. Die Sinnhaftigkeit dieser Maßnahmen wird unter Fachleuten kontrovers diskutiert. EZB und andere EU-Staaten kauften außerdem griechische Staatsschulden von Banken und Fonds im Umfang von rund 100 Milliarden Euro (bis Juli 2011) auf.

#### Maßnahmen 2010 und die Entwicklung bis 2015

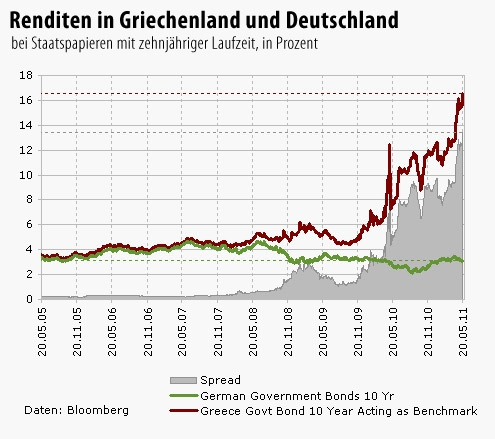

Am 3. März 2010 wurde eine Erhöhung der Mehrwertsteuer auf 21 % beschlossen, die am 15. März 2010 in Kraft gesetzt wurde. Gleichzeitig wurden alle Gehälter der öffentlichen Angestellten gekürzt. Dadurch sollen jährlich 4,8 Milliarden Euro eingespart werden. Am 2. Mai 2010 beschloss die griechische Regierung ein mit IWF und EU ausgehandeltes Maßnahmenpaket. Bis 2013 sollen unter anderem durch Abbau von Verwaltungen und Gehaltssenkungen etwa 30 Milliarden Euro gekürzt werden: Tags danach starben bei gewaltsamen Protesten in der Athener Innenstadt 3 Menschen. Am 12. Mai 2010 erhält Griechenland vom IWF die ersten 5,5 Milliarden Euro aus dem Rettungspaket. Die großen Gewerkschaften kündigen einen weiteren Generalstreik an. Am 1. Juli 2010 trat eine erneute Mehrwertsteuererhöhung auf 23 % in Kraft.
Insgesamt wurden mit der griechischen Austeritätspolitik die Staatsausgaben zunächst um zehn Prozent zurückgefahren und das staatliche Haushaltsdefizit nahm bis August 2010 zunächst ab. Im Gegenzug nahmen jedoch die Haushaltsdefizite bzw. Insolvenzen im privaten Bereich wie auch die Anzahl der Arbeitslosen zu. Die Investitionen, das BIP und somit auch die darauf beruhenden Steuereinnahmen sind zurückgegangen.
Am 7. März 2011 stufte die Ratingagentur Moody’s die Bonität Griechenlands weiter um drei Noten von „Ba1“ auf „B1“ zurück. Am 30. März 2011 senkte auch Standard & Poor’s erneut die Bonitätsnote von BB+ auf BB-. Am 20. Mai 2011 folgte die Senkung des Fitch-Ratings von BB+ auf B+
Das griechische Parlament stimmte auf Forderung von EU und IWF dem dritten Kürzungspaket der Regierung am 29. Juni 2011 zu. Bis 2015 will die griechische Regierung damit weiter rund 78 Milliarden Euro Ausgaben kürzen bzw. zusätzlich einnehmen (rund 28 Milliarden Euro durch Leistungskürzungen und Steuererhöhungen, 50 Milliarden durch Privatisierungen und Verkauf staatlicher Immobilien). 2010 und 2011 wurden Steuererhöhungen und Ausgabenkürzungen im Volumen von 20 Prozent der Wirtschaftsleistung vorgenommen. Von 2009 bis 2013 wurden die Sozialleistungen um 26 Prozent gesenkt.
Fitch kritisierte jedoch die Maßnahmen der Europäischen Union (EU) sowie des Internationalen Währungsfonds (IWF) als unglaubwürdig und stufte am 13. Juli 2011 die Kreditwürdigkeit von B+ auf CCC ab. Die beiden anderen Ratingagenturen Standard & Poor’s ('CCC') und Moody’s (Caa1) hatten schon im Vorfeld ihre Note auf ein vergleichbares Niveau reduziert. Der absolute Tiefpunkt wurde am 22. Februar 2012 erreicht: „Das Emittentenausfallrating wurde auf C von CCC gesenkt, worin die Einschätzung zum Ausdruck kommt, dass ein Zahlungsausfall in naher Zukunft sehr wahrscheinlich ist“, teilte Fitch mit. Bis 2014 verbesserten sich die Bewertungen auf B (S&P und Fitch) bzw. Caa1 (Moody's). Schon im Vorfeld der Parlamentswahl im Januar 2015 wurde Griechenland allerdings wieder herabgestuft, bis am 29. Juni nach monatelangen Konflikten zwischen dem frisch gewählten linkspopulistischen Ministerpräsident Alexis Tsipras und den internationalen Geldgebern ein neues Negativum erreicht wurde (S&P 'CCC–', Moody’s 'Caa2', Fitch 'CCC').
Nach Verhandlungen um ein drittes Hilfspaket und angekündigten weiteren Sparmaßnahmen wurde Griechenland wieder heraufgestuft.
Am 3. Juli wurde Griechenland von der Europäischen Finanzstabilisierungsfazilität (EFSF) nach Zahlungsausfällen für insolvent erklärt.
Am 14. August stimmte das griechische Parlament einem dritten Hilfspaket mit einem Volumen von 84 Mrd. Euro zu.

#### Auslaufen der Kreditprogramme und weitere Entwicklung nach 2018
Am 20. August 2018 lief das letzte der drei internationalen Hilfsprogramme für Griechenland aus. Die Staatsverschuldung war bei 180 % des Bruttoinlandsprodukts jedoch noch immer sehr hoch.
Im Januar 2019 gab Griechenland erstmals seit Ende der Hilfsprogramme wieder fünfjährige Staatsanleihen aus, die mit einem Zinssatz von 3,6 % auf dem niedrigsten Wert seit über zwölf Jahren lagen; im März erstmals seit 2010 wieder zehnjährige Staatsanleihen.
Bei der Parlamentswahl am 7. Juli 2019 erhielt die ND 158 der 300 Sitze im Parlament. Kyriakos Mitsotakis wurde zum Ministerpräsidenten gewählt. Der Indikator der wirtschaftlichen Einschätzung (IFE) lag im Juli 2019 trotz einer weiterhin schwierigen wirtschaftlichen Situation mit geringen Wachstumsaussichten erstmals über dem Durchschnittswert der 19 Euro-Staaten und auf dem höchsten Stand seit 2008. Mitsotakis hatte angekündigt, das Land innerhalb von 18 Monaten auf das Niveau eines investitionswürdigen Schuldners zu führen. Er kündigte auch Steuersenkungen und eine Verwaltungsreform an. Die Rendite der zehnjährigen Staatsanleihen fiel zum ersten Mal seit Einführung des Euro auf unter 2 %. Am 26. August 2019 schaffte Mitsotakis die 2015 eingeführten Kapitalverkehrskontrollen ab.
Am 11. April 2022 zahlte Griechenland seine gesamten Schulden beim Internationalen Währungsfonds (IWF) – 1,85 Milliarden Euro Notkredite – zurück, fast zwei Jahre früher als geplant.

## Verkehr und Infrastruktur

### Personenschifffahrt

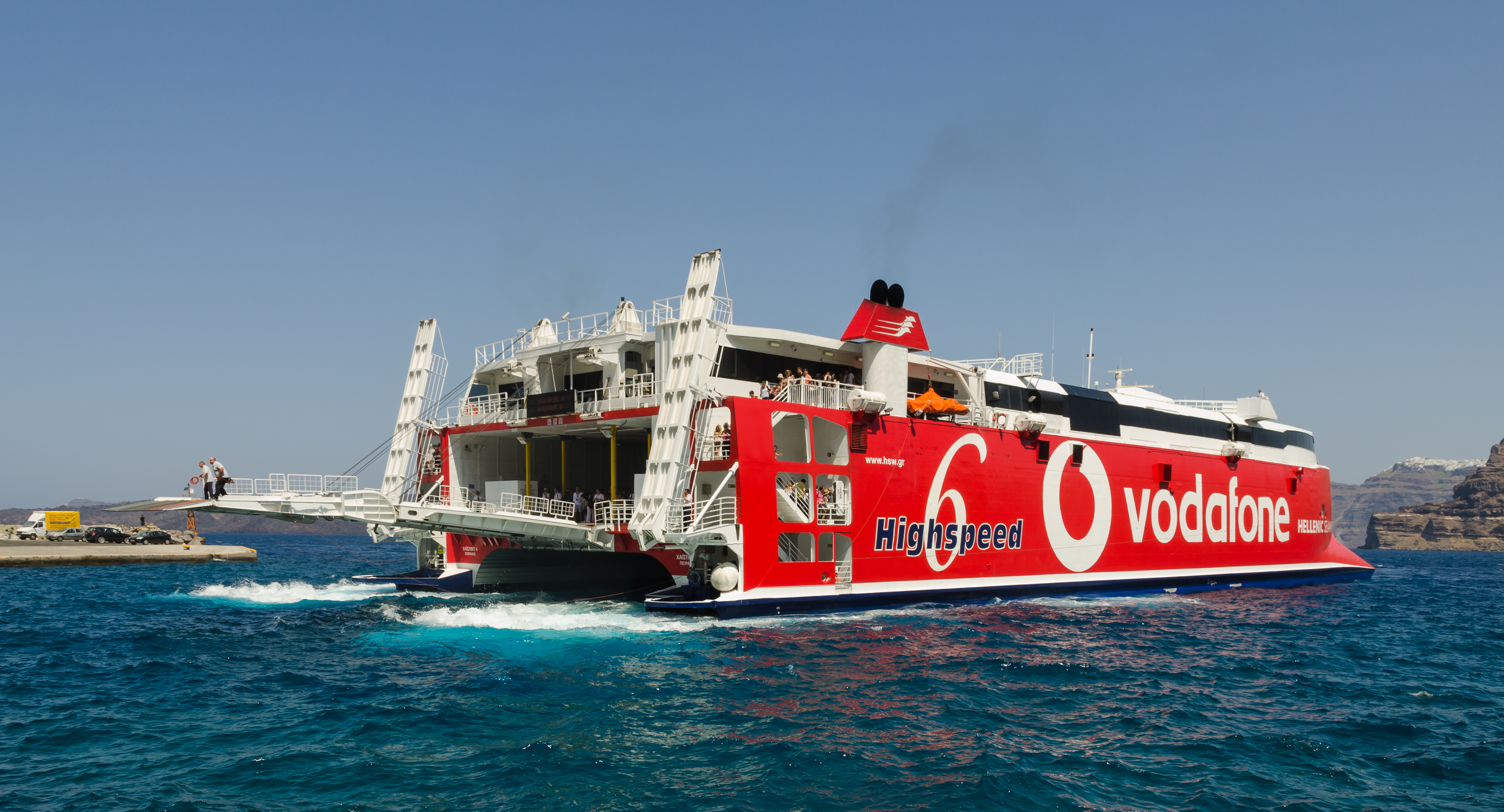
Katamaran-Schnellfähre bei Santorin

Neben der traditionell großen Bedeutung der Handelsschifffahrt für die Wirtschaft Griechenlands, kommt aufgrund der langen Küstenlinie und dem Inselreichtum auch der Personenschifffahrt eine besondere Bedeutung zu.
Aufgrund seiner Nähe zu Athen ist der wichtigste Hafen für Inlandsverbindungen nach wie vor Piräus, jedoch nimmt die Bedeutung des Hafens Rafina zu, der auch über Ausbaumöglichkeiten verfügt. Fährschiffe verkehren zu allen größeren Inseln und von dort zu benachbarten kleineren.
Für die Fernverbindungen nach Italien sind die Häfen Igoumenitsa (für den Westen und Norden des Landes) sowie Patras auf dem Peloponnes (für den Süden des Landes) von Bedeutung.
Im Bereich des Wassersports gelten aufgrund der EU-Außengrenze zwischen Griechenland und der Türkei besondere Rahmenbedingungen für den Verkehr zwischen den Ländergrenzen beider Staaten. Werden Boote privat verwendet (Tourismus), um in das jeweils andere Land zu verkehren, muss dort eine Einklarierung in einem Port of Entry erfolgen. Eine Besonderheit besteht für Boote unter griechischer Flagge, da diese nach Einklarierung in einem türkischen Hafen sowohl die maritime Infrastruktur des Landes wie auch das küstennahe Gebiet wieder verlassen müssen. Auf der anderen Seite stehen einige Häfen Griechenlands zudem aufgrund der Problematik des Menschenschmuggels nach Italien unter besonderer behördlicher Beobachtung.

### Straßenverkehr

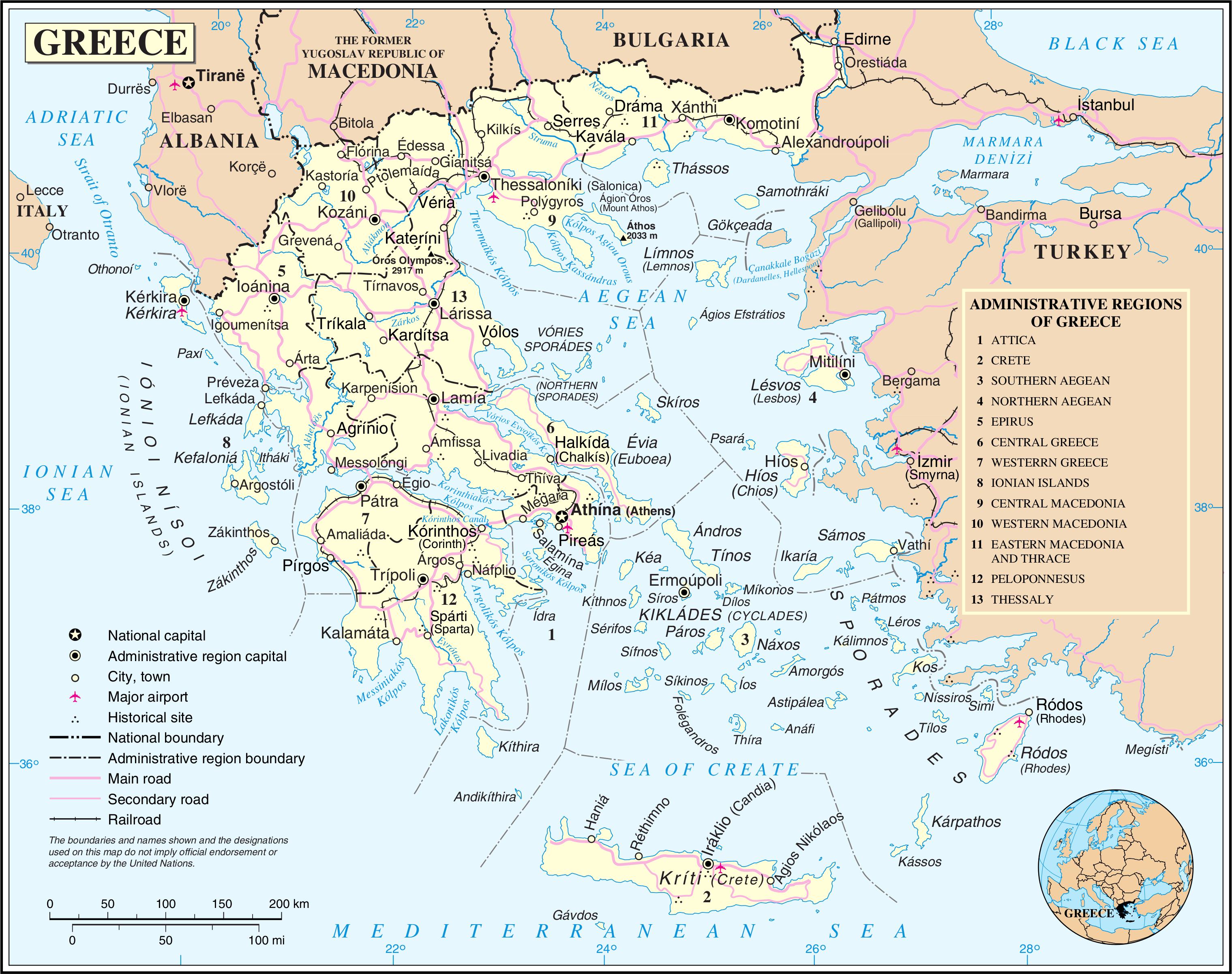
Karte mit eingezeichneter Infrastruktur

Nationalstraßen sind in blau ausgeschildert und in der Schriftart Transport, Autobahnen sind grün ausgeschildert und vornehmlich in der Schriftart DIN 1451. Der Autobahnbau in Griechenland wird über Mautgebühren finanziert, einige wurden privat finanziert und werden erst nach einigen Jahrzehnten in Staatseigentum übergehen.
Während seit den 1960er-Jahren vor allem die Nationalstraßen ausgebaut (und teilweise neu geführt) wurden, entschloss man sich ab den späten 1980er-Jahren aufgrund der fortschreitenden Motorisierung die griechischen Autobahnen auszubauen (bis dahin waren nur einige Nationalstraßen als Autobahn ausgebaut ohne separat ausgeschildert zu werden). Damals waren die öffentlichen und genossenschaftlichen Verkehrsmittel mit ca. 70 % am Gesamtverkehr beteiligt. Die Magistrale Korinth-Athen-Thessaloniki wurde sechsspurig ausgebaut und bei Athen mit der Spange Attiki Odos umfahren. 2010 wurde die Egnatia Odos (A2) fertig gestellt. Gegenwärtig entstehen die Lückenschließung der Autobahn Patras-Korinth (Olympia Odos) als PPP-Projekt sowie die Ionia Odos (A5) im Westen des Landes.
Die regionalen KTEL-Genossenschaften betreiben ein Netz aus Fernverbindungen mit Überlandbussen, ebenso den Nahverkehr in kleinen Städten und auf dem Land.

### Eisenbahnverkehr

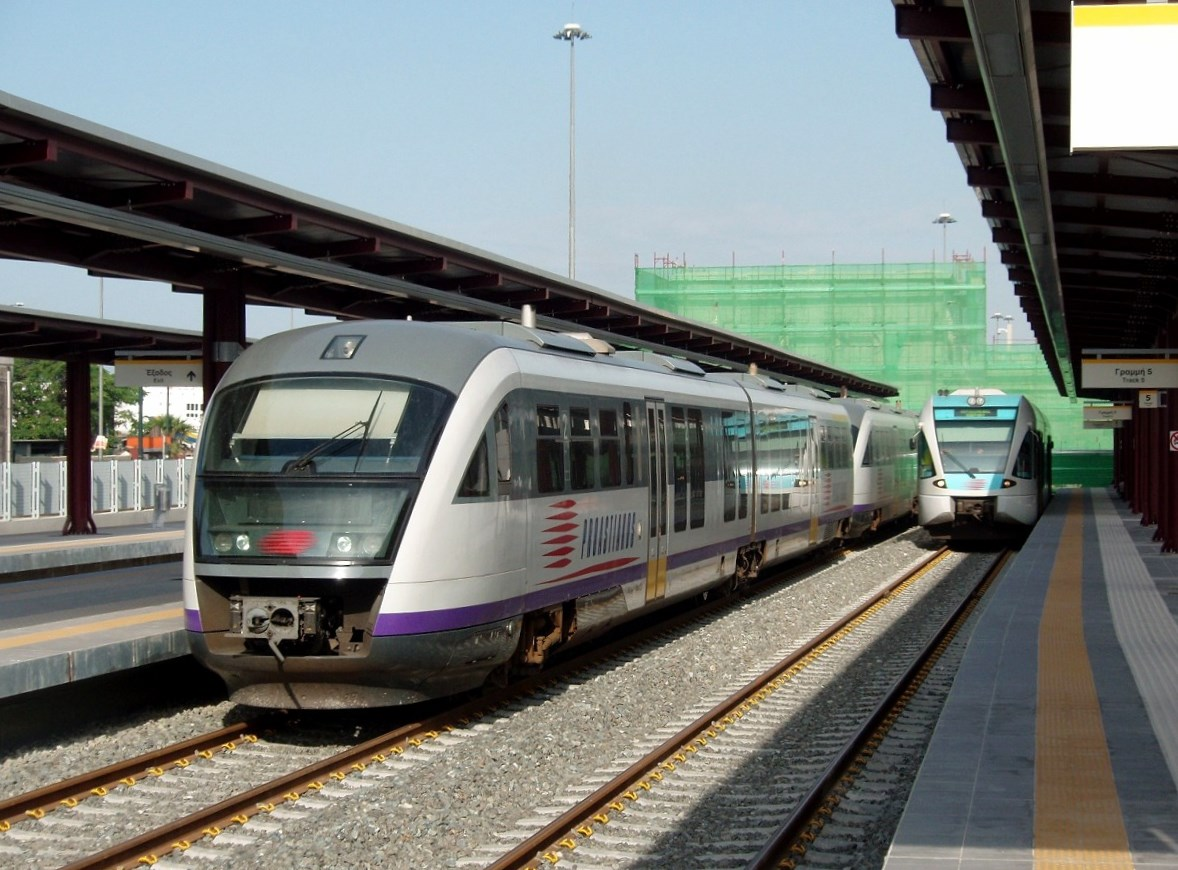
Proastiakos-Triebwagen in Piräus

Das Eisenbahnnetz der Griechischen Eisenbahngesellschaft OSE hat aufgrund der Topografie (Gebirge und viele Inseln) eine weitaus geringere Bedeutung als beispielsweise in Mitteleuropa. Es besteht aus einem regelspurigen Hauptnetz, einem meterspurigen Netz auf dem Peloponnes, der Zahnradbahn von Diakopto nach Kalavrita mit einer Spurweite von 750 mm und der Pilionbahn mit einer Spurweite von 600 mm, auf der in zwei Abschnitten Museumsbetrieb stattfindet.
Es ist in großen Abschnitten eingleisig und in den vergangenen Jahrzehnten stark vernachlässigt worden. In den 1990er-Jahren wurde mit Modernisierungsarbeiten begonnen, insbesondere auf der Bahnstrecke Piräus–Thessaloniki, unter anderem die Modernisierung des Bahnhofs Athen, und 2004 wurde die Athener S-Bahn (Proastiakos) eröffnet. Dies führte zu einem beträchtlichen Anstieg der Beförderungszahlen. Auf der Strecke Athen–Thessaloniki ist die Bahn mittlerweile das schnellste Landverkehrsmittel.
Das schmalspurige Netz auf dem Peloponnes befindet sich in einem schlechten Zustand und wird etappenweise durch ein regelspuriges mit neuer Trassenführung ersetzt. Der Anschluss von Athen bis Kiato ist fertiggestellt, der Bau der Verlängerung nach Rododafni sollte Ende 2016 abgeschlossen sein, ist aber aktuell (2022) noch nicht in Betrieb. Die restlichen Teile sind derzeit außer Betrieb.
Internationale Direktverbindungen bestanden bis zum Zeitpunkt ihrer allgemeinen Einstellung im Februar 2011 zwischen Thessaloniki und folgenden Städten: Belgrad, Budapest, Bukarest, Istanbul, Ljubljana, Skopje, Sofia, Svilengrad und Zagreb. Seit Mai 2014 wurden wieder die internationalen Direktverbindungen von Thessaloniki nach Sofia einerseits und andererseits via Skopje nach Belgrad (dort Anschluss nach Budapest) aufgenommen. Das nordwestliche Landesinnere ist nicht vom Eisenbahnnetz erschlossen.
Der griechische Schienengüterverkehr hat eine Transportleistung von jährlich 555 Millionen Tonnenkilometern und hat damit einen Anteil am Modal Split von nur 3 %.
Im Februar 2023 ereignete sich auf der Bahnstrecke Athen und Thessaloniki der Eisenbahnunfall von Tembi, bei dem 57 Menschen starben, als schwerstes Zugunglück des griechischen Eisenbahnverkehrs. Massive Proteste fanden danach statt.

### Luftverkehr

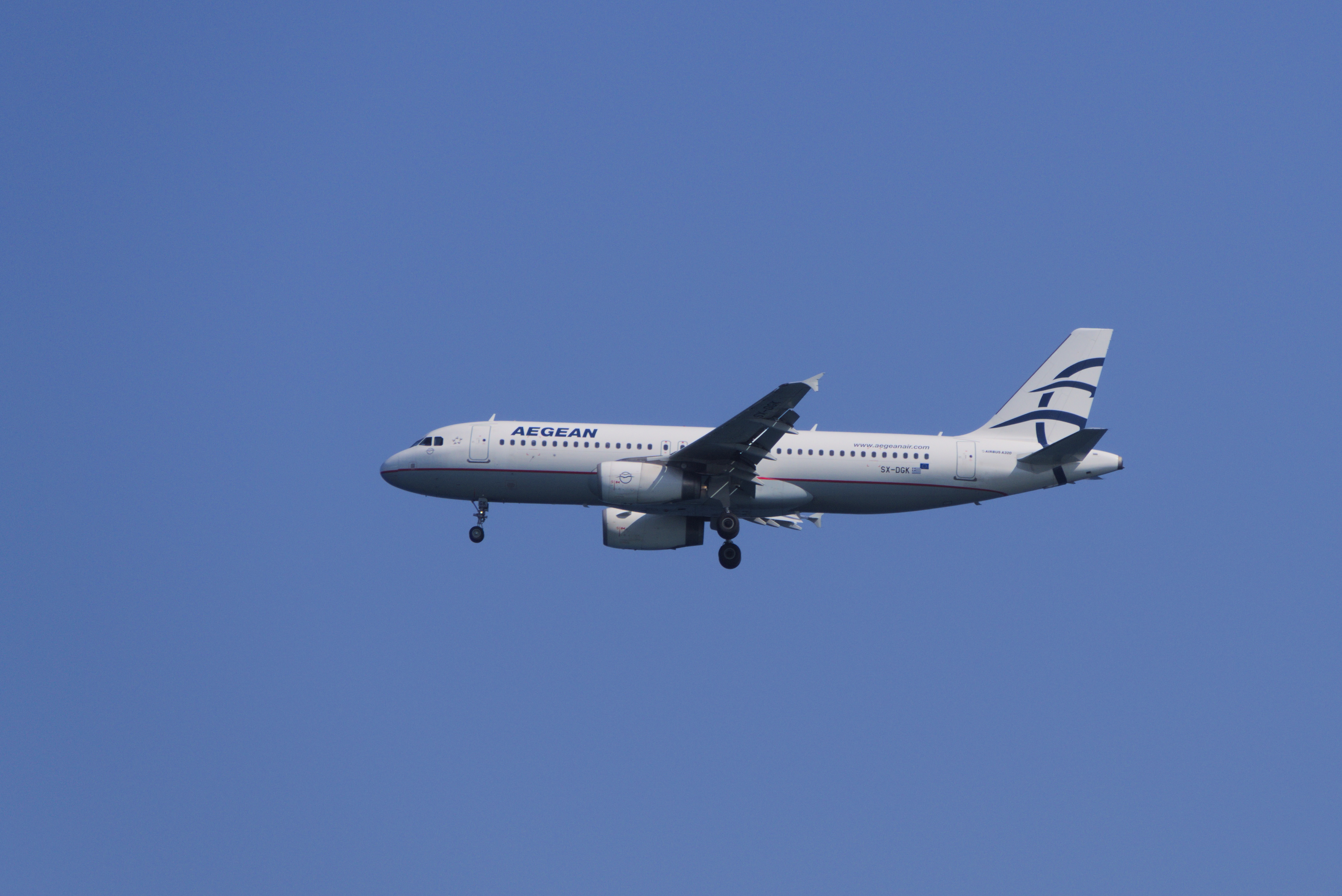
Ein Airbus A320 von Aegean Airlines

Von den etwa 40 griechischen zivilen Flughäfen bieten etwa 15 internationale Flugverbindungen an. Größter und wichtigster Flughafen ist der Flughafen Athen-Eleftherios Venizelos. Neben dem Flughafen Thessaloniki-Makedonia haben die vor allem dem Tourismus dienenden Flughäfen Iraklio, Rhodos, Kos, Korfu, Chania und Flughafen Zakynthos erhebliche Bedeutung. Die griechischen Fluggesellschaften Olympic Air und Aegean Airlines sowie zahlreiche ausländische Fluggesellschaften bedienen von Athen und Thessaloniki aus ein dichtes Netz an Verbindungen innerhalb Griechenlands und fliegen darüber hinaus zahlreiche europäische Metropolen wie beispielsweise London, Madrid, Paris, Rom und Wien an.

### Feuerwehr
In der Feuerwehr in Griechenland waren im Jahr 2019 rund 13.700 Berufs- und rund 2.100 freiwillige Feuerwehrleute organisiert, die in 285 Feuerwachen und Feuerwehrhäusern, in denen 2.021 Löschfahrzeuge und 110 Drehleitern bzw. Teleskopmasten bereitstehen, tätig sind. Der Frauenanteil beträgt 12 %. In den Jugendfeuerwehren sind 406 Kinder und Jugendliche organisiert. Die griechischen Feuerwehren wurden im selben Jahr zu 72.545 Einsätzen alarmiert, dabei waren 27.784 Brände zu löschen. Hierbei wurden 21 Tote von den Feuerwehren bei Bränden geborgen und 36 Verletzte gerettet. Der nationale Feuerwehrverband Αρχηγείο Πυροσβεστικού Σώματος repräsentiert die griechische Feuerwehr im Weltfeuerwehrverband CTIF.
Neben der staatlich organisierten Feuerwehr gibt es die Vereinigung der Volontäre (ESEPA) vergleichbar mit der Freiwilligen Feuerwehr in Deutschland. Die geringe Bevölkerungsdichte und die vielen Inseln wirken sich fatal bei Waldbränden im Sommer aus, die oft mit grob fahrlässigem Abflämmen der abgeernteten Felder begünstigt durch die heißen Wüstenwinde aus der Sahelzone ausgelöst werden. Die griechischen Luftstreitkräfte verfügen über die größte Flotte von Feuerlöschflugzeugen in der Europäischen Union.

## Kultur

### Sprache

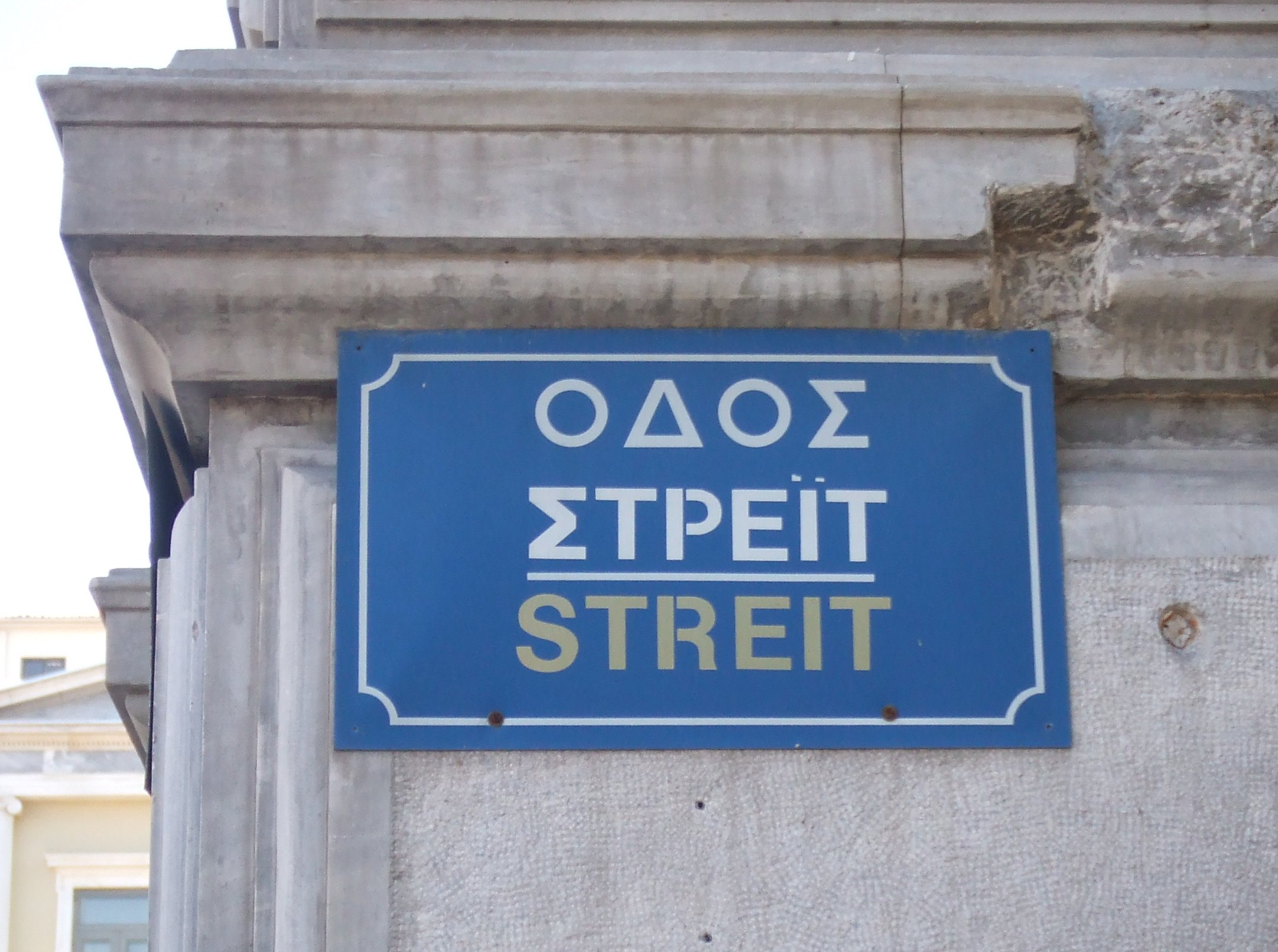
Die griechische Sprache hat ein eigenes Alphabet, welches dem lateinischen und dem kyrillischen Alphabet als Vorbild diente.

Die griechische Sprache ist die älteste heute gesprochene Sprache, die durch eine Schrift (zunächst die Silbenschrift Linear B und später das griechische Alphabet) aufgezeichnet wurde.
Die neugriechische Sprache ist mit Abstand die wichtigste gesprochene Sprache in Griechenland und wird in der Version der Dimotiki gesprochen und gelehrt. Von Bedeutung ist ferner das Altgriechische, welches Pflichtfach an Schulen ist, und (in einer jüngeren Form, der Koine) noch im Gottesdienst der griechisch-orthodoxen Kirche benutzt wird. Regional werden von Minderheiten Türkisch oder slawische Dialekte gesprochen. Englisch und Französisch sind die beliebtesten Fremdsprachen, seit 2004 ist Griechenland auch Mitglied der Frankophonie. Seit den 1990er-Jahren ist Griechenland ein beliebtes Emigrationsziel und somit sind auch Sprecher weiterer Sprachen zahlreich vorhanden, wie Albanisch, Bulgarisch oder Russisch.

### Film
Zwischen 1955 und 1970 hatte Griechenland die höchste Filmproduktion weltweit gemessen an der Einwohnerzahl, diese lag im Durchschnitt bei über 100 im Jahr. Die wichtigste Filmgesellschaft war Finos Film, deren Komödien und Tragödien dokumentieren auf heitere Weise ein Leben in Armut und erinnern an den italienischen Film jener Zeit. Bis heute haben diese Filme ein großes Ansehen und werden im Fernsehen meist im Vorabendprogramm gezeigt.
Die ersten zwei Filme, die internationales Aufsehen erregten, waren 1955 Stella unter der Regie von Michael Cacoyannis und 1956 The Ogre of Athens, unter der Regie von Nikos Koundouros. Ab den 1960er-Jahren entstanden zunehmend Produktionen des Neue Griechischen Films, einer experimentellen Richtung. Nach dem Zusammenbruch der Junta-Diktatur 1974 blühte das „Neue Griechische Kino“ auf. Viele dieser Richtung zugehörige Filme wurden bereits ganz oder teilweise während der Diktatur illegal gedreht, es waren zumeist politische Filme, die ins Ausland geschmuggelt wurden, wie beispielsweise der 1973 entstandene Film Megara von Maniatis und Tsemperopoulos, der als Thema den Widerstand der Bauern in Megara gegen die Enteignung ihres Landes durch einen Großbankier verdeutlicht. Weitere wichtige Filme des „Neuen Griechischen Kinos“ sind der 1974 gedrehte Aus unwichtigem Anlass sowie 1975 Die Wanderschauspieler von Theo Angelopoulos. Letzterer ist zudem der erste Film des „Neuen Griechischen Films“, der ein kommerzieller Erfolg wurde.
Der 1964 gedrehte Film Alexis Sorbas spielte eine wichtige Rolle in der Rezeption des Landes in den 1960er-Jahren. Politische Bedeutung hatte der griechisch-französische Film Z von Constantin Costa-Gavras (1969), der die Junta kritisierte. Ebenfalls französisch inspiriert ist das Werk des Regisseurs Theodoros Angelopoulos. Die Thematik der griechischen Diaspora thematisierten in einigen Filmen der Regisseur George Pan Cosmatos, der Schauspieler Telly Savalas, aber vor allem die Regisseurin Nia Vardalos (My Big Fat Greek Wedding). Als bedeutendster griechischer Filmkünstler des 21. Jahrhunderts gilt Giorgos Lanthimos.
Das Internationale Filmfestival Thessaloniki findet seit 1960 statt und ist das bedeutendste des Landes. Verbände der Regisseure und Kinofachleute organisierten 1977 aus Protest gegenüber einer Reihe von Veränderungen, die das zuständige Ministerium vornahm, wie beispielsweise die Auswahlkriterien für das Kritikerkomitee, ein Gegenfestival. Dieses „unabhängige Festival“ konnte sich jedoch auf Dauer nicht durchsetzen.

### Kunst

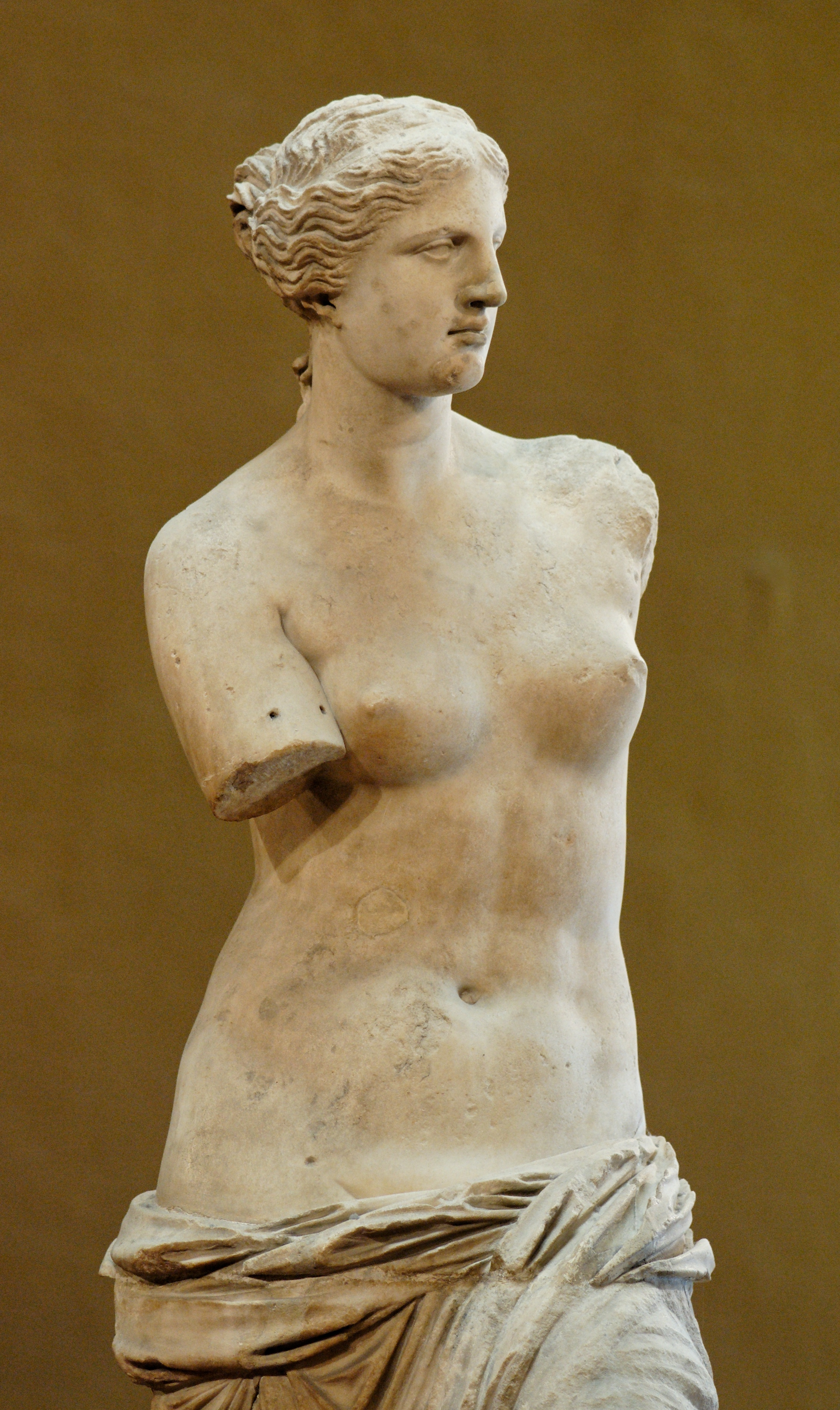
Venus von Milo

Als Griechische Kunst wird vornehmlich die Bildhauerei der Antike verstanden, mitunter auch die Vasenmalerei. Kunstwerke wie der frühklassische Wagenlenker von Delphi, die Nike von Samothrake, noch mehr aber die hellenistischen Venus von Milo, Laokoon-Gruppe und die Gruppe von Aphrodite, Pan und Eros haben archetypischen Symbolcharakter erlangt. Die antike Kunst wurde durch die Byzantinische abgelöst, aus der sakralen Kunst der Kretischen Schule stammte der Maler El Greco (1541–1614). Das 19. Jahrhundert ist durch akademische Kunst geprägt und steht in Wechselwirkung zur Münchner Schule.
Berühmte griechische Bildhauer des 20. Jahrhunderts sind u. a. Jannis Kounellis, Joannis Avramidis, Aris Kalaizis und Christos Kapralos. Auf der Insel Andros haben zahlreiche griechische Künstler ihre Ateliers, besonders der Sommer auf der ist durch zahlreiche Ausstellungen gekennzeichnet.
Kunstmäzene sind häufig Reeder, wie früher Stavros Niarchos oder heute George Economou. Der Kunstsammler Dakis Joannou und seine Stiftung DESTE gelten als wichtigste Förderer des Werks von Jeff Koons, George Costakis hatte unter schwierigen Umständen eine große Sammlung des russischen Konstruktivismus angelegt. Iris Clert, Tériade und Christian Zervos förderten die Pariser Kunstszene.

### Architektur

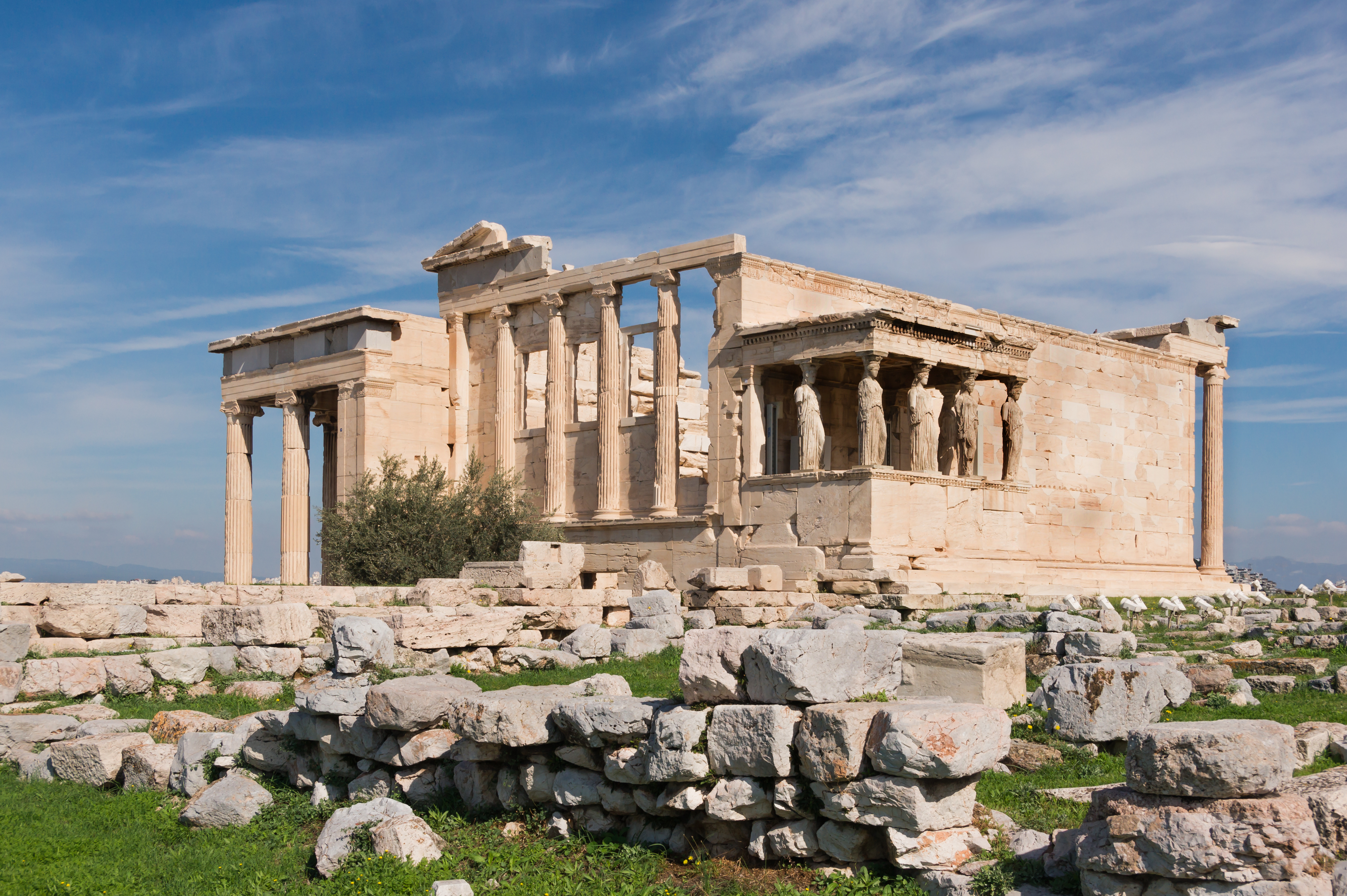
Das Erechtheion auf der Akropolis

In Griechenland finden sich viele Zeugnisse klassischer Architektur. Gebäude wie der Parthenon oder das Theater von Epidauros geben einen guten Eindruck von der Qualität antiken Bauens. Diese wurden zum Vorbild des Klassizismus im 19. Jahrhundert, der in Griechenland von großer Bedeutung war. Architekten wie Theophil Hansen oder Ernst Ziller prägten die Städte mit großen öffentlichen Bauten, allem voran die Architektur Athens. Ausnahme ist der Bau der Athener Augenklinik von Theophil Hansen, der einer byzantinischen Formensprache folgt und damit den Auftakt für deren teilweise Wiederbelebung bildete. Vor allem Thessaloniki, der Athos und andere Klöster, die Peloponnes (Mystras), aber auch Athen und Umgebung (z. B. Kloster Dafni, Kapnikarea-Kirche in Athen) liefern zahlreiche herausragende Beispiele der mittelalterlichen griechischen Bautradition.

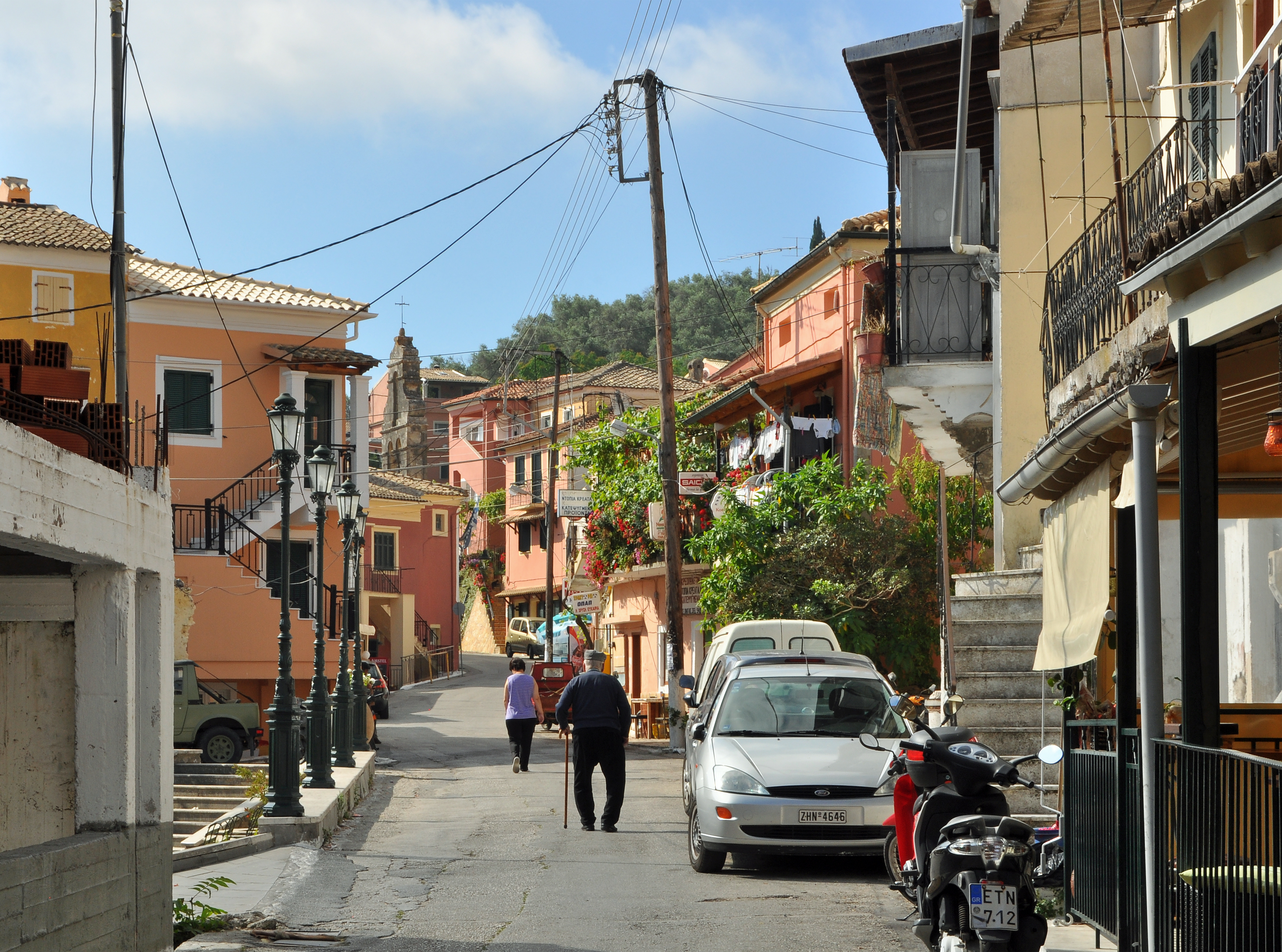
Hauptstraße in Sinarades auf Korfu

Die griechische Moderne gilt als eine der frühesten in Europa und wurde von öffentlicher Seite ebenso gefördert (ua. Schulbauprogramm, geleitet von Patroklos Karantinos) wie von privater, wo mit der Antiparochi/Antiparohi eine private Fianzierungsform zum Wohnungsbau gefunden wurde, nach der Grundstückseigentümer, Bauunternehmer und Planer sich zum Bau eines Hauses zusammentaten - sie steht im Gegensatz zu dem extrem regulierten und öffentlich geförderten Wohnungsgbau in anderen Ländern Europas. Der CIAM Kongress fand 1933 in Athen statt, Griechenland konnte über eine beeindruckende Anzahl an Zeugnissen der funktionalistischen Moderne aufweisen. Die hier verabschiedete Charta von Athen wurde zum Fanal der Moderne. In den späten 1930er-Jahren gibt es auch restaurative Tendenzen (z. B. Bau der Bank von Griechenland und das Kronprinzenpalais), die jedoch keine Vorbildfunktion entwickeln.

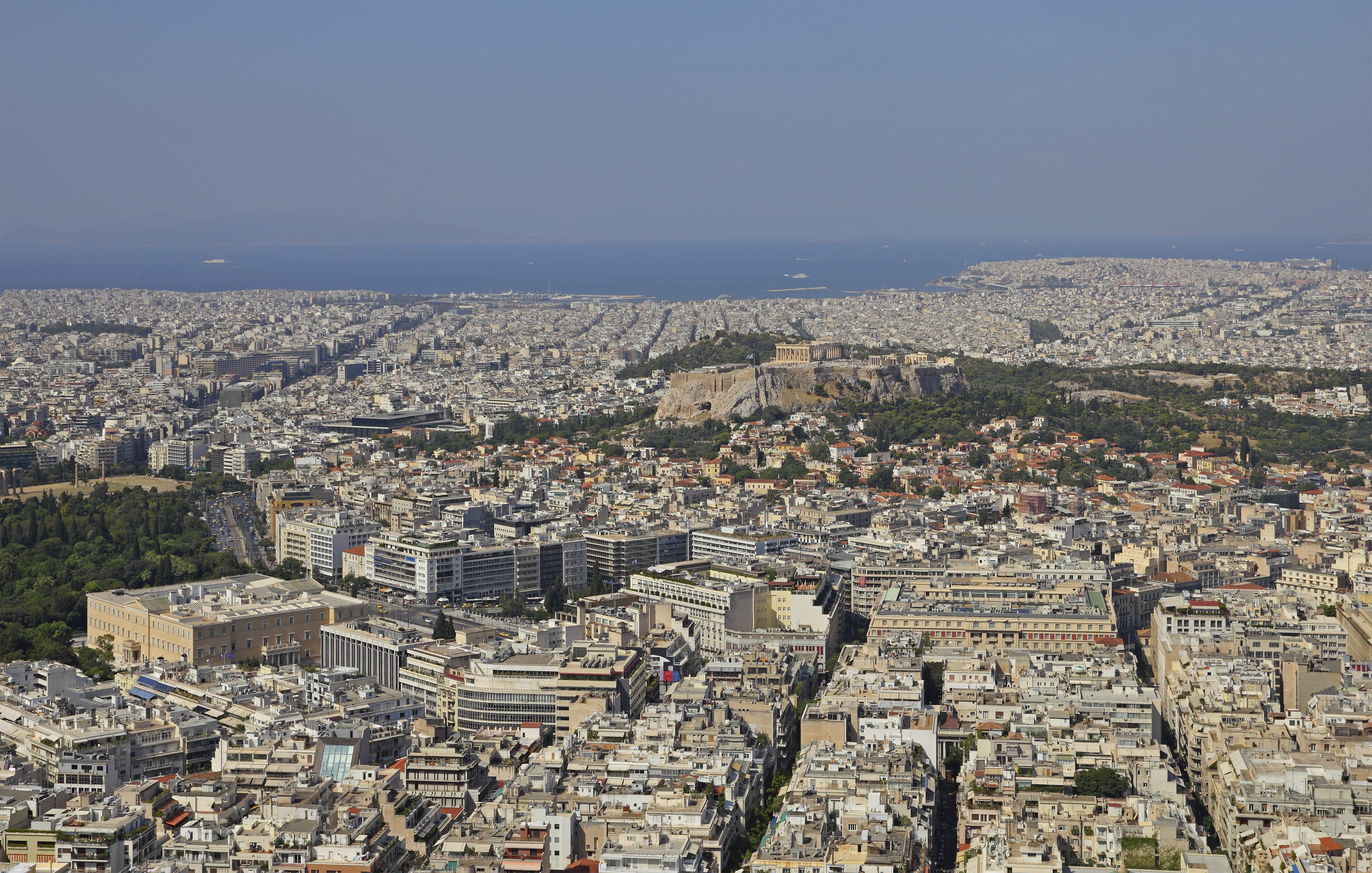
Blick über Athen aufs Meer

Während Walter Gropius Bau der amerikanischen Botschaft und Eero Saarinens Westterminal des alten Athener Flughafens subtil auf Proportionen der Antike zurückgreifen, so stehen die Hotelbauten wie das Hilton in Athen von Spyros Staikos, 1963 und das Porto Carras auf der Halbinsel Chalkidiki von Walter Gropius (posthum, 1973 fertiggestellt) eindeutig unter dem Einfluss des International Style. Eine Ausnahme sind die zahlreichen touristische Bauten des staatlichen Bauprogramms Xenia der 1960er-Jahre unter der Federführung des griechischen Architekten Aris Konstantinidis. Diese modernen Bauten sind in der Landschaft eingebettet und kombinieren das industrialisierte Bauen mit lokalem Baumaterialien und -traditionen. Sie gelten als frühes Beispiel des kritischen Regionalismus.
Einen städtebaulichen Impuls in Athen und Attika brachten die Olympischen Spiele 2004, allem voran die Sportstätten und Brücken des Architekten Santiago Calatrava.
Die Architektur der Kykladen ist durch kubische Formen geprägt, deren blau-weiße, verschachtelte Wohnhäuser und Kirchen zum Markenzeichen Griechenlands wurden. Regional von Bedeutung sind ferner fränkisch, spätbyzantinisch oder osmanisch geprägte Altstädte. Die Ionischen Inseln sind venezianisch geprägt, auf Kreta stellt das Kamara-Haus eine traditionelle Bauform dar. Bedeutende gotische Bauten finden sich nur auf dem Dodekanes, allem voran die Altstadt von Rhodos.

### Sport
Unter dem Kontext der Olympischen Spiele der Antike hat die olympische Bewegung von Anfang an in Griechenland viele Anhänger gefunden, so dass Athen 1896 erster Austragungsort wurde, zehn Jahre später folgten die Olympischen Zwischenspiele als Jubiläumsveranstaltung. Seit 1936 wird die olympische Flamme in Olympia entzündet und in einem Fackellauf zum Austragungsort gebracht. 2004 wurden zum dritten Mal Olympische Sommerspiele in Athen ausgetragen.
Special Olympics Hellas wurde 1988 gegründet und nahm mehrmals an Special Olympics Weltspielen teil.
Neben dem Marathonlauf der im 19. Jahrhundert gemäß der Marathonlegende auf den Boten Pheidippides zurückgeht, und viele Marathonläufe initiierte, gibt es auch den weitaus weniger bekannten Spartathlon, der auch auf einen antiken Lauf von Pheidippides zurückgeht. Dieser findet seit 1983 regelmäßig statt und wird auf den 245,3 Kilometern von Athen nach Sparta abgehalten.

Beliebte Publikumssportarten in Griechenland sind Basketball und Fußball. Zweiterer hat seine Rolle durch den Gewinn der EM 2004 gestärkt. Weitere beliebte Sportarten sind Volleyball und Wasserball.
Im Motorsport gehört die Akropolis-Rallye zum jährlichen WM-Kalender der Rallye-Weltmeisterschaft.
Da Griechenland ein Gebirgsland ist gibt es auch Wintersport. Es gibt 24 Skigebiete in Griechenland, die insgesamt 197 Pistenkilometer aufweisen und von 122 Skiliften erschlossen sind. Eisbahnen hingegen gibt es nur durch nur private Finanzierungen und haben ausnahmslos keine olympische Größe, auf diesen wird Eiskunstlauf und Eishockey ausgeübt. Das Stadion des Friedens und der Freundschaft in Piräus wurde für die Mischnutzung auch mit Eisfläche konzipiert, diese Funktion wurde jedoch seit 1991 nicht mehr genutzt.

### Feiertage
| Datum                                                          | Deutsche Bezeichnung | Griechischer Name                                                                                  | Anmerkung                                                         |
| -------------------------------------------------------------- | -------------------- | -------------------------------------------------------------------------------------------------- | ----------------------------------------------------------------- |
| 1. Januar                                                      | Neujahrstag          | Πρωτοχρονιά Protochroniá                                                                           |                                                                   |
| 6. Januar                                                      | Drei Könige          | Θεοφάνεια Theofánia („Erscheinung des Herrn“), Φώτα oder των Φώτων Fóta, ton Fóton („Lichterfest“) |                                                                   |
| Beweglicher Feiertag (Fastnachtsdatum)                         | „Rosenmontag“        | Καθαρά Δευτέρα Kathara Deftera („Reiner Montag“)                                                   | Entspricht dem katholischen Aschermittwoch; Beginn der Fastenzeit |
| 25. März                                                       | Nationalfeiertag     | Ευαγγελισμού Evangelismoú („Mariä Verkündigung“)                                                   | Unabhängigkeitstag (1821: Beginn der Griechischen Revolution)     |
| Beweglicher Feiertag (Freitag vor dem orthodoxen Ostersonntag) | Karfreitag           | Μεγάλη Παρασκευή Megáli Paraskeví („Großer Freitag“)                                               |                                                                   |
| Beweglicher Feiertag (Orthodoxes Osterdatum)                   | Ostersonntag         | Πάσχα Pás-cha                                                                                      | Höchster kirchlicher Feiertag im Jahreskreis                      |
| Beweglicher Feiertag (Montag nach dem orthodoxen Ostersonntag) | Ostermontag          | Δευτέρα του Πάσχα Deftéra tou Pás-cha                                                              |                                                                   |
| 1. Mai                                                         | Tag der Arbeit       | Πρωτομαγιά Protomagiá („Erster Mai“)                                                               |                                                                   |
| 15. August                                                     | Mariä Himmelfahrt    | Κοίμηση της Θεοτόκου Kímisi tis Theotókou („Entschlafung der Gottesmutter“)                        |                                                                   |
| 28. Oktober                                                    | Nationalfeiertag     | Επέτειος του Όχι Epétios tou Ochi Ochi-Tag („Jahrestag des Nein“)                                  | Nationalfeiertag (1940); siehe όχι-Tag                            |
| 25. Dezember                                                   | 1. Weihnachtstag     | Χριστούγεννα Christoúgenna („Christi Geburt“)                                                      |                                                                   |
| 26. Dezember                                                   | 2. Weihnachtstag     | Σύναξις Θεοτόκου Synaxis Theotokou („Versammlung zu Ehren der Gottesmutter“)                       |                                                                   |

### Adel
Laut Artikel 4 Absatz 7 der griechischen Verfassung werden „griechischen Staatsbürgern (…) Adelstitel oder Rangbezeichnungen weder verliehen noch anerkannt“. Jedoch werden Adelstitel im Zusammenhang mit historischen Personen und Personen aus dem Ausland weiterhin genannt.

### Massenmedien
Im Jahr 2020 nutzten 78 Prozent der Einwohner Griechenlands das Internet.
Bereits 2004 erzielten Zeitschriften brutto erstmals höhere Werbeeinnahmen als Fernsehsender – inzwischen sind es rund 42 Prozent aller Werbeetats (978 Millionen Euro), deutlich mehr als TV und Zeitungen. Die hoch verschuldete Verlagsbranche wird von ausländischen Investoren konsolidiert.